# Desperado (escacs)
En escacs, el desperado, o també peça boja és un tema tàctic que involucra una peça que sembla determinada a immolar-se, ja sigui per (1) vendre la seva pell el més cara possible, en una situació en què ambdós bàndols tenen peces penjant o (2) per provocar un ofegat si és capturada (o bé en alguns casos, per forçar taules per triple repetició si no és capturada) (Hooper & Whyld 1992:106–7). Andrew Soltis descriu el primer tipus de desperado com "un recurs tàctic en què uses una peça per menjar el màxim de material possible abans que mori" (Soltis 1975:246). Les peces que protagonitzen el desperado són sovint cavalls, potser perquè la seva habilitat per saltar per sobre d'altres peces els permet de sobreviure més temps.

## Exemples de la primera definició

### Petrossian - Fischer, 1958
|   | a | b | c | d | e | f | g | h |   |
| 8 | a8 negres torre · c8 negres alfil · d8 negres dama · f8 negres torre · g8 negres rei · a7 negres peó · b7 negres peó · c7 negres peó · e7 negres cavall · g7 negres alfil · h7 negres peó · d6 negres peó · d5 blanques peó · e5 blanques cavall · f5 negres peó · h5 negres cavall · c4 blanques peó · c3 blanques cavall · g3 blanques peó · a2 blanques peó · b2 blanques peó · f2 blanques peó · g2 blanques alfil · h2 blanques peó · a1 blanques torre · c1 blanques alfil · d1 blanques dama · f1 blanques torre · g1 blanques rei | a8 negres torre · c8 negres alfil · d8 negres dama · f8 negres torre · g8 negres rei · a7 negres peó · b7 negres peó · c7 negres peó · e7 negres cavall · g7 negres alfil · h7 negres peó · d6 negres peó · d5 blanques peó · e5 blanques cavall · f5 negres peó · h5 negres cavall · c4 blanques peó · c3 blanques cavall · g3 blanques peó · a2 blanques peó · b2 blanques peó · f2 blanques peó · g2 blanques alfil · h2 blanques peó · a1 blanques torre · c1 blanques alfil · d1 blanques dama · f1 blanques torre · g1 blanques rei | a8 negres torre · c8 negres alfil · d8 negres dama · f8 negres torre · g8 negres rei · a7 negres peó · b7 negres peó · c7 negres peó · e7 negres cavall · g7 negres alfil · h7 negres peó · d6 negres peó · d5 blanques peó · e5 blanques cavall · f5 negres peó · h5 negres cavall · c4 blanques peó · c3 blanques cavall · g3 blanques peó · a2 blanques peó · b2 blanques peó · f2 blanques peó · g2 blanques alfil · h2 blanques peó · a1 blanques torre · c1 blanques alfil · d1 blanques dama · f1 blanques torre · g1 blanques rei | a8 negres torre · c8 negres alfil · d8 negres dama · f8 negres torre · g8 negres rei · a7 negres peó · b7 negres peó · c7 negres peó · e7 negres cavall · g7 negres alfil · h7 negres peó · d6 negres peó · d5 blanques peó · e5 blanques cavall · f5 negres peó · h5 negres cavall · c4 blanques peó · c3 blanques cavall · g3 blanques peó · a2 blanques peó · b2 blanques peó · f2 blanques peó · g2 blanques alfil · h2 blanques peó · a1 blanques torre · c1 blanques alfil · d1 blanques dama · f1 blanques torre · g1 blanques rei | a8 negres torre · c8 negres alfil · d8 negres dama · f8 negres torre · g8 negres rei · a7 negres peó · b7 negres peó · c7 negres peó · e7 negres cavall · g7 negres alfil · h7 negres peó · d6 negres peó · d5 blanques peó · e5 blanques cavall · f5 negres peó · h5 negres cavall · c4 blanques peó · c3 blanques cavall · g3 blanques peó · a2 blanques peó · b2 blanques peó · f2 blanques peó · g2 blanques alfil · h2 blanques peó · a1 blanques torre · c1 blanques alfil · d1 blanques dama · f1 blanques torre · g1 blanques rei | a8 negres torre · c8 negres alfil · d8 negres dama · f8 negres torre · g8 negres rei · a7 negres peó · b7 negres peó · c7 negres peó · e7 negres cavall · g7 negres alfil · h7 negres peó · d6 negres peó · d5 blanques peó · e5 blanques cavall · f5 negres peó · h5 negres cavall · c4 blanques peó · c3 blanques cavall · g3 blanques peó · a2 blanques peó · b2 blanques peó · f2 blanques peó · g2 blanques alfil · h2 blanques peó · a1 blanques torre · c1 blanques alfil · d1 blanques dama · f1 blanques torre · g1 blanques rei | a8 negres torre · c8 negres alfil · d8 negres dama · f8 negres torre · g8 negres rei · a7 negres peó · b7 negres peó · c7 negres peó · e7 negres cavall · g7 negres alfil · h7 negres peó · d6 negres peó · d5 blanques peó · e5 blanques cavall · f5 negres peó · h5 negres cavall · c4 blanques peó · c3 blanques cavall · g3 blanques peó · a2 blanques peó · b2 blanques peó · f2 blanques peó · g2 blanques alfil · h2 blanques peó · a1 blanques torre · c1 blanques alfil · d1 blanques dama · f1 blanques torre · g1 blanques rei | a8 negres torre · c8 negres alfil · d8 negres dama · f8 negres torre · g8 negres rei · a7 negres peó · b7 negres peó · c7 negres peó · e7 negres cavall · g7 negres alfil · h7 negres peó · d6 negres peó · d5 blanques peó · e5 blanques cavall · f5 negres peó · h5 negres cavall · c4 blanques peó · c3 blanques cavall · g3 blanques peó · a2 blanques peó · b2 blanques peó · f2 blanques peó · g2 blanques alfil · h2 blanques peó · a1 blanques torre · c1 blanques alfil · d1 blanques dama · f1 blanques torre · g1 blanques rei | 8 |
| 7 | a8 negres torre · c8 negres alfil · d8 negres dama · f8 negres torre · g8 negres rei · a7 negres peó · b7 negres peó · c7 negres peó · e7 negres cavall · g7 negres alfil · h7 negres peó · d6 negres peó · d5 blanques peó · e5 blanques cavall · f5 negres peó · h5 negres cavall · c4 blanques peó · c3 blanques cavall · g3 blanques peó · a2 blanques peó · b2 blanques peó · f2 blanques peó · g2 blanques alfil · h2 blanques peó · a1 blanques torre · c1 blanques alfil · d1 blanques dama · f1 blanques torre · g1 blanques rei | a8 negres torre · c8 negres alfil · d8 negres dama · f8 negres torre · g8 negres rei · a7 negres peó · b7 negres peó · c7 negres peó · e7 negres cavall · g7 negres alfil · h7 negres peó · d6 negres peó · d5 blanques peó · e5 blanques cavall · f5 negres peó · h5 negres cavall · c4 blanques peó · c3 blanques cavall · g3 blanques peó · a2 blanques peó · b2 blanques peó · f2 blanques peó · g2 blanques alfil · h2 blanques peó · a1 blanques torre · c1 blanques alfil · d1 blanques dama · f1 blanques torre · g1 blanques rei | a8 negres torre · c8 negres alfil · d8 negres dama · f8 negres torre · g8 negres rei · a7 negres peó · b7 negres peó · c7 negres peó · e7 negres cavall · g7 negres alfil · h7 negres peó · d6 negres peó · d5 blanques peó · e5 blanques cavall · f5 negres peó · h5 negres cavall · c4 blanques peó · c3 blanques cavall · g3 blanques peó · a2 blanques peó · b2 blanques peó · f2 blanques peó · g2 blanques alfil · h2 blanques peó · a1 blanques torre · c1 blanques alfil · d1 blanques dama · f1 blanques torre · g1 blanques rei | a8 negres torre · c8 negres alfil · d8 negres dama · f8 negres torre · g8 negres rei · a7 negres peó · b7 negres peó · c7 negres peó · e7 negres cavall · g7 negres alfil · h7 negres peó · d6 negres peó · d5 blanques peó · e5 blanques cavall · f5 negres peó · h5 negres cavall · c4 blanques peó · c3 blanques cavall · g3 blanques peó · a2 blanques peó · b2 blanques peó · f2 blanques peó · g2 blanques alfil · h2 blanques peó · a1 blanques torre · c1 blanques alfil · d1 blanques dama · f1 blanques torre · g1 blanques rei | a8 negres torre · c8 negres alfil · d8 negres dama · f8 negres torre · g8 negres rei · a7 negres peó · b7 negres peó · c7 negres peó · e7 negres cavall · g7 negres alfil · h7 negres peó · d6 negres peó · d5 blanques peó · e5 blanques cavall · f5 negres peó · h5 negres cavall · c4 blanques peó · c3 blanques cavall · g3 blanques peó · a2 blanques peó · b2 blanques peó · f2 blanques peó · g2 blanques alfil · h2 blanques peó · a1 blanques torre · c1 blanques alfil · d1 blanques dama · f1 blanques torre · g1 blanques rei | a8 negres torre · c8 negres alfil · d8 negres dama · f8 negres torre · g8 negres rei · a7 negres peó · b7 negres peó · c7 negres peó · e7 negres cavall · g7 negres alfil · h7 negres peó · d6 negres peó · d5 blanques peó · e5 blanques cavall · f5 negres peó · h5 negres cavall · c4 blanques peó · c3 blanques cavall · g3 blanques peó · a2 blanques peó · b2 blanques peó · f2 blanques peó · g2 blanques alfil · h2 blanques peó · a1 blanques torre · c1 blanques alfil · d1 blanques dama · f1 blanques torre · g1 blanques rei | a8 negres torre · c8 negres alfil · d8 negres dama · f8 negres torre · g8 negres rei · a7 negres peó · b7 negres peó · c7 negres peó · e7 negres cavall · g7 negres alfil · h7 negres peó · d6 negres peó · d5 blanques peó · e5 blanques cavall · f5 negres peó · h5 negres cavall · c4 blanques peó · c3 blanques cavall · g3 blanques peó · a2 blanques peó · b2 blanques peó · f2 blanques peó · g2 blanques alfil · h2 blanques peó · a1 blanques torre · c1 blanques alfil · d1 blanques dama · f1 blanques torre · g1 blanques rei | a8 negres torre · c8 negres alfil · d8 negres dama · f8 negres torre · g8 negres rei · a7 negres peó · b7 negres peó · c7 negres peó · e7 negres cavall · g7 negres alfil · h7 negres peó · d6 negres peó · d5 blanques peó · e5 blanques cavall · f5 negres peó · h5 negres cavall · c4 blanques peó · c3 blanques cavall · g3 blanques peó · a2 blanques peó · b2 blanques peó · f2 blanques peó · g2 blanques alfil · h2 blanques peó · a1 blanques torre · c1 blanques alfil · d1 blanques dama · f1 blanques torre · g1 blanques rei | 7 |
| 6 | a8 negres torre · c8 negres alfil · d8 negres dama · f8 negres torre · g8 negres rei · a7 negres peó · b7 negres peó · c7 negres peó · e7 negres cavall · g7 negres alfil · h7 negres peó · d6 negres peó · d5 blanques peó · e5 blanques cavall · f5 negres peó · h5 negres cavall · c4 blanques peó · c3 blanques cavall · g3 blanques peó · a2 blanques peó · b2 blanques peó · f2 blanques peó · g2 blanques alfil · h2 blanques peó · a1 blanques torre · c1 blanques alfil · d1 blanques dama · f1 blanques torre · g1 blanques rei | a8 negres torre · c8 negres alfil · d8 negres dama · f8 negres torre · g8 negres rei · a7 negres peó · b7 negres peó · c7 negres peó · e7 negres cavall · g7 negres alfil · h7 negres peó · d6 negres peó · d5 blanques peó · e5 blanques cavall · f5 negres peó · h5 negres cavall · c4 blanques peó · c3 blanques cavall · g3 blanques peó · a2 blanques peó · b2 blanques peó · f2 blanques peó · g2 blanques alfil · h2 blanques peó · a1 blanques torre · c1 blanques alfil · d1 blanques dama · f1 blanques torre · g1 blanques rei | a8 negres torre · c8 negres alfil · d8 negres dama · f8 negres torre · g8 negres rei · a7 negres peó · b7 negres peó · c7 negres peó · e7 negres cavall · g7 negres alfil · h7 negres peó · d6 negres peó · d5 blanques peó · e5 blanques cavall · f5 negres peó · h5 negres cavall · c4 blanques peó · c3 blanques cavall · g3 blanques peó · a2 blanques peó · b2 blanques peó · f2 blanques peó · g2 blanques alfil · h2 blanques peó · a1 blanques torre · c1 blanques alfil · d1 blanques dama · f1 blanques torre · g1 blanques rei | a8 negres torre · c8 negres alfil · d8 negres dama · f8 negres torre · g8 negres rei · a7 negres peó · b7 negres peó · c7 negres peó · e7 negres cavall · g7 negres alfil · h7 negres peó · d6 negres peó · d5 blanques peó · e5 blanques cavall · f5 negres peó · h5 negres cavall · c4 blanques peó · c3 blanques cavall · g3 blanques peó · a2 blanques peó · b2 blanques peó · f2 blanques peó · g2 blanques alfil · h2 blanques peó · a1 blanques torre · c1 blanques alfil · d1 blanques dama · f1 blanques torre · g1 blanques rei | a8 negres torre · c8 negres alfil · d8 negres dama · f8 negres torre · g8 negres rei · a7 negres peó · b7 negres peó · c7 negres peó · e7 negres cavall · g7 negres alfil · h7 negres peó · d6 negres peó · d5 blanques peó · e5 blanques cavall · f5 negres peó · h5 negres cavall · c4 blanques peó · c3 blanques cavall · g3 blanques peó · a2 blanques peó · b2 blanques peó · f2 blanques peó · g2 blanques alfil · h2 blanques peó · a1 blanques torre · c1 blanques alfil · d1 blanques dama · f1 blanques torre · g1 blanques rei | a8 negres torre · c8 negres alfil · d8 negres dama · f8 negres torre · g8 negres rei · a7 negres peó · b7 negres peó · c7 negres peó · e7 negres cavall · g7 negres alfil · h7 negres peó · d6 negres peó · d5 blanques peó · e5 blanques cavall · f5 negres peó · h5 negres cavall · c4 blanques peó · c3 blanques cavall · g3 blanques peó · a2 blanques peó · b2 blanques peó · f2 blanques peó · g2 blanques alfil · h2 blanques peó · a1 blanques torre · c1 blanques alfil · d1 blanques dama · f1 blanques torre · g1 blanques rei | a8 negres torre · c8 negres alfil · d8 negres dama · f8 negres torre · g8 negres rei · a7 negres peó · b7 negres peó · c7 negres peó · e7 negres cavall · g7 negres alfil · h7 negres peó · d6 negres peó · d5 blanques peó · e5 blanques cavall · f5 negres peó · h5 negres cavall · c4 blanques peó · c3 blanques cavall · g3 blanques peó · a2 blanques peó · b2 blanques peó · f2 blanques peó · g2 blanques alfil · h2 blanques peó · a1 blanques torre · c1 blanques alfil · d1 blanques dama · f1 blanques torre · g1 blanques rei | a8 negres torre · c8 negres alfil · d8 negres dama · f8 negres torre · g8 negres rei · a7 negres peó · b7 negres peó · c7 negres peó · e7 negres cavall · g7 negres alfil · h7 negres peó · d6 negres peó · d5 blanques peó · e5 blanques cavall · f5 negres peó · h5 negres cavall · c4 blanques peó · c3 blanques cavall · g3 blanques peó · a2 blanques peó · b2 blanques peó · f2 blanques peó · g2 blanques alfil · h2 blanques peó · a1 blanques torre · c1 blanques alfil · d1 blanques dama · f1 blanques torre · g1 blanques rei | 6 |
| 5 | a8 negres torre · c8 negres alfil · d8 negres dama · f8 negres torre · g8 negres rei · a7 negres peó · b7 negres peó · c7 negres peó · e7 negres cavall · g7 negres alfil · h7 negres peó · d6 negres peó · d5 blanques peó · e5 blanques cavall · f5 negres peó · h5 negres cavall · c4 blanques peó · c3 blanques cavall · g3 blanques peó · a2 blanques peó · b2 blanques peó · f2 blanques peó · g2 blanques alfil · h2 blanques peó · a1 blanques torre · c1 blanques alfil · d1 blanques dama · f1 blanques torre · g1 blanques rei | a8 negres torre · c8 negres alfil · d8 negres dama · f8 negres torre · g8 negres rei · a7 negres peó · b7 negres peó · c7 negres peó · e7 negres cavall · g7 negres alfil · h7 negres peó · d6 negres peó · d5 blanques peó · e5 blanques cavall · f5 negres peó · h5 negres cavall · c4 blanques peó · c3 blanques cavall · g3 blanques peó · a2 blanques peó · b2 blanques peó · f2 blanques peó · g2 blanques alfil · h2 blanques peó · a1 blanques torre · c1 blanques alfil · d1 blanques dama · f1 blanques torre · g1 blanques rei | a8 negres torre · c8 negres alfil · d8 negres dama · f8 negres torre · g8 negres rei · a7 negres peó · b7 negres peó · c7 negres peó · e7 negres cavall · g7 negres alfil · h7 negres peó · d6 negres peó · d5 blanques peó · e5 blanques cavall · f5 negres peó · h5 negres cavall · c4 blanques peó · c3 blanques cavall · g3 blanques peó · a2 blanques peó · b2 blanques peó · f2 blanques peó · g2 blanques alfil · h2 blanques peó · a1 blanques torre · c1 blanques alfil · d1 blanques dama · f1 blanques torre · g1 blanques rei | a8 negres torre · c8 negres alfil · d8 negres dama · f8 negres torre · g8 negres rei · a7 negres peó · b7 negres peó · c7 negres peó · e7 negres cavall · g7 negres alfil · h7 negres peó · d6 negres peó · d5 blanques peó · e5 blanques cavall · f5 negres peó · h5 negres cavall · c4 blanques peó · c3 blanques cavall · g3 blanques peó · a2 blanques peó · b2 blanques peó · f2 blanques peó · g2 blanques alfil · h2 blanques peó · a1 blanques torre · c1 blanques alfil · d1 blanques dama · f1 blanques torre · g1 blanques rei | a8 negres torre · c8 negres alfil · d8 negres dama · f8 negres torre · g8 negres rei · a7 negres peó · b7 negres peó · c7 negres peó · e7 negres cavall · g7 negres alfil · h7 negres peó · d6 negres peó · d5 blanques peó · e5 blanques cavall · f5 negres peó · h5 negres cavall · c4 blanques peó · c3 blanques cavall · g3 blanques peó · a2 blanques peó · b2 blanques peó · f2 blanques peó · g2 blanques alfil · h2 blanques peó · a1 blanques torre · c1 blanques alfil · d1 blanques dama · f1 blanques torre · g1 blanques rei | a8 negres torre · c8 negres alfil · d8 negres dama · f8 negres torre · g8 negres rei · a7 negres peó · b7 negres peó · c7 negres peó · e7 negres cavall · g7 negres alfil · h7 negres peó · d6 negres peó · d5 blanques peó · e5 blanques cavall · f5 negres peó · h5 negres cavall · c4 blanques peó · c3 blanques cavall · g3 blanques peó · a2 blanques peó · b2 blanques peó · f2 blanques peó · g2 blanques alfil · h2 blanques peó · a1 blanques torre · c1 blanques alfil · d1 blanques dama · f1 blanques torre · g1 blanques rei | a8 negres torre · c8 negres alfil · d8 negres dama · f8 negres torre · g8 negres rei · a7 negres peó · b7 negres peó · c7 negres peó · e7 negres cavall · g7 negres alfil · h7 negres peó · d6 negres peó · d5 blanques peó · e5 blanques cavall · f5 negres peó · h5 negres cavall · c4 blanques peó · c3 blanques cavall · g3 blanques peó · a2 blanques peó · b2 blanques peó · f2 blanques peó · g2 blanques alfil · h2 blanques peó · a1 blanques torre · c1 blanques alfil · d1 blanques dama · f1 blanques torre · g1 blanques rei | a8 negres torre · c8 negres alfil · d8 negres dama · f8 negres torre · g8 negres rei · a7 negres peó · b7 negres peó · c7 negres peó · e7 negres cavall · g7 negres alfil · h7 negres peó · d6 negres peó · d5 blanques peó · e5 blanques cavall · f5 negres peó · h5 negres cavall · c4 blanques peó · c3 blanques cavall · g3 blanques peó · a2 blanques peó · b2 blanques peó · f2 blanques peó · g2 blanques alfil · h2 blanques peó · a1 blanques torre · c1 blanques alfil · d1 blanques dama · f1 blanques torre · g1 blanques rei | 5 |
| 4 | a8 negres torre · c8 negres alfil · d8 negres dama · f8 negres torre · g8 negres rei · a7 negres peó · b7 negres peó · c7 negres peó · e7 negres cavall · g7 negres alfil · h7 negres peó · d6 negres peó · d5 blanques peó · e5 blanques cavall · f5 negres peó · h5 negres cavall · c4 blanques peó · c3 blanques cavall · g3 blanques peó · a2 blanques peó · b2 blanques peó · f2 blanques peó · g2 blanques alfil · h2 blanques peó · a1 blanques torre · c1 blanques alfil · d1 blanques dama · f1 blanques torre · g1 blanques rei | a8 negres torre · c8 negres alfil · d8 negres dama · f8 negres torre · g8 negres rei · a7 negres peó · b7 negres peó · c7 negres peó · e7 negres cavall · g7 negres alfil · h7 negres peó · d6 negres peó · d5 blanques peó · e5 blanques cavall · f5 negres peó · h5 negres cavall · c4 blanques peó · c3 blanques cavall · g3 blanques peó · a2 blanques peó · b2 blanques peó · f2 blanques peó · g2 blanques alfil · h2 blanques peó · a1 blanques torre · c1 blanques alfil · d1 blanques dama · f1 blanques torre · g1 blanques rei | a8 negres torre · c8 negres alfil · d8 negres dama · f8 negres torre · g8 negres rei · a7 negres peó · b7 negres peó · c7 negres peó · e7 negres cavall · g7 negres alfil · h7 negres peó · d6 negres peó · d5 blanques peó · e5 blanques cavall · f5 negres peó · h5 negres cavall · c4 blanques peó · c3 blanques cavall · g3 blanques peó · a2 blanques peó · b2 blanques peó · f2 blanques peó · g2 blanques alfil · h2 blanques peó · a1 blanques torre · c1 blanques alfil · d1 blanques dama · f1 blanques torre · g1 blanques rei | a8 negres torre · c8 negres alfil · d8 negres dama · f8 negres torre · g8 negres rei · a7 negres peó · b7 negres peó · c7 negres peó · e7 negres cavall · g7 negres alfil · h7 negres peó · d6 negres peó · d5 blanques peó · e5 blanques cavall · f5 negres peó · h5 negres cavall · c4 blanques peó · c3 blanques cavall · g3 blanques peó · a2 blanques peó · b2 blanques peó · f2 blanques peó · g2 blanques alfil · h2 blanques peó · a1 blanques torre · c1 blanques alfil · d1 blanques dama · f1 blanques torre · g1 blanques rei | a8 negres torre · c8 negres alfil · d8 negres dama · f8 negres torre · g8 negres rei · a7 negres peó · b7 negres peó · c7 negres peó · e7 negres cavall · g7 negres alfil · h7 negres peó · d6 negres peó · d5 blanques peó · e5 blanques cavall · f5 negres peó · h5 negres cavall · c4 blanques peó · c3 blanques cavall · g3 blanques peó · a2 blanques peó · b2 blanques peó · f2 blanques peó · g2 blanques alfil · h2 blanques peó · a1 blanques torre · c1 blanques alfil · d1 blanques dama · f1 blanques torre · g1 blanques rei | a8 negres torre · c8 negres alfil · d8 negres dama · f8 negres torre · g8 negres rei · a7 negres peó · b7 negres peó · c7 negres peó · e7 negres cavall · g7 negres alfil · h7 negres peó · d6 negres peó · d5 blanques peó · e5 blanques cavall · f5 negres peó · h5 negres cavall · c4 blanques peó · c3 blanques cavall · g3 blanques peó · a2 blanques peó · b2 blanques peó · f2 blanques peó · g2 blanques alfil · h2 blanques peó · a1 blanques torre · c1 blanques alfil · d1 blanques dama · f1 blanques torre · g1 blanques rei | a8 negres torre · c8 negres alfil · d8 negres dama · f8 negres torre · g8 negres rei · a7 negres peó · b7 negres peó · c7 negres peó · e7 negres cavall · g7 negres alfil · h7 negres peó · d6 negres peó · d5 blanques peó · e5 blanques cavall · f5 negres peó · h5 negres cavall · c4 blanques peó · c3 blanques cavall · g3 blanques peó · a2 blanques peó · b2 blanques peó · f2 blanques peó · g2 blanques alfil · h2 blanques peó · a1 blanques torre · c1 blanques alfil · d1 blanques dama · f1 blanques torre · g1 blanques rei | a8 negres torre · c8 negres alfil · d8 negres dama · f8 negres torre · g8 negres rei · a7 negres peó · b7 negres peó · c7 negres peó · e7 negres cavall · g7 negres alfil · h7 negres peó · d6 negres peó · d5 blanques peó · e5 blanques cavall · f5 negres peó · h5 negres cavall · c4 blanques peó · c3 blanques cavall · g3 blanques peó · a2 blanques peó · b2 blanques peó · f2 blanques peó · g2 blanques alfil · h2 blanques peó · a1 blanques torre · c1 blanques alfil · d1 blanques dama · f1 blanques torre · g1 blanques rei | 4 |
| 3 | a8 negres torre · c8 negres alfil · d8 negres dama · f8 negres torre · g8 negres rei · a7 negres peó · b7 negres peó · c7 negres peó · e7 negres cavall · g7 negres alfil · h7 negres peó · d6 negres peó · d5 blanques peó · e5 blanques cavall · f5 negres peó · h5 negres cavall · c4 blanques peó · c3 blanques cavall · g3 blanques peó · a2 blanques peó · b2 blanques peó · f2 blanques peó · g2 blanques alfil · h2 blanques peó · a1 blanques torre · c1 blanques alfil · d1 blanques dama · f1 blanques torre · g1 blanques rei | a8 negres torre · c8 negres alfil · d8 negres dama · f8 negres torre · g8 negres rei · a7 negres peó · b7 negres peó · c7 negres peó · e7 negres cavall · g7 negres alfil · h7 negres peó · d6 negres peó · d5 blanques peó · e5 blanques cavall · f5 negres peó · h5 negres cavall · c4 blanques peó · c3 blanques cavall · g3 blanques peó · a2 blanques peó · b2 blanques peó · f2 blanques peó · g2 blanques alfil · h2 blanques peó · a1 blanques torre · c1 blanques alfil · d1 blanques dama · f1 blanques torre · g1 blanques rei | a8 negres torre · c8 negres alfil · d8 negres dama · f8 negres torre · g8 negres rei · a7 negres peó · b7 negres peó · c7 negres peó · e7 negres cavall · g7 negres alfil · h7 negres peó · d6 negres peó · d5 blanques peó · e5 blanques cavall · f5 negres peó · h5 negres cavall · c4 blanques peó · c3 blanques cavall · g3 blanques peó · a2 blanques peó · b2 blanques peó · f2 blanques peó · g2 blanques alfil · h2 blanques peó · a1 blanques torre · c1 blanques alfil · d1 blanques dama · f1 blanques torre · g1 blanques rei | a8 negres torre · c8 negres alfil · d8 negres dama · f8 negres torre · g8 negres rei · a7 negres peó · b7 negres peó · c7 negres peó · e7 negres cavall · g7 negres alfil · h7 negres peó · d6 negres peó · d5 blanques peó · e5 blanques cavall · f5 negres peó · h5 negres cavall · c4 blanques peó · c3 blanques cavall · g3 blanques peó · a2 blanques peó · b2 blanques peó · f2 blanques peó · g2 blanques alfil · h2 blanques peó · a1 blanques torre · c1 blanques alfil · d1 blanques dama · f1 blanques torre · g1 blanques rei | a8 negres torre · c8 negres alfil · d8 negres dama · f8 negres torre · g8 negres rei · a7 negres peó · b7 negres peó · c7 negres peó · e7 negres cavall · g7 negres alfil · h7 negres peó · d6 negres peó · d5 blanques peó · e5 blanques cavall · f5 negres peó · h5 negres cavall · c4 blanques peó · c3 blanques cavall · g3 blanques peó · a2 blanques peó · b2 blanques peó · f2 blanques peó · g2 blanques alfil · h2 blanques peó · a1 blanques torre · c1 blanques alfil · d1 blanques dama · f1 blanques torre · g1 blanques rei | a8 negres torre · c8 negres alfil · d8 negres dama · f8 negres torre · g8 negres rei · a7 negres peó · b7 negres peó · c7 negres peó · e7 negres cavall · g7 negres alfil · h7 negres peó · d6 negres peó · d5 blanques peó · e5 blanques cavall · f5 negres peó · h5 negres cavall · c4 blanques peó · c3 blanques cavall · g3 blanques peó · a2 blanques peó · b2 blanques peó · f2 blanques peó · g2 blanques alfil · h2 blanques peó · a1 blanques torre · c1 blanques alfil · d1 blanques dama · f1 blanques torre · g1 blanques rei | a8 negres torre · c8 negres alfil · d8 negres dama · f8 negres torre · g8 negres rei · a7 negres peó · b7 negres peó · c7 negres peó · e7 negres cavall · g7 negres alfil · h7 negres peó · d6 negres peó · d5 blanques peó · e5 blanques cavall · f5 negres peó · h5 negres cavall · c4 blanques peó · c3 blanques cavall · g3 blanques peó · a2 blanques peó · b2 blanques peó · f2 blanques peó · g2 blanques alfil · h2 blanques peó · a1 blanques torre · c1 blanques alfil · d1 blanques dama · f1 blanques torre · g1 blanques rei | a8 negres torre · c8 negres alfil · d8 negres dama · f8 negres torre · g8 negres rei · a7 negres peó · b7 negres peó · c7 negres peó · e7 negres cavall · g7 negres alfil · h7 negres peó · d6 negres peó · d5 blanques peó · e5 blanques cavall · f5 negres peó · h5 negres cavall · c4 blanques peó · c3 blanques cavall · g3 blanques peó · a2 blanques peó · b2 blanques peó · f2 blanques peó · g2 blanques alfil · h2 blanques peó · a1 blanques torre · c1 blanques alfil · d1 blanques dama · f1 blanques torre · g1 blanques rei | 3 |
| 2 | a8 negres torre · c8 negres alfil · d8 negres dama · f8 negres torre · g8 negres rei · a7 negres peó · b7 negres peó · c7 negres peó · e7 negres cavall · g7 negres alfil · h7 negres peó · d6 negres peó · d5 blanques peó · e5 blanques cavall · f5 negres peó · h5 negres cavall · c4 blanques peó · c3 blanques cavall · g3 blanques peó · a2 blanques peó · b2 blanques peó · f2 blanques peó · g2 blanques alfil · h2 blanques peó · a1 blanques torre · c1 blanques alfil · d1 blanques dama · f1 blanques torre · g1 blanques rei | a8 negres torre · c8 negres alfil · d8 negres dama · f8 negres torre · g8 negres rei · a7 negres peó · b7 negres peó · c7 negres peó · e7 negres cavall · g7 negres alfil · h7 negres peó · d6 negres peó · d5 blanques peó · e5 blanques cavall · f5 negres peó · h5 negres cavall · c4 blanques peó · c3 blanques cavall · g3 blanques peó · a2 blanques peó · b2 blanques peó · f2 blanques peó · g2 blanques alfil · h2 blanques peó · a1 blanques torre · c1 blanques alfil · d1 blanques dama · f1 blanques torre · g1 blanques rei | a8 negres torre · c8 negres alfil · d8 negres dama · f8 negres torre · g8 negres rei · a7 negres peó · b7 negres peó · c7 negres peó · e7 negres cavall · g7 negres alfil · h7 negres peó · d6 negres peó · d5 blanques peó · e5 blanques cavall · f5 negres peó · h5 negres cavall · c4 blanques peó · c3 blanques cavall · g3 blanques peó · a2 blanques peó · b2 blanques peó · f2 blanques peó · g2 blanques alfil · h2 blanques peó · a1 blanques torre · c1 blanques alfil · d1 blanques dama · f1 blanques torre · g1 blanques rei | a8 negres torre · c8 negres alfil · d8 negres dama · f8 negres torre · g8 negres rei · a7 negres peó · b7 negres peó · c7 negres peó · e7 negres cavall · g7 negres alfil · h7 negres peó · d6 negres peó · d5 blanques peó · e5 blanques cavall · f5 negres peó · h5 negres cavall · c4 blanques peó · c3 blanques cavall · g3 blanques peó · a2 blanques peó · b2 blanques peó · f2 blanques peó · g2 blanques alfil · h2 blanques peó · a1 blanques torre · c1 blanques alfil · d1 blanques dama · f1 blanques torre · g1 blanques rei | a8 negres torre · c8 negres alfil · d8 negres dama · f8 negres torre · g8 negres rei · a7 negres peó · b7 negres peó · c7 negres peó · e7 negres cavall · g7 negres alfil · h7 negres peó · d6 negres peó · d5 blanques peó · e5 blanques cavall · f5 negres peó · h5 negres cavall · c4 blanques peó · c3 blanques cavall · g3 blanques peó · a2 blanques peó · b2 blanques peó · f2 blanques peó · g2 blanques alfil · h2 blanques peó · a1 blanques torre · c1 blanques alfil · d1 blanques dama · f1 blanques torre · g1 blanques rei | a8 negres torre · c8 negres alfil · d8 negres dama · f8 negres torre · g8 negres rei · a7 negres peó · b7 negres peó · c7 negres peó · e7 negres cavall · g7 negres alfil · h7 negres peó · d6 negres peó · d5 blanques peó · e5 blanques cavall · f5 negres peó · h5 negres cavall · c4 blanques peó · c3 blanques cavall · g3 blanques peó · a2 blanques peó · b2 blanques peó · f2 blanques peó · g2 blanques alfil · h2 blanques peó · a1 blanques torre · c1 blanques alfil · d1 blanques dama · f1 blanques torre · g1 blanques rei | a8 negres torre · c8 negres alfil · d8 negres dama · f8 negres torre · g8 negres rei · a7 negres peó · b7 negres peó · c7 negres peó · e7 negres cavall · g7 negres alfil · h7 negres peó · d6 negres peó · d5 blanques peó · e5 blanques cavall · f5 negres peó · h5 negres cavall · c4 blanques peó · c3 blanques cavall · g3 blanques peó · a2 blanques peó · b2 blanques peó · f2 blanques peó · g2 blanques alfil · h2 blanques peó · a1 blanques torre · c1 blanques alfil · d1 blanques dama · f1 blanques torre · g1 blanques rei | a8 negres torre · c8 negres alfil · d8 negres dama · f8 negres torre · g8 negres rei · a7 negres peó · b7 negres peó · c7 negres peó · e7 negres cavall · g7 negres alfil · h7 negres peó · d6 negres peó · d5 blanques peó · e5 blanques cavall · f5 negres peó · h5 negres cavall · c4 blanques peó · c3 blanques cavall · g3 blanques peó · a2 blanques peó · b2 blanques peó · f2 blanques peó · g2 blanques alfil · h2 blanques peó · a1 blanques torre · c1 blanques alfil · d1 blanques dama · f1 blanques torre · g1 blanques rei | 2 |
| 1 | a8 negres torre · c8 negres alfil · d8 negres dama · f8 negres torre · g8 negres rei · a7 negres peó · b7 negres peó · c7 negres peó · e7 negres cavall · g7 negres alfil · h7 negres peó · d6 negres peó · d5 blanques peó · e5 blanques cavall · f5 negres peó · h5 negres cavall · c4 blanques peó · c3 blanques cavall · g3 blanques peó · a2 blanques peó · b2 blanques peó · f2 blanques peó · g2 blanques alfil · h2 blanques peó · a1 blanques torre · c1 blanques alfil · d1 blanques dama · f1 blanques torre · g1 blanques rei | a8 negres torre · c8 negres alfil · d8 negres dama · f8 negres torre · g8 negres rei · a7 negres peó · b7 negres peó · c7 negres peó · e7 negres cavall · g7 negres alfil · h7 negres peó · d6 negres peó · d5 blanques peó · e5 blanques cavall · f5 negres peó · h5 negres cavall · c4 blanques peó · c3 blanques cavall · g3 blanques peó · a2 blanques peó · b2 blanques peó · f2 blanques peó · g2 blanques alfil · h2 blanques peó · a1 blanques torre · c1 blanques alfil · d1 blanques dama · f1 blanques torre · g1 blanques rei | a8 negres torre · c8 negres alfil · d8 negres dama · f8 negres torre · g8 negres rei · a7 negres peó · b7 negres peó · c7 negres peó · e7 negres cavall · g7 negres alfil · h7 negres peó · d6 negres peó · d5 blanques peó · e5 blanques cavall · f5 negres peó · h5 negres cavall · c4 blanques peó · c3 blanques cavall · g3 blanques peó · a2 blanques peó · b2 blanques peó · f2 blanques peó · g2 blanques alfil · h2 blanques peó · a1 blanques torre · c1 blanques alfil · d1 blanques dama · f1 blanques torre · g1 blanques rei | a8 negres torre · c8 negres alfil · d8 negres dama · f8 negres torre · g8 negres rei · a7 negres peó · b7 negres peó · c7 negres peó · e7 negres cavall · g7 negres alfil · h7 negres peó · d6 negres peó · d5 blanques peó · e5 blanques cavall · f5 negres peó · h5 negres cavall · c4 blanques peó · c3 blanques cavall · g3 blanques peó · a2 blanques peó · b2 blanques peó · f2 blanques peó · g2 blanques alfil · h2 blanques peó · a1 blanques torre · c1 blanques alfil · d1 blanques dama · f1 blanques torre · g1 blanques rei | a8 negres torre · c8 negres alfil · d8 negres dama · f8 negres torre · g8 negres rei · a7 negres peó · b7 negres peó · c7 negres peó · e7 negres cavall · g7 negres alfil · h7 negres peó · d6 negres peó · d5 blanques peó · e5 blanques cavall · f5 negres peó · h5 negres cavall · c4 blanques peó · c3 blanques cavall · g3 blanques peó · a2 blanques peó · b2 blanques peó · f2 blanques peó · g2 blanques alfil · h2 blanques peó · a1 blanques torre · c1 blanques alfil · d1 blanques dama · f1 blanques torre · g1 blanques rei | a8 negres torre · c8 negres alfil · d8 negres dama · f8 negres torre · g8 negres rei · a7 negres peó · b7 negres peó · c7 negres peó · e7 negres cavall · g7 negres alfil · h7 negres peó · d6 negres peó · d5 blanques peó · e5 blanques cavall · f5 negres peó · h5 negres cavall · c4 blanques peó · c3 blanques cavall · g3 blanques peó · a2 blanques peó · b2 blanques peó · f2 blanques peó · g2 blanques alfil · h2 blanques peó · a1 blanques torre · c1 blanques alfil · d1 blanques dama · f1 blanques torre · g1 blanques rei | a8 negres torre · c8 negres alfil · d8 negres dama · f8 negres torre · g8 negres rei · a7 negres peó · b7 negres peó · c7 negres peó · e7 negres cavall · g7 negres alfil · h7 negres peó · d6 negres peó · d5 blanques peó · e5 blanques cavall · f5 negres peó · h5 negres cavall · c4 blanques peó · c3 blanques cavall · g3 blanques peó · a2 blanques peó · b2 blanques peó · f2 blanques peó · g2 blanques alfil · h2 blanques peó · a1 blanques torre · c1 blanques alfil · d1 blanques dama · f1 blanques torre · g1 blanques rei | a8 negres torre · c8 negres alfil · d8 negres dama · f8 negres torre · g8 negres rei · a7 negres peó · b7 negres peó · c7 negres peó · e7 negres cavall · g7 negres alfil · h7 negres peó · d6 negres peó · d5 blanques peó · e5 blanques cavall · f5 negres peó · h5 negres cavall · c4 blanques peó · c3 blanques cavall · g3 blanques peó · a2 blanques peó · b2 blanques peó · f2 blanques peó · g2 blanques alfil · h2 blanques peó · a1 blanques torre · c1 blanques alfil · d1 blanques dama · f1 blanques torre · g1 blanques rei | 1 |
|   | a | b | c | d | e | f | g | h |   |

Un exemple simple de la primera definició es troba en una partida disputada el 1958 a Portoroz, entre els futurs Campions del món Tigran Petrossian i Bobby Fischer. En aquesta posició, les blanques acaben de moure el seu cavall des de la casella f3 per capturar un peó a e5. El cavall blanc podria ser capturat, però el seu moviment també ha creat un atac a la descoberta sobre el cavall negre de la casella h5. Si les negres capturen el cavall blanc, perdran el seu i quedaran amb peó de menys. Per això, les negres han de sacrificar el cavall per evitar quedar amb material de menys.
12... Cxg3
13. hxg3 Axe5 (Fischer digué que 13... dxe5 hauria estat millor) (Fischer 2008:24–25).

### Bogoliúbov - Schmid, 1949
|   | a | b | c | d | e | f | g | h |   |
| 8 | a8 negres torre · c8 negres alfil · d8 negres dama · e8 negres rei · f8 negres alfil · h8 negres torre · a7 negres peó · b7 negres peó · c7 negres peó · d7 negres peó · f7 negres peó · g7 negres peó · h7 negres peó · c6 negres cavall · f6 negres cavall · d4 blanques cavall · e4 blanques peó · c3 blanques cavall · a2 blanques peó · b2 blanques peó · c2 blanques peó · f2 blanques peó · g2 blanques peó · h2 blanques peó · a1 blanques torre · c1 blanques alfil · d1 blanques dama · e1 blanques rei · f1 blanques alfil · h1 blanques torre | a8 negres torre · c8 negres alfil · d8 negres dama · e8 negres rei · f8 negres alfil · h8 negres torre · a7 negres peó · b7 negres peó · c7 negres peó · d7 negres peó · f7 negres peó · g7 negres peó · h7 negres peó · c6 negres cavall · f6 negres cavall · d4 blanques cavall · e4 blanques peó · c3 blanques cavall · a2 blanques peó · b2 blanques peó · c2 blanques peó · f2 blanques peó · g2 blanques peó · h2 blanques peó · a1 blanques torre · c1 blanques alfil · d1 blanques dama · e1 blanques rei · f1 blanques alfil · h1 blanques torre | a8 negres torre · c8 negres alfil · d8 negres dama · e8 negres rei · f8 negres alfil · h8 negres torre · a7 negres peó · b7 negres peó · c7 negres peó · d7 negres peó · f7 negres peó · g7 negres peó · h7 negres peó · c6 negres cavall · f6 negres cavall · d4 blanques cavall · e4 blanques peó · c3 blanques cavall · a2 blanques peó · b2 blanques peó · c2 blanques peó · f2 blanques peó · g2 blanques peó · h2 blanques peó · a1 blanques torre · c1 blanques alfil · d1 blanques dama · e1 blanques rei · f1 blanques alfil · h1 blanques torre | a8 negres torre · c8 negres alfil · d8 negres dama · e8 negres rei · f8 negres alfil · h8 negres torre · a7 negres peó · b7 negres peó · c7 negres peó · d7 negres peó · f7 negres peó · g7 negres peó · h7 negres peó · c6 negres cavall · f6 negres cavall · d4 blanques cavall · e4 blanques peó · c3 blanques cavall · a2 blanques peó · b2 blanques peó · c2 blanques peó · f2 blanques peó · g2 blanques peó · h2 blanques peó · a1 blanques torre · c1 blanques alfil · d1 blanques dama · e1 blanques rei · f1 blanques alfil · h1 blanques torre | a8 negres torre · c8 negres alfil · d8 negres dama · e8 negres rei · f8 negres alfil · h8 negres torre · a7 negres peó · b7 negres peó · c7 negres peó · d7 negres peó · f7 negres peó · g7 negres peó · h7 negres peó · c6 negres cavall · f6 negres cavall · d4 blanques cavall · e4 blanques peó · c3 blanques cavall · a2 blanques peó · b2 blanques peó · c2 blanques peó · f2 blanques peó · g2 blanques peó · h2 blanques peó · a1 blanques torre · c1 blanques alfil · d1 blanques dama · e1 blanques rei · f1 blanques alfil · h1 blanques torre | a8 negres torre · c8 negres alfil · d8 negres dama · e8 negres rei · f8 negres alfil · h8 negres torre · a7 negres peó · b7 negres peó · c7 negres peó · d7 negres peó · f7 negres peó · g7 negres peó · h7 negres peó · c6 negres cavall · f6 negres cavall · d4 blanques cavall · e4 blanques peó · c3 blanques cavall · a2 blanques peó · b2 blanques peó · c2 blanques peó · f2 blanques peó · g2 blanques peó · h2 blanques peó · a1 blanques torre · c1 blanques alfil · d1 blanques dama · e1 blanques rei · f1 blanques alfil · h1 blanques torre | a8 negres torre · c8 negres alfil · d8 negres dama · e8 negres rei · f8 negres alfil · h8 negres torre · a7 negres peó · b7 negres peó · c7 negres peó · d7 negres peó · f7 negres peó · g7 negres peó · h7 negres peó · c6 negres cavall · f6 negres cavall · d4 blanques cavall · e4 blanques peó · c3 blanques cavall · a2 blanques peó · b2 blanques peó · c2 blanques peó · f2 blanques peó · g2 blanques peó · h2 blanques peó · a1 blanques torre · c1 blanques alfil · d1 blanques dama · e1 blanques rei · f1 blanques alfil · h1 blanques torre | a8 negres torre · c8 negres alfil · d8 negres dama · e8 negres rei · f8 negres alfil · h8 negres torre · a7 negres peó · b7 negres peó · c7 negres peó · d7 negres peó · f7 negres peó · g7 negres peó · h7 negres peó · c6 negres cavall · f6 negres cavall · d4 blanques cavall · e4 blanques peó · c3 blanques cavall · a2 blanques peó · b2 blanques peó · c2 blanques peó · f2 blanques peó · g2 blanques peó · h2 blanques peó · a1 blanques torre · c1 blanques alfil · d1 blanques dama · e1 blanques rei · f1 blanques alfil · h1 blanques torre | 8 |
| 7 | a8 negres torre · c8 negres alfil · d8 negres dama · e8 negres rei · f8 negres alfil · h8 negres torre · a7 negres peó · b7 negres peó · c7 negres peó · d7 negres peó · f7 negres peó · g7 negres peó · h7 negres peó · c6 negres cavall · f6 negres cavall · d4 blanques cavall · e4 blanques peó · c3 blanques cavall · a2 blanques peó · b2 blanques peó · c2 blanques peó · f2 blanques peó · g2 blanques peó · h2 blanques peó · a1 blanques torre · c1 blanques alfil · d1 blanques dama · e1 blanques rei · f1 blanques alfil · h1 blanques torre | a8 negres torre · c8 negres alfil · d8 negres dama · e8 negres rei · f8 negres alfil · h8 negres torre · a7 negres peó · b7 negres peó · c7 negres peó · d7 negres peó · f7 negres peó · g7 negres peó · h7 negres peó · c6 negres cavall · f6 negres cavall · d4 blanques cavall · e4 blanques peó · c3 blanques cavall · a2 blanques peó · b2 blanques peó · c2 blanques peó · f2 blanques peó · g2 blanques peó · h2 blanques peó · a1 blanques torre · c1 blanques alfil · d1 blanques dama · e1 blanques rei · f1 blanques alfil · h1 blanques torre | a8 negres torre · c8 negres alfil · d8 negres dama · e8 negres rei · f8 negres alfil · h8 negres torre · a7 negres peó · b7 negres peó · c7 negres peó · d7 negres peó · f7 negres peó · g7 negres peó · h7 negres peó · c6 negres cavall · f6 negres cavall · d4 blanques cavall · e4 blanques peó · c3 blanques cavall · a2 blanques peó · b2 blanques peó · c2 blanques peó · f2 blanques peó · g2 blanques peó · h2 blanques peó · a1 blanques torre · c1 blanques alfil · d1 blanques dama · e1 blanques rei · f1 blanques alfil · h1 blanques torre | a8 negres torre · c8 negres alfil · d8 negres dama · e8 negres rei · f8 negres alfil · h8 negres torre · a7 negres peó · b7 negres peó · c7 negres peó · d7 negres peó · f7 negres peó · g7 negres peó · h7 negres peó · c6 negres cavall · f6 negres cavall · d4 blanques cavall · e4 blanques peó · c3 blanques cavall · a2 blanques peó · b2 blanques peó · c2 blanques peó · f2 blanques peó · g2 blanques peó · h2 blanques peó · a1 blanques torre · c1 blanques alfil · d1 blanques dama · e1 blanques rei · f1 blanques alfil · h1 blanques torre | a8 negres torre · c8 negres alfil · d8 negres dama · e8 negres rei · f8 negres alfil · h8 negres torre · a7 negres peó · b7 negres peó · c7 negres peó · d7 negres peó · f7 negres peó · g7 negres peó · h7 negres peó · c6 negres cavall · f6 negres cavall · d4 blanques cavall · e4 blanques peó · c3 blanques cavall · a2 blanques peó · b2 blanques peó · c2 blanques peó · f2 blanques peó · g2 blanques peó · h2 blanques peó · a1 blanques torre · c1 blanques alfil · d1 blanques dama · e1 blanques rei · f1 blanques alfil · h1 blanques torre | a8 negres torre · c8 negres alfil · d8 negres dama · e8 negres rei · f8 negres alfil · h8 negres torre · a7 negres peó · b7 negres peó · c7 negres peó · d7 negres peó · f7 negres peó · g7 negres peó · h7 negres peó · c6 negres cavall · f6 negres cavall · d4 blanques cavall · e4 blanques peó · c3 blanques cavall · a2 blanques peó · b2 blanques peó · c2 blanques peó · f2 blanques peó · g2 blanques peó · h2 blanques peó · a1 blanques torre · c1 blanques alfil · d1 blanques dama · e1 blanques rei · f1 blanques alfil · h1 blanques torre | a8 negres torre · c8 negres alfil · d8 negres dama · e8 negres rei · f8 negres alfil · h8 negres torre · a7 negres peó · b7 negres peó · c7 negres peó · d7 negres peó · f7 negres peó · g7 negres peó · h7 negres peó · c6 negres cavall · f6 negres cavall · d4 blanques cavall · e4 blanques peó · c3 blanques cavall · a2 blanques peó · b2 blanques peó · c2 blanques peó · f2 blanques peó · g2 blanques peó · h2 blanques peó · a1 blanques torre · c1 blanques alfil · d1 blanques dama · e1 blanques rei · f1 blanques alfil · h1 blanques torre | a8 negres torre · c8 negres alfil · d8 negres dama · e8 negres rei · f8 negres alfil · h8 negres torre · a7 negres peó · b7 negres peó · c7 negres peó · d7 negres peó · f7 negres peó · g7 negres peó · h7 negres peó · c6 negres cavall · f6 negres cavall · d4 blanques cavall · e4 blanques peó · c3 blanques cavall · a2 blanques peó · b2 blanques peó · c2 blanques peó · f2 blanques peó · g2 blanques peó · h2 blanques peó · a1 blanques torre · c1 blanques alfil · d1 blanques dama · e1 blanques rei · f1 blanques alfil · h1 blanques torre | 7 |
| 6 | a8 negres torre · c8 negres alfil · d8 negres dama · e8 negres rei · f8 negres alfil · h8 negres torre · a7 negres peó · b7 negres peó · c7 negres peó · d7 negres peó · f7 negres peó · g7 negres peó · h7 negres peó · c6 negres cavall · f6 negres cavall · d4 blanques cavall · e4 blanques peó · c3 blanques cavall · a2 blanques peó · b2 blanques peó · c2 blanques peó · f2 blanques peó · g2 blanques peó · h2 blanques peó · a1 blanques torre · c1 blanques alfil · d1 blanques dama · e1 blanques rei · f1 blanques alfil · h1 blanques torre | a8 negres torre · c8 negres alfil · d8 negres dama · e8 negres rei · f8 negres alfil · h8 negres torre · a7 negres peó · b7 negres peó · c7 negres peó · d7 negres peó · f7 negres peó · g7 negres peó · h7 negres peó · c6 negres cavall · f6 negres cavall · d4 blanques cavall · e4 blanques peó · c3 blanques cavall · a2 blanques peó · b2 blanques peó · c2 blanques peó · f2 blanques peó · g2 blanques peó · h2 blanques peó · a1 blanques torre · c1 blanques alfil · d1 blanques dama · e1 blanques rei · f1 blanques alfil · h1 blanques torre | a8 negres torre · c8 negres alfil · d8 negres dama · e8 negres rei · f8 negres alfil · h8 negres torre · a7 negres peó · b7 negres peó · c7 negres peó · d7 negres peó · f7 negres peó · g7 negres peó · h7 negres peó · c6 negres cavall · f6 negres cavall · d4 blanques cavall · e4 blanques peó · c3 blanques cavall · a2 blanques peó · b2 blanques peó · c2 blanques peó · f2 blanques peó · g2 blanques peó · h2 blanques peó · a1 blanques torre · c1 blanques alfil · d1 blanques dama · e1 blanques rei · f1 blanques alfil · h1 blanques torre | a8 negres torre · c8 negres alfil · d8 negres dama · e8 negres rei · f8 negres alfil · h8 negres torre · a7 negres peó · b7 negres peó · c7 negres peó · d7 negres peó · f7 negres peó · g7 negres peó · h7 negres peó · c6 negres cavall · f6 negres cavall · d4 blanques cavall · e4 blanques peó · c3 blanques cavall · a2 blanques peó · b2 blanques peó · c2 blanques peó · f2 blanques peó · g2 blanques peó · h2 blanques peó · a1 blanques torre · c1 blanques alfil · d1 blanques dama · e1 blanques rei · f1 blanques alfil · h1 blanques torre | a8 negres torre · c8 negres alfil · d8 negres dama · e8 negres rei · f8 negres alfil · h8 negres torre · a7 negres peó · b7 negres peó · c7 negres peó · d7 negres peó · f7 negres peó · g7 negres peó · h7 negres peó · c6 negres cavall · f6 negres cavall · d4 blanques cavall · e4 blanques peó · c3 blanques cavall · a2 blanques peó · b2 blanques peó · c2 blanques peó · f2 blanques peó · g2 blanques peó · h2 blanques peó · a1 blanques torre · c1 blanques alfil · d1 blanques dama · e1 blanques rei · f1 blanques alfil · h1 blanques torre | a8 negres torre · c8 negres alfil · d8 negres dama · e8 negres rei · f8 negres alfil · h8 negres torre · a7 negres peó · b7 negres peó · c7 negres peó · d7 negres peó · f7 negres peó · g7 negres peó · h7 negres peó · c6 negres cavall · f6 negres cavall · d4 blanques cavall · e4 blanques peó · c3 blanques cavall · a2 blanques peó · b2 blanques peó · c2 blanques peó · f2 blanques peó · g2 blanques peó · h2 blanques peó · a1 blanques torre · c1 blanques alfil · d1 blanques dama · e1 blanques rei · f1 blanques alfil · h1 blanques torre | a8 negres torre · c8 negres alfil · d8 negres dama · e8 negres rei · f8 negres alfil · h8 negres torre · a7 negres peó · b7 negres peó · c7 negres peó · d7 negres peó · f7 negres peó · g7 negres peó · h7 negres peó · c6 negres cavall · f6 negres cavall · d4 blanques cavall · e4 blanques peó · c3 blanques cavall · a2 blanques peó · b2 blanques peó · c2 blanques peó · f2 blanques peó · g2 blanques peó · h2 blanques peó · a1 blanques torre · c1 blanques alfil · d1 blanques dama · e1 blanques rei · f1 blanques alfil · h1 blanques torre | a8 negres torre · c8 negres alfil · d8 negres dama · e8 negres rei · f8 negres alfil · h8 negres torre · a7 negres peó · b7 negres peó · c7 negres peó · d7 negres peó · f7 negres peó · g7 negres peó · h7 negres peó · c6 negres cavall · f6 negres cavall · d4 blanques cavall · e4 blanques peó · c3 blanques cavall · a2 blanques peó · b2 blanques peó · c2 blanques peó · f2 blanques peó · g2 blanques peó · h2 blanques peó · a1 blanques torre · c1 blanques alfil · d1 blanques dama · e1 blanques rei · f1 blanques alfil · h1 blanques torre | 6 |
| 5 | a8 negres torre · c8 negres alfil · d8 negres dama · e8 negres rei · f8 negres alfil · h8 negres torre · a7 negres peó · b7 negres peó · c7 negres peó · d7 negres peó · f7 negres peó · g7 negres peó · h7 negres peó · c6 negres cavall · f6 negres cavall · d4 blanques cavall · e4 blanques peó · c3 blanques cavall · a2 blanques peó · b2 blanques peó · c2 blanques peó · f2 blanques peó · g2 blanques peó · h2 blanques peó · a1 blanques torre · c1 blanques alfil · d1 blanques dama · e1 blanques rei · f1 blanques alfil · h1 blanques torre | a8 negres torre · c8 negres alfil · d8 negres dama · e8 negres rei · f8 negres alfil · h8 negres torre · a7 negres peó · b7 negres peó · c7 negres peó · d7 negres peó · f7 negres peó · g7 negres peó · h7 negres peó · c6 negres cavall · f6 negres cavall · d4 blanques cavall · e4 blanques peó · c3 blanques cavall · a2 blanques peó · b2 blanques peó · c2 blanques peó · f2 blanques peó · g2 blanques peó · h2 blanques peó · a1 blanques torre · c1 blanques alfil · d1 blanques dama · e1 blanques rei · f1 blanques alfil · h1 blanques torre | a8 negres torre · c8 negres alfil · d8 negres dama · e8 negres rei · f8 negres alfil · h8 negres torre · a7 negres peó · b7 negres peó · c7 negres peó · d7 negres peó · f7 negres peó · g7 negres peó · h7 negres peó · c6 negres cavall · f6 negres cavall · d4 blanques cavall · e4 blanques peó · c3 blanques cavall · a2 blanques peó · b2 blanques peó · c2 blanques peó · f2 blanques peó · g2 blanques peó · h2 blanques peó · a1 blanques torre · c1 blanques alfil · d1 blanques dama · e1 blanques rei · f1 blanques alfil · h1 blanques torre | a8 negres torre · c8 negres alfil · d8 negres dama · e8 negres rei · f8 negres alfil · h8 negres torre · a7 negres peó · b7 negres peó · c7 negres peó · d7 negres peó · f7 negres peó · g7 negres peó · h7 negres peó · c6 negres cavall · f6 negres cavall · d4 blanques cavall · e4 blanques peó · c3 blanques cavall · a2 blanques peó · b2 blanques peó · c2 blanques peó · f2 blanques peó · g2 blanques peó · h2 blanques peó · a1 blanques torre · c1 blanques alfil · d1 blanques dama · e1 blanques rei · f1 blanques alfil · h1 blanques torre | a8 negres torre · c8 negres alfil · d8 negres dama · e8 negres rei · f8 negres alfil · h8 negres torre · a7 negres peó · b7 negres peó · c7 negres peó · d7 negres peó · f7 negres peó · g7 negres peó · h7 negres peó · c6 negres cavall · f6 negres cavall · d4 blanques cavall · e4 blanques peó · c3 blanques cavall · a2 blanques peó · b2 blanques peó · c2 blanques peó · f2 blanques peó · g2 blanques peó · h2 blanques peó · a1 blanques torre · c1 blanques alfil · d1 blanques dama · e1 blanques rei · f1 blanques alfil · h1 blanques torre | a8 negres torre · c8 negres alfil · d8 negres dama · e8 negres rei · f8 negres alfil · h8 negres torre · a7 negres peó · b7 negres peó · c7 negres peó · d7 negres peó · f7 negres peó · g7 negres peó · h7 negres peó · c6 negres cavall · f6 negres cavall · d4 blanques cavall · e4 blanques peó · c3 blanques cavall · a2 blanques peó · b2 blanques peó · c2 blanques peó · f2 blanques peó · g2 blanques peó · h2 blanques peó · a1 blanques torre · c1 blanques alfil · d1 blanques dama · e1 blanques rei · f1 blanques alfil · h1 blanques torre | a8 negres torre · c8 negres alfil · d8 negres dama · e8 negres rei · f8 negres alfil · h8 negres torre · a7 negres peó · b7 negres peó · c7 negres peó · d7 negres peó · f7 negres peó · g7 negres peó · h7 negres peó · c6 negres cavall · f6 negres cavall · d4 blanques cavall · e4 blanques peó · c3 blanques cavall · a2 blanques peó · b2 blanques peó · c2 blanques peó · f2 blanques peó · g2 blanques peó · h2 blanques peó · a1 blanques torre · c1 blanques alfil · d1 blanques dama · e1 blanques rei · f1 blanques alfil · h1 blanques torre | a8 negres torre · c8 negres alfil · d8 negres dama · e8 negres rei · f8 negres alfil · h8 negres torre · a7 negres peó · b7 negres peó · c7 negres peó · d7 negres peó · f7 negres peó · g7 negres peó · h7 negres peó · c6 negres cavall · f6 negres cavall · d4 blanques cavall · e4 blanques peó · c3 blanques cavall · a2 blanques peó · b2 blanques peó · c2 blanques peó · f2 blanques peó · g2 blanques peó · h2 blanques peó · a1 blanques torre · c1 blanques alfil · d1 blanques dama · e1 blanques rei · f1 blanques alfil · h1 blanques torre | 5 |
| 4 | a8 negres torre · c8 negres alfil · d8 negres dama · e8 negres rei · f8 negres alfil · h8 negres torre · a7 negres peó · b7 negres peó · c7 negres peó · d7 negres peó · f7 negres peó · g7 negres peó · h7 negres peó · c6 negres cavall · f6 negres cavall · d4 blanques cavall · e4 blanques peó · c3 blanques cavall · a2 blanques peó · b2 blanques peó · c2 blanques peó · f2 blanques peó · g2 blanques peó · h2 blanques peó · a1 blanques torre · c1 blanques alfil · d1 blanques dama · e1 blanques rei · f1 blanques alfil · h1 blanques torre | a8 negres torre · c8 negres alfil · d8 negres dama · e8 negres rei · f8 negres alfil · h8 negres torre · a7 negres peó · b7 negres peó · c7 negres peó · d7 negres peó · f7 negres peó · g7 negres peó · h7 negres peó · c6 negres cavall · f6 negres cavall · d4 blanques cavall · e4 blanques peó · c3 blanques cavall · a2 blanques peó · b2 blanques peó · c2 blanques peó · f2 blanques peó · g2 blanques peó · h2 blanques peó · a1 blanques torre · c1 blanques alfil · d1 blanques dama · e1 blanques rei · f1 blanques alfil · h1 blanques torre | a8 negres torre · c8 negres alfil · d8 negres dama · e8 negres rei · f8 negres alfil · h8 negres torre · a7 negres peó · b7 negres peó · c7 negres peó · d7 negres peó · f7 negres peó · g7 negres peó · h7 negres peó · c6 negres cavall · f6 negres cavall · d4 blanques cavall · e4 blanques peó · c3 blanques cavall · a2 blanques peó · b2 blanques peó · c2 blanques peó · f2 blanques peó · g2 blanques peó · h2 blanques peó · a1 blanques torre · c1 blanques alfil · d1 blanques dama · e1 blanques rei · f1 blanques alfil · h1 blanques torre | a8 negres torre · c8 negres alfil · d8 negres dama · e8 negres rei · f8 negres alfil · h8 negres torre · a7 negres peó · b7 negres peó · c7 negres peó · d7 negres peó · f7 negres peó · g7 negres peó · h7 negres peó · c6 negres cavall · f6 negres cavall · d4 blanques cavall · e4 blanques peó · c3 blanques cavall · a2 blanques peó · b2 blanques peó · c2 blanques peó · f2 blanques peó · g2 blanques peó · h2 blanques peó · a1 blanques torre · c1 blanques alfil · d1 blanques dama · e1 blanques rei · f1 blanques alfil · h1 blanques torre | a8 negres torre · c8 negres alfil · d8 negres dama · e8 negres rei · f8 negres alfil · h8 negres torre · a7 negres peó · b7 negres peó · c7 negres peó · d7 negres peó · f7 negres peó · g7 negres peó · h7 negres peó · c6 negres cavall · f6 negres cavall · d4 blanques cavall · e4 blanques peó · c3 blanques cavall · a2 blanques peó · b2 blanques peó · c2 blanques peó · f2 blanques peó · g2 blanques peó · h2 blanques peó · a1 blanques torre · c1 blanques alfil · d1 blanques dama · e1 blanques rei · f1 blanques alfil · h1 blanques torre | a8 negres torre · c8 negres alfil · d8 negres dama · e8 negres rei · f8 negres alfil · h8 negres torre · a7 negres peó · b7 negres peó · c7 negres peó · d7 negres peó · f7 negres peó · g7 negres peó · h7 negres peó · c6 negres cavall · f6 negres cavall · d4 blanques cavall · e4 blanques peó · c3 blanques cavall · a2 blanques peó · b2 blanques peó · c2 blanques peó · f2 blanques peó · g2 blanques peó · h2 blanques peó · a1 blanques torre · c1 blanques alfil · d1 blanques dama · e1 blanques rei · f1 blanques alfil · h1 blanques torre | a8 negres torre · c8 negres alfil · d8 negres dama · e8 negres rei · f8 negres alfil · h8 negres torre · a7 negres peó · b7 negres peó · c7 negres peó · d7 negres peó · f7 negres peó · g7 negres peó · h7 negres peó · c6 negres cavall · f6 negres cavall · d4 blanques cavall · e4 blanques peó · c3 blanques cavall · a2 blanques peó · b2 blanques peó · c2 blanques peó · f2 blanques peó · g2 blanques peó · h2 blanques peó · a1 blanques torre · c1 blanques alfil · d1 blanques dama · e1 blanques rei · f1 blanques alfil · h1 blanques torre | a8 negres torre · c8 negres alfil · d8 negres dama · e8 negres rei · f8 negres alfil · h8 negres torre · a7 negres peó · b7 negres peó · c7 negres peó · d7 negres peó · f7 negres peó · g7 negres peó · h7 negres peó · c6 negres cavall · f6 negres cavall · d4 blanques cavall · e4 blanques peó · c3 blanques cavall · a2 blanques peó · b2 blanques peó · c2 blanques peó · f2 blanques peó · g2 blanques peó · h2 blanques peó · a1 blanques torre · c1 blanques alfil · d1 blanques dama · e1 blanques rei · f1 blanques alfil · h1 blanques torre | 4 |
| 3 | a8 negres torre · c8 negres alfil · d8 negres dama · e8 negres rei · f8 negres alfil · h8 negres torre · a7 negres peó · b7 negres peó · c7 negres peó · d7 negres peó · f7 negres peó · g7 negres peó · h7 negres peó · c6 negres cavall · f6 negres cavall · d4 blanques cavall · e4 blanques peó · c3 blanques cavall · a2 blanques peó · b2 blanques peó · c2 blanques peó · f2 blanques peó · g2 blanques peó · h2 blanques peó · a1 blanques torre · c1 blanques alfil · d1 blanques dama · e1 blanques rei · f1 blanques alfil · h1 blanques torre | a8 negres torre · c8 negres alfil · d8 negres dama · e8 negres rei · f8 negres alfil · h8 negres torre · a7 negres peó · b7 negres peó · c7 negres peó · d7 negres peó · f7 negres peó · g7 negres peó · h7 negres peó · c6 negres cavall · f6 negres cavall · d4 blanques cavall · e4 blanques peó · c3 blanques cavall · a2 blanques peó · b2 blanques peó · c2 blanques peó · f2 blanques peó · g2 blanques peó · h2 blanques peó · a1 blanques torre · c1 blanques alfil · d1 blanques dama · e1 blanques rei · f1 blanques alfil · h1 blanques torre | a8 negres torre · c8 negres alfil · d8 negres dama · e8 negres rei · f8 negres alfil · h8 negres torre · a7 negres peó · b7 negres peó · c7 negres peó · d7 negres peó · f7 negres peó · g7 negres peó · h7 negres peó · c6 negres cavall · f6 negres cavall · d4 blanques cavall · e4 blanques peó · c3 blanques cavall · a2 blanques peó · b2 blanques peó · c2 blanques peó · f2 blanques peó · g2 blanques peó · h2 blanques peó · a1 blanques torre · c1 blanques alfil · d1 blanques dama · e1 blanques rei · f1 blanques alfil · h1 blanques torre | a8 negres torre · c8 negres alfil · d8 negres dama · e8 negres rei · f8 negres alfil · h8 negres torre · a7 negres peó · b7 negres peó · c7 negres peó · d7 negres peó · f7 negres peó · g7 negres peó · h7 negres peó · c6 negres cavall · f6 negres cavall · d4 blanques cavall · e4 blanques peó · c3 blanques cavall · a2 blanques peó · b2 blanques peó · c2 blanques peó · f2 blanques peó · g2 blanques peó · h2 blanques peó · a1 blanques torre · c1 blanques alfil · d1 blanques dama · e1 blanques rei · f1 blanques alfil · h1 blanques torre | a8 negres torre · c8 negres alfil · d8 negres dama · e8 negres rei · f8 negres alfil · h8 negres torre · a7 negres peó · b7 negres peó · c7 negres peó · d7 negres peó · f7 negres peó · g7 negres peó · h7 negres peó · c6 negres cavall · f6 negres cavall · d4 blanques cavall · e4 blanques peó · c3 blanques cavall · a2 blanques peó · b2 blanques peó · c2 blanques peó · f2 blanques peó · g2 blanques peó · h2 blanques peó · a1 blanques torre · c1 blanques alfil · d1 blanques dama · e1 blanques rei · f1 blanques alfil · h1 blanques torre | a8 negres torre · c8 negres alfil · d8 negres dama · e8 negres rei · f8 negres alfil · h8 negres torre · a7 negres peó · b7 negres peó · c7 negres peó · d7 negres peó · f7 negres peó · g7 negres peó · h7 negres peó · c6 negres cavall · f6 negres cavall · d4 blanques cavall · e4 blanques peó · c3 blanques cavall · a2 blanques peó · b2 blanques peó · c2 blanques peó · f2 blanques peó · g2 blanques peó · h2 blanques peó · a1 blanques torre · c1 blanques alfil · d1 blanques dama · e1 blanques rei · f1 blanques alfil · h1 blanques torre | a8 negres torre · c8 negres alfil · d8 negres dama · e8 negres rei · f8 negres alfil · h8 negres torre · a7 negres peó · b7 negres peó · c7 negres peó · d7 negres peó · f7 negres peó · g7 negres peó · h7 negres peó · c6 negres cavall · f6 negres cavall · d4 blanques cavall · e4 blanques peó · c3 blanques cavall · a2 blanques peó · b2 blanques peó · c2 blanques peó · f2 blanques peó · g2 blanques peó · h2 blanques peó · a1 blanques torre · c1 blanques alfil · d1 blanques dama · e1 blanques rei · f1 blanques alfil · h1 blanques torre | a8 negres torre · c8 negres alfil · d8 negres dama · e8 negres rei · f8 negres alfil · h8 negres torre · a7 negres peó · b7 negres peó · c7 negres peó · d7 negres peó · f7 negres peó · g7 negres peó · h7 negres peó · c6 negres cavall · f6 negres cavall · d4 blanques cavall · e4 blanques peó · c3 blanques cavall · a2 blanques peó · b2 blanques peó · c2 blanques peó · f2 blanques peó · g2 blanques peó · h2 blanques peó · a1 blanques torre · c1 blanques alfil · d1 blanques dama · e1 blanques rei · f1 blanques alfil · h1 blanques torre | 3 |
| 2 | a8 negres torre · c8 negres alfil · d8 negres dama · e8 negres rei · f8 negres alfil · h8 negres torre · a7 negres peó · b7 negres peó · c7 negres peó · d7 negres peó · f7 negres peó · g7 negres peó · h7 negres peó · c6 negres cavall · f6 negres cavall · d4 blanques cavall · e4 blanques peó · c3 blanques cavall · a2 blanques peó · b2 blanques peó · c2 blanques peó · f2 blanques peó · g2 blanques peó · h2 blanques peó · a1 blanques torre · c1 blanques alfil · d1 blanques dama · e1 blanques rei · f1 blanques alfil · h1 blanques torre | a8 negres torre · c8 negres alfil · d8 negres dama · e8 negres rei · f8 negres alfil · h8 negres torre · a7 negres peó · b7 negres peó · c7 negres peó · d7 negres peó · f7 negres peó · g7 negres peó · h7 negres peó · c6 negres cavall · f6 negres cavall · d4 blanques cavall · e4 blanques peó · c3 blanques cavall · a2 blanques peó · b2 blanques peó · c2 blanques peó · f2 blanques peó · g2 blanques peó · h2 blanques peó · a1 blanques torre · c1 blanques alfil · d1 blanques dama · e1 blanques rei · f1 blanques alfil · h1 blanques torre | a8 negres torre · c8 negres alfil · d8 negres dama · e8 negres rei · f8 negres alfil · h8 negres torre · a7 negres peó · b7 negres peó · c7 negres peó · d7 negres peó · f7 negres peó · g7 negres peó · h7 negres peó · c6 negres cavall · f6 negres cavall · d4 blanques cavall · e4 blanques peó · c3 blanques cavall · a2 blanques peó · b2 blanques peó · c2 blanques peó · f2 blanques peó · g2 blanques peó · h2 blanques peó · a1 blanques torre · c1 blanques alfil · d1 blanques dama · e1 blanques rei · f1 blanques alfil · h1 blanques torre | a8 negres torre · c8 negres alfil · d8 negres dama · e8 negres rei · f8 negres alfil · h8 negres torre · a7 negres peó · b7 negres peó · c7 negres peó · d7 negres peó · f7 negres peó · g7 negres peó · h7 negres peó · c6 negres cavall · f6 negres cavall · d4 blanques cavall · e4 blanques peó · c3 blanques cavall · a2 blanques peó · b2 blanques peó · c2 blanques peó · f2 blanques peó · g2 blanques peó · h2 blanques peó · a1 blanques torre · c1 blanques alfil · d1 blanques dama · e1 blanques rei · f1 blanques alfil · h1 blanques torre | a8 negres torre · c8 negres alfil · d8 negres dama · e8 negres rei · f8 negres alfil · h8 negres torre · a7 negres peó · b7 negres peó · c7 negres peó · d7 negres peó · f7 negres peó · g7 negres peó · h7 negres peó · c6 negres cavall · f6 negres cavall · d4 blanques cavall · e4 blanques peó · c3 blanques cavall · a2 blanques peó · b2 blanques peó · c2 blanques peó · f2 blanques peó · g2 blanques peó · h2 blanques peó · a1 blanques torre · c1 blanques alfil · d1 blanques dama · e1 blanques rei · f1 blanques alfil · h1 blanques torre | a8 negres torre · c8 negres alfil · d8 negres dama · e8 negres rei · f8 negres alfil · h8 negres torre · a7 negres peó · b7 negres peó · c7 negres peó · d7 negres peó · f7 negres peó · g7 negres peó · h7 negres peó · c6 negres cavall · f6 negres cavall · d4 blanques cavall · e4 blanques peó · c3 blanques cavall · a2 blanques peó · b2 blanques peó · c2 blanques peó · f2 blanques peó · g2 blanques peó · h2 blanques peó · a1 blanques torre · c1 blanques alfil · d1 blanques dama · e1 blanques rei · f1 blanques alfil · h1 blanques torre | a8 negres torre · c8 negres alfil · d8 negres dama · e8 negres rei · f8 negres alfil · h8 negres torre · a7 negres peó · b7 negres peó · c7 negres peó · d7 negres peó · f7 negres peó · g7 negres peó · h7 negres peó · c6 negres cavall · f6 negres cavall · d4 blanques cavall · e4 blanques peó · c3 blanques cavall · a2 blanques peó · b2 blanques peó · c2 blanques peó · f2 blanques peó · g2 blanques peó · h2 blanques peó · a1 blanques torre · c1 blanques alfil · d1 blanques dama · e1 blanques rei · f1 blanques alfil · h1 blanques torre | a8 negres torre · c8 negres alfil · d8 negres dama · e8 negres rei · f8 negres alfil · h8 negres torre · a7 negres peó · b7 negres peó · c7 negres peó · d7 negres peó · f7 negres peó · g7 negres peó · h7 negres peó · c6 negres cavall · f6 negres cavall · d4 blanques cavall · e4 blanques peó · c3 blanques cavall · a2 blanques peó · b2 blanques peó · c2 blanques peó · f2 blanques peó · g2 blanques peó · h2 blanques peó · a1 blanques torre · c1 blanques alfil · d1 blanques dama · e1 blanques rei · f1 blanques alfil · h1 blanques torre | 2 |
| 1 | a8 negres torre · c8 negres alfil · d8 negres dama · e8 negres rei · f8 negres alfil · h8 negres torre · a7 negres peó · b7 negres peó · c7 negres peó · d7 negres peó · f7 negres peó · g7 negres peó · h7 negres peó · c6 negres cavall · f6 negres cavall · d4 blanques cavall · e4 blanques peó · c3 blanques cavall · a2 blanques peó · b2 blanques peó · c2 blanques peó · f2 blanques peó · g2 blanques peó · h2 blanques peó · a1 blanques torre · c1 blanques alfil · d1 blanques dama · e1 blanques rei · f1 blanques alfil · h1 blanques torre | a8 negres torre · c8 negres alfil · d8 negres dama · e8 negres rei · f8 negres alfil · h8 negres torre · a7 negres peó · b7 negres peó · c7 negres peó · d7 negres peó · f7 negres peó · g7 negres peó · h7 negres peó · c6 negres cavall · f6 negres cavall · d4 blanques cavall · e4 blanques peó · c3 blanques cavall · a2 blanques peó · b2 blanques peó · c2 blanques peó · f2 blanques peó · g2 blanques peó · h2 blanques peó · a1 blanques torre · c1 blanques alfil · d1 blanques dama · e1 blanques rei · f1 blanques alfil · h1 blanques torre | a8 negres torre · c8 negres alfil · d8 negres dama · e8 negres rei · f8 negres alfil · h8 negres torre · a7 negres peó · b7 negres peó · c7 negres peó · d7 negres peó · f7 negres peó · g7 negres peó · h7 negres peó · c6 negres cavall · f6 negres cavall · d4 blanques cavall · e4 blanques peó · c3 blanques cavall · a2 blanques peó · b2 blanques peó · c2 blanques peó · f2 blanques peó · g2 blanques peó · h2 blanques peó · a1 blanques torre · c1 blanques alfil · d1 blanques dama · e1 blanques rei · f1 blanques alfil · h1 blanques torre | a8 negres torre · c8 negres alfil · d8 negres dama · e8 negres rei · f8 negres alfil · h8 negres torre · a7 negres peó · b7 negres peó · c7 negres peó · d7 negres peó · f7 negres peó · g7 negres peó · h7 negres peó · c6 negres cavall · f6 negres cavall · d4 blanques cavall · e4 blanques peó · c3 blanques cavall · a2 blanques peó · b2 blanques peó · c2 blanques peó · f2 blanques peó · g2 blanques peó · h2 blanques peó · a1 blanques torre · c1 blanques alfil · d1 blanques dama · e1 blanques rei · f1 blanques alfil · h1 blanques torre | a8 negres torre · c8 negres alfil · d8 negres dama · e8 negres rei · f8 negres alfil · h8 negres torre · a7 negres peó · b7 negres peó · c7 negres peó · d7 negres peó · f7 negres peó · g7 negres peó · h7 negres peó · c6 negres cavall · f6 negres cavall · d4 blanques cavall · e4 blanques peó · c3 blanques cavall · a2 blanques peó · b2 blanques peó · c2 blanques peó · f2 blanques peó · g2 blanques peó · h2 blanques peó · a1 blanques torre · c1 blanques alfil · d1 blanques dama · e1 blanques rei · f1 blanques alfil · h1 blanques torre | a8 negres torre · c8 negres alfil · d8 negres dama · e8 negres rei · f8 negres alfil · h8 negres torre · a7 negres peó · b7 negres peó · c7 negres peó · d7 negres peó · f7 negres peó · g7 negres peó · h7 negres peó · c6 negres cavall · f6 negres cavall · d4 blanques cavall · e4 blanques peó · c3 blanques cavall · a2 blanques peó · b2 blanques peó · c2 blanques peó · f2 blanques peó · g2 blanques peó · h2 blanques peó · a1 blanques torre · c1 blanques alfil · d1 blanques dama · e1 blanques rei · f1 blanques alfil · h1 blanques torre | a8 negres torre · c8 negres alfil · d8 negres dama · e8 negres rei · f8 negres alfil · h8 negres torre · a7 negres peó · b7 negres peó · c7 negres peó · d7 negres peó · f7 negres peó · g7 negres peó · h7 negres peó · c6 negres cavall · f6 negres cavall · d4 blanques cavall · e4 blanques peó · c3 blanques cavall · a2 blanques peó · b2 blanques peó · c2 blanques peó · f2 blanques peó · g2 blanques peó · h2 blanques peó · a1 blanques torre · c1 blanques alfil · d1 blanques dama · e1 blanques rei · f1 blanques alfil · h1 blanques torre | a8 negres torre · c8 negres alfil · d8 negres dama · e8 negres rei · f8 negres alfil · h8 negres torre · a7 negres peó · b7 negres peó · c7 negres peó · d7 negres peó · f7 negres peó · g7 negres peó · h7 negres peó · c6 negres cavall · f6 negres cavall · d4 blanques cavall · e4 blanques peó · c3 blanques cavall · a2 blanques peó · b2 blanques peó · c2 blanques peó · f2 blanques peó · g2 blanques peó · h2 blanques peó · a1 blanques torre · c1 blanques alfil · d1 blanques dama · e1 blanques rei · f1 blanques alfil · h1 blanques torre | 1 |
|   | a | b | c | d | e | f | g | h |   |

Un exemple clàssic de la primera definició és Bogoliúbov-Schmid, Campionat de la RFA, Bad Pyrmont 1949. A la posició mostrada a la dreta, Schmid jugà la sorprenent novetat 5...Cxe4!?, basada en el fet que 6.Cxe4 es trobaria amb 6...De7 7.f3 d5, i les negres reguanyarien la peça sacrificada. Segons l'Encyclopedia of Chess Openings, les blanques poden retenir un petit avantatge amb 8.Ab5 Ad7 9.Axc6 bxc6 10.0-0 dxe4 11.fxe4! g6 (o 11...0-0-0 12.Df3) 12.Df3 Ag7 13.c3 0-0 14.Af4 c5 15.Cb3 Ac6 16.Dg3! Tartakower i DuMont recomanen 7.Cb5 (en lloc de 7.f3) Dxe4+ 8.Ae2 Rd8 9.0-0 "amb compensació pel peó." (Tartakower & du Mont 1975:39–40). En lloc d'això, el joc va continuar 6.Cxc6 Cxc3! iniciant una seqüència de jugades desperado, en què ambdós jugadors es dediquen a capturar material amb el seu cavall, en lloc d'acabar la sèrie capturant el cavall boig rival. Les negres no poden aturar-se, ja que 6...bxc6?? 7.Cxe4 De7 8.De2, deixaria les blanques amb peça de més i posició guanyadora. 7.Cxd8! Les blanques també han de continuar en estil desperado, ja que 7.bxc3? bxc6 deixaria les negres amb un peó de més. Cxd1 Altre cop el moviment desperado és forçat, ja que 7...Rxd8?? 8.bxc3 deixaria les negres amb dama de menys. 8.Cxf7 Com que 8.Rxd1 Rxd8 deixaria les blanques un peó per sota, el cavall continua capturant. Cxf2 Continuant encara amb el tema del desperado, en lloc de 8...Rxf7 9.Rxd1 amb igualtat material. 9.Cxh8 Cxh1. Entra els dos, els cavalls boigs han capturat dues dames, dues torres, dos cavalls, i tres peons. L'anotació completa de la partida és a continuació:
1.e4 e5 2.Cf3 Cc6 3.Cc3 Cf6 4.d4 exd4 5.Cxd4 Cxe4!? 6.Cxc6 Cxc3 7.Cxd8 Cxd1 8.Cxf7 Cxf2 9.Cxh8 Cxh1 10.Ad3 Ac5 11.Axh7 Cf2 12.Af4 d6 13.Ag6+ Rf8 14.Ag3 Cg4 15.Cf7? és millor 15.Ad3 seguit per Cg6+ "amb probables taules" (Tartakower & du Mont 1975:39–40). Ce3 16.Rd2 Af5! 17.Cg5 Desesperació. 17.Axf5 Cxf5 18.Cg5 Ae3+ guanya. Axg6 18.Ce6+ Re7 19.Cxc5 Cxc2! El cavall desperado ataca de nou, aquest com amb efectes devastadors. No 19...dxc5? 20.Rxe3 amb igualtat. 20.Ah4+ Re8 21.Ce6 Rd7 22.Cf4 Cxa1 23.Cxg6 Te8 24.Af2 Cc2! 25.Cf4 Si 25.Rxc2, Te2+ seguit de ...Txf2 guanya. Cb4 El cavall marxa, havent capturat en els seus 13 moviments la dama blanca, les dues torres, un cavall, i tres peons. El seu company blanc, per la seva banda, ha capturat la dama, una torre, els dos alfils, un cavall, i dos peons, en 14 moviments. 0-1

### Tal - Keres, 1962
|   | a | b | c | d | e | f | g | h |   |
| 8 | a8 negres torre · c8 negres alfil · d8 negres dama · f8 negres torre · g8 negres rei · f7 negres peó · g7 negres peó · h7 negres peó · a6 negres peó · d6 negres peó · f6 negres alfil · b5 negres peó · e5 negres cavall · d4 blanques cavall · e4 blanques peó · a3 blanques peó · h3 blanques peó · b2 blanques peó · c2 blanques alfil · d2 blanques alfil · f2 blanques peó · g2 blanques peó · a1 blanques torre · d1 blanques dama · e1 blanques torre · g1 blanques rei | a8 negres torre · c8 negres alfil · d8 negres dama · f8 negres torre · g8 negres rei · f7 negres peó · g7 negres peó · h7 negres peó · a6 negres peó · d6 negres peó · f6 negres alfil · b5 negres peó · e5 negres cavall · d4 blanques cavall · e4 blanques peó · a3 blanques peó · h3 blanques peó · b2 blanques peó · c2 blanques alfil · d2 blanques alfil · f2 blanques peó · g2 blanques peó · a1 blanques torre · d1 blanques dama · e1 blanques torre · g1 blanques rei | a8 negres torre · c8 negres alfil · d8 negres dama · f8 negres torre · g8 negres rei · f7 negres peó · g7 negres peó · h7 negres peó · a6 negres peó · d6 negres peó · f6 negres alfil · b5 negres peó · e5 negres cavall · d4 blanques cavall · e4 blanques peó · a3 blanques peó · h3 blanques peó · b2 blanques peó · c2 blanques alfil · d2 blanques alfil · f2 blanques peó · g2 blanques peó · a1 blanques torre · d1 blanques dama · e1 blanques torre · g1 blanques rei | a8 negres torre · c8 negres alfil · d8 negres dama · f8 negres torre · g8 negres rei · f7 negres peó · g7 negres peó · h7 negres peó · a6 negres peó · d6 negres peó · f6 negres alfil · b5 negres peó · e5 negres cavall · d4 blanques cavall · e4 blanques peó · a3 blanques peó · h3 blanques peó · b2 blanques peó · c2 blanques alfil · d2 blanques alfil · f2 blanques peó · g2 blanques peó · a1 blanques torre · d1 blanques dama · e1 blanques torre · g1 blanques rei | a8 negres torre · c8 negres alfil · d8 negres dama · f8 negres torre · g8 negres rei · f7 negres peó · g7 negres peó · h7 negres peó · a6 negres peó · d6 negres peó · f6 negres alfil · b5 negres peó · e5 negres cavall · d4 blanques cavall · e4 blanques peó · a3 blanques peó · h3 blanques peó · b2 blanques peó · c2 blanques alfil · d2 blanques alfil · f2 blanques peó · g2 blanques peó · a1 blanques torre · d1 blanques dama · e1 blanques torre · g1 blanques rei | a8 negres torre · c8 negres alfil · d8 negres dama · f8 negres torre · g8 negres rei · f7 negres peó · g7 negres peó · h7 negres peó · a6 negres peó · d6 negres peó · f6 negres alfil · b5 negres peó · e5 negres cavall · d4 blanques cavall · e4 blanques peó · a3 blanques peó · h3 blanques peó · b2 blanques peó · c2 blanques alfil · d2 blanques alfil · f2 blanques peó · g2 blanques peó · a1 blanques torre · d1 blanques dama · e1 blanques torre · g1 blanques rei | a8 negres torre · c8 negres alfil · d8 negres dama · f8 negres torre · g8 negres rei · f7 negres peó · g7 negres peó · h7 negres peó · a6 negres peó · d6 negres peó · f6 negres alfil · b5 negres peó · e5 negres cavall · d4 blanques cavall · e4 blanques peó · a3 blanques peó · h3 blanques peó · b2 blanques peó · c2 blanques alfil · d2 blanques alfil · f2 blanques peó · g2 blanques peó · a1 blanques torre · d1 blanques dama · e1 blanques torre · g1 blanques rei | a8 negres torre · c8 negres alfil · d8 negres dama · f8 negres torre · g8 negres rei · f7 negres peó · g7 negres peó · h7 negres peó · a6 negres peó · d6 negres peó · f6 negres alfil · b5 negres peó · e5 negres cavall · d4 blanques cavall · e4 blanques peó · a3 blanques peó · h3 blanques peó · b2 blanques peó · c2 blanques alfil · d2 blanques alfil · f2 blanques peó · g2 blanques peó · a1 blanques torre · d1 blanques dama · e1 blanques torre · g1 blanques rei | 8 |
| 7 | a8 negres torre · c8 negres alfil · d8 negres dama · f8 negres torre · g8 negres rei · f7 negres peó · g7 negres peó · h7 negres peó · a6 negres peó · d6 negres peó · f6 negres alfil · b5 negres peó · e5 negres cavall · d4 blanques cavall · e4 blanques peó · a3 blanques peó · h3 blanques peó · b2 blanques peó · c2 blanques alfil · d2 blanques alfil · f2 blanques peó · g2 blanques peó · a1 blanques torre · d1 blanques dama · e1 blanques torre · g1 blanques rei | a8 negres torre · c8 negres alfil · d8 negres dama · f8 negres torre · g8 negres rei · f7 negres peó · g7 negres peó · h7 negres peó · a6 negres peó · d6 negres peó · f6 negres alfil · b5 negres peó · e5 negres cavall · d4 blanques cavall · e4 blanques peó · a3 blanques peó · h3 blanques peó · b2 blanques peó · c2 blanques alfil · d2 blanques alfil · f2 blanques peó · g2 blanques peó · a1 blanques torre · d1 blanques dama · e1 blanques torre · g1 blanques rei | a8 negres torre · c8 negres alfil · d8 negres dama · f8 negres torre · g8 negres rei · f7 negres peó · g7 negres peó · h7 negres peó · a6 negres peó · d6 negres peó · f6 negres alfil · b5 negres peó · e5 negres cavall · d4 blanques cavall · e4 blanques peó · a3 blanques peó · h3 blanques peó · b2 blanques peó · c2 blanques alfil · d2 blanques alfil · f2 blanques peó · g2 blanques peó · a1 blanques torre · d1 blanques dama · e1 blanques torre · g1 blanques rei | a8 negres torre · c8 negres alfil · d8 negres dama · f8 negres torre · g8 negres rei · f7 negres peó · g7 negres peó · h7 negres peó · a6 negres peó · d6 negres peó · f6 negres alfil · b5 negres peó · e5 negres cavall · d4 blanques cavall · e4 blanques peó · a3 blanques peó · h3 blanques peó · b2 blanques peó · c2 blanques alfil · d2 blanques alfil · f2 blanques peó · g2 blanques peó · a1 blanques torre · d1 blanques dama · e1 blanques torre · g1 blanques rei | a8 negres torre · c8 negres alfil · d8 negres dama · f8 negres torre · g8 negres rei · f7 negres peó · g7 negres peó · h7 negres peó · a6 negres peó · d6 negres peó · f6 negres alfil · b5 negres peó · e5 negres cavall · d4 blanques cavall · e4 blanques peó · a3 blanques peó · h3 blanques peó · b2 blanques peó · c2 blanques alfil · d2 blanques alfil · f2 blanques peó · g2 blanques peó · a1 blanques torre · d1 blanques dama · e1 blanques torre · g1 blanques rei | a8 negres torre · c8 negres alfil · d8 negres dama · f8 negres torre · g8 negres rei · f7 negres peó · g7 negres peó · h7 negres peó · a6 negres peó · d6 negres peó · f6 negres alfil · b5 negres peó · e5 negres cavall · d4 blanques cavall · e4 blanques peó · a3 blanques peó · h3 blanques peó · b2 blanques peó · c2 blanques alfil · d2 blanques alfil · f2 blanques peó · g2 blanques peó · a1 blanques torre · d1 blanques dama · e1 blanques torre · g1 blanques rei | a8 negres torre · c8 negres alfil · d8 negres dama · f8 negres torre · g8 negres rei · f7 negres peó · g7 negres peó · h7 negres peó · a6 negres peó · d6 negres peó · f6 negres alfil · b5 negres peó · e5 negres cavall · d4 blanques cavall · e4 blanques peó · a3 blanques peó · h3 blanques peó · b2 blanques peó · c2 blanques alfil · d2 blanques alfil · f2 blanques peó · g2 blanques peó · a1 blanques torre · d1 blanques dama · e1 blanques torre · g1 blanques rei | a8 negres torre · c8 negres alfil · d8 negres dama · f8 negres torre · g8 negres rei · f7 negres peó · g7 negres peó · h7 negres peó · a6 negres peó · d6 negres peó · f6 negres alfil · b5 negres peó · e5 negres cavall · d4 blanques cavall · e4 blanques peó · a3 blanques peó · h3 blanques peó · b2 blanques peó · c2 blanques alfil · d2 blanques alfil · f2 blanques peó · g2 blanques peó · a1 blanques torre · d1 blanques dama · e1 blanques torre · g1 blanques rei | 7 |
| 6 | a8 negres torre · c8 negres alfil · d8 negres dama · f8 negres torre · g8 negres rei · f7 negres peó · g7 negres peó · h7 negres peó · a6 negres peó · d6 negres peó · f6 negres alfil · b5 negres peó · e5 negres cavall · d4 blanques cavall · e4 blanques peó · a3 blanques peó · h3 blanques peó · b2 blanques peó · c2 blanques alfil · d2 blanques alfil · f2 blanques peó · g2 blanques peó · a1 blanques torre · d1 blanques dama · e1 blanques torre · g1 blanques rei | a8 negres torre · c8 negres alfil · d8 negres dama · f8 negres torre · g8 negres rei · f7 negres peó · g7 negres peó · h7 negres peó · a6 negres peó · d6 negres peó · f6 negres alfil · b5 negres peó · e5 negres cavall · d4 blanques cavall · e4 blanques peó · a3 blanques peó · h3 blanques peó · b2 blanques peó · c2 blanques alfil · d2 blanques alfil · f2 blanques peó · g2 blanques peó · a1 blanques torre · d1 blanques dama · e1 blanques torre · g1 blanques rei | a8 negres torre · c8 negres alfil · d8 negres dama · f8 negres torre · g8 negres rei · f7 negres peó · g7 negres peó · h7 negres peó · a6 negres peó · d6 negres peó · f6 negres alfil · b5 negres peó · e5 negres cavall · d4 blanques cavall · e4 blanques peó · a3 blanques peó · h3 blanques peó · b2 blanques peó · c2 blanques alfil · d2 blanques alfil · f2 blanques peó · g2 blanques peó · a1 blanques torre · d1 blanques dama · e1 blanques torre · g1 blanques rei | a8 negres torre · c8 negres alfil · d8 negres dama · f8 negres torre · g8 negres rei · f7 negres peó · g7 negres peó · h7 negres peó · a6 negres peó · d6 negres peó · f6 negres alfil · b5 negres peó · e5 negres cavall · d4 blanques cavall · e4 blanques peó · a3 blanques peó · h3 blanques peó · b2 blanques peó · c2 blanques alfil · d2 blanques alfil · f2 blanques peó · g2 blanques peó · a1 blanques torre · d1 blanques dama · e1 blanques torre · g1 blanques rei | a8 negres torre · c8 negres alfil · d8 negres dama · f8 negres torre · g8 negres rei · f7 negres peó · g7 negres peó · h7 negres peó · a6 negres peó · d6 negres peó · f6 negres alfil · b5 negres peó · e5 negres cavall · d4 blanques cavall · e4 blanques peó · a3 blanques peó · h3 blanques peó · b2 blanques peó · c2 blanques alfil · d2 blanques alfil · f2 blanques peó · g2 blanques peó · a1 blanques torre · d1 blanques dama · e1 blanques torre · g1 blanques rei | a8 negres torre · c8 negres alfil · d8 negres dama · f8 negres torre · g8 negres rei · f7 negres peó · g7 negres peó · h7 negres peó · a6 negres peó · d6 negres peó · f6 negres alfil · b5 negres peó · e5 negres cavall · d4 blanques cavall · e4 blanques peó · a3 blanques peó · h3 blanques peó · b2 blanques peó · c2 blanques alfil · d2 blanques alfil · f2 blanques peó · g2 blanques peó · a1 blanques torre · d1 blanques dama · e1 blanques torre · g1 blanques rei | a8 negres torre · c8 negres alfil · d8 negres dama · f8 negres torre · g8 negres rei · f7 negres peó · g7 negres peó · h7 negres peó · a6 negres peó · d6 negres peó · f6 negres alfil · b5 negres peó · e5 negres cavall · d4 blanques cavall · e4 blanques peó · a3 blanques peó · h3 blanques peó · b2 blanques peó · c2 blanques alfil · d2 blanques alfil · f2 blanques peó · g2 blanques peó · a1 blanques torre · d1 blanques dama · e1 blanques torre · g1 blanques rei | a8 negres torre · c8 negres alfil · d8 negres dama · f8 negres torre · g8 negres rei · f7 negres peó · g7 negres peó · h7 negres peó · a6 negres peó · d6 negres peó · f6 negres alfil · b5 negres peó · e5 negres cavall · d4 blanques cavall · e4 blanques peó · a3 blanques peó · h3 blanques peó · b2 blanques peó · c2 blanques alfil · d2 blanques alfil · f2 blanques peó · g2 blanques peó · a1 blanques torre · d1 blanques dama · e1 blanques torre · g1 blanques rei | 6 |
| 5 | a8 negres torre · c8 negres alfil · d8 negres dama · f8 negres torre · g8 negres rei · f7 negres peó · g7 negres peó · h7 negres peó · a6 negres peó · d6 negres peó · f6 negres alfil · b5 negres peó · e5 negres cavall · d4 blanques cavall · e4 blanques peó · a3 blanques peó · h3 blanques peó · b2 blanques peó · c2 blanques alfil · d2 blanques alfil · f2 blanques peó · g2 blanques peó · a1 blanques torre · d1 blanques dama · e1 blanques torre · g1 blanques rei | a8 negres torre · c8 negres alfil · d8 negres dama · f8 negres torre · g8 negres rei · f7 negres peó · g7 negres peó · h7 negres peó · a6 negres peó · d6 negres peó · f6 negres alfil · b5 negres peó · e5 negres cavall · d4 blanques cavall · e4 blanques peó · a3 blanques peó · h3 blanques peó · b2 blanques peó · c2 blanques alfil · d2 blanques alfil · f2 blanques peó · g2 blanques peó · a1 blanques torre · d1 blanques dama · e1 blanques torre · g1 blanques rei | a8 negres torre · c8 negres alfil · d8 negres dama · f8 negres torre · g8 negres rei · f7 negres peó · g7 negres peó · h7 negres peó · a6 negres peó · d6 negres peó · f6 negres alfil · b5 negres peó · e5 negres cavall · d4 blanques cavall · e4 blanques peó · a3 blanques peó · h3 blanques peó · b2 blanques peó · c2 blanques alfil · d2 blanques alfil · f2 blanques peó · g2 blanques peó · a1 blanques torre · d1 blanques dama · e1 blanques torre · g1 blanques rei | a8 negres torre · c8 negres alfil · d8 negres dama · f8 negres torre · g8 negres rei · f7 negres peó · g7 negres peó · h7 negres peó · a6 negres peó · d6 negres peó · f6 negres alfil · b5 negres peó · e5 negres cavall · d4 blanques cavall · e4 blanques peó · a3 blanques peó · h3 blanques peó · b2 blanques peó · c2 blanques alfil · d2 blanques alfil · f2 blanques peó · g2 blanques peó · a1 blanques torre · d1 blanques dama · e1 blanques torre · g1 blanques rei | a8 negres torre · c8 negres alfil · d8 negres dama · f8 negres torre · g8 negres rei · f7 negres peó · g7 negres peó · h7 negres peó · a6 negres peó · d6 negres peó · f6 negres alfil · b5 negres peó · e5 negres cavall · d4 blanques cavall · e4 blanques peó · a3 blanques peó · h3 blanques peó · b2 blanques peó · c2 blanques alfil · d2 blanques alfil · f2 blanques peó · g2 blanques peó · a1 blanques torre · d1 blanques dama · e1 blanques torre · g1 blanques rei | a8 negres torre · c8 negres alfil · d8 negres dama · f8 negres torre · g8 negres rei · f7 negres peó · g7 negres peó · h7 negres peó · a6 negres peó · d6 negres peó · f6 negres alfil · b5 negres peó · e5 negres cavall · d4 blanques cavall · e4 blanques peó · a3 blanques peó · h3 blanques peó · b2 blanques peó · c2 blanques alfil · d2 blanques alfil · f2 blanques peó · g2 blanques peó · a1 blanques torre · d1 blanques dama · e1 blanques torre · g1 blanques rei | a8 negres torre · c8 negres alfil · d8 negres dama · f8 negres torre · g8 negres rei · f7 negres peó · g7 negres peó · h7 negres peó · a6 negres peó · d6 negres peó · f6 negres alfil · b5 negres peó · e5 negres cavall · d4 blanques cavall · e4 blanques peó · a3 blanques peó · h3 blanques peó · b2 blanques peó · c2 blanques alfil · d2 blanques alfil · f2 blanques peó · g2 blanques peó · a1 blanques torre · d1 blanques dama · e1 blanques torre · g1 blanques rei | a8 negres torre · c8 negres alfil · d8 negres dama · f8 negres torre · g8 negres rei · f7 negres peó · g7 negres peó · h7 negres peó · a6 negres peó · d6 negres peó · f6 negres alfil · b5 negres peó · e5 negres cavall · d4 blanques cavall · e4 blanques peó · a3 blanques peó · h3 blanques peó · b2 blanques peó · c2 blanques alfil · d2 blanques alfil · f2 blanques peó · g2 blanques peó · a1 blanques torre · d1 blanques dama · e1 blanques torre · g1 blanques rei | 5 |
| 4 | a8 negres torre · c8 negres alfil · d8 negres dama · f8 negres torre · g8 negres rei · f7 negres peó · g7 negres peó · h7 negres peó · a6 negres peó · d6 negres peó · f6 negres alfil · b5 negres peó · e5 negres cavall · d4 blanques cavall · e4 blanques peó · a3 blanques peó · h3 blanques peó · b2 blanques peó · c2 blanques alfil · d2 blanques alfil · f2 blanques peó · g2 blanques peó · a1 blanques torre · d1 blanques dama · e1 blanques torre · g1 blanques rei | a8 negres torre · c8 negres alfil · d8 negres dama · f8 negres torre · g8 negres rei · f7 negres peó · g7 negres peó · h7 negres peó · a6 negres peó · d6 negres peó · f6 negres alfil · b5 negres peó · e5 negres cavall · d4 blanques cavall · e4 blanques peó · a3 blanques peó · h3 blanques peó · b2 blanques peó · c2 blanques alfil · d2 blanques alfil · f2 blanques peó · g2 blanques peó · a1 blanques torre · d1 blanques dama · e1 blanques torre · g1 blanques rei | a8 negres torre · c8 negres alfil · d8 negres dama · f8 negres torre · g8 negres rei · f7 negres peó · g7 negres peó · h7 negres peó · a6 negres peó · d6 negres peó · f6 negres alfil · b5 negres peó · e5 negres cavall · d4 blanques cavall · e4 blanques peó · a3 blanques peó · h3 blanques peó · b2 blanques peó · c2 blanques alfil · d2 blanques alfil · f2 blanques peó · g2 blanques peó · a1 blanques torre · d1 blanques dama · e1 blanques torre · g1 blanques rei | a8 negres torre · c8 negres alfil · d8 negres dama · f8 negres torre · g8 negres rei · f7 negres peó · g7 negres peó · h7 negres peó · a6 negres peó · d6 negres peó · f6 negres alfil · b5 negres peó · e5 negres cavall · d4 blanques cavall · e4 blanques peó · a3 blanques peó · h3 blanques peó · b2 blanques peó · c2 blanques alfil · d2 blanques alfil · f2 blanques peó · g2 blanques peó · a1 blanques torre · d1 blanques dama · e1 blanques torre · g1 blanques rei | a8 negres torre · c8 negres alfil · d8 negres dama · f8 negres torre · g8 negres rei · f7 negres peó · g7 negres peó · h7 negres peó · a6 negres peó · d6 negres peó · f6 negres alfil · b5 negres peó · e5 negres cavall · d4 blanques cavall · e4 blanques peó · a3 blanques peó · h3 blanques peó · b2 blanques peó · c2 blanques alfil · d2 blanques alfil · f2 blanques peó · g2 blanques peó · a1 blanques torre · d1 blanques dama · e1 blanques torre · g1 blanques rei | a8 negres torre · c8 negres alfil · d8 negres dama · f8 negres torre · g8 negres rei · f7 negres peó · g7 negres peó · h7 negres peó · a6 negres peó · d6 negres peó · f6 negres alfil · b5 negres peó · e5 negres cavall · d4 blanques cavall · e4 blanques peó · a3 blanques peó · h3 blanques peó · b2 blanques peó · c2 blanques alfil · d2 blanques alfil · f2 blanques peó · g2 blanques peó · a1 blanques torre · d1 blanques dama · e1 blanques torre · g1 blanques rei | a8 negres torre · c8 negres alfil · d8 negres dama · f8 negres torre · g8 negres rei · f7 negres peó · g7 negres peó · h7 negres peó · a6 negres peó · d6 negres peó · f6 negres alfil · b5 negres peó · e5 negres cavall · d4 blanques cavall · e4 blanques peó · a3 blanques peó · h3 blanques peó · b2 blanques peó · c2 blanques alfil · d2 blanques alfil · f2 blanques peó · g2 blanques peó · a1 blanques torre · d1 blanques dama · e1 blanques torre · g1 blanques rei | a8 negres torre · c8 negres alfil · d8 negres dama · f8 negres torre · g8 negres rei · f7 negres peó · g7 negres peó · h7 negres peó · a6 negres peó · d6 negres peó · f6 negres alfil · b5 negres peó · e5 negres cavall · d4 blanques cavall · e4 blanques peó · a3 blanques peó · h3 blanques peó · b2 blanques peó · c2 blanques alfil · d2 blanques alfil · f2 blanques peó · g2 blanques peó · a1 blanques torre · d1 blanques dama · e1 blanques torre · g1 blanques rei | 4 |
| 3 | a8 negres torre · c8 negres alfil · d8 negres dama · f8 negres torre · g8 negres rei · f7 negres peó · g7 negres peó · h7 negres peó · a6 negres peó · d6 negres peó · f6 negres alfil · b5 negres peó · e5 negres cavall · d4 blanques cavall · e4 blanques peó · a3 blanques peó · h3 blanques peó · b2 blanques peó · c2 blanques alfil · d2 blanques alfil · f2 blanques peó · g2 blanques peó · a1 blanques torre · d1 blanques dama · e1 blanques torre · g1 blanques rei | a8 negres torre · c8 negres alfil · d8 negres dama · f8 negres torre · g8 negres rei · f7 negres peó · g7 negres peó · h7 negres peó · a6 negres peó · d6 negres peó · f6 negres alfil · b5 negres peó · e5 negres cavall · d4 blanques cavall · e4 blanques peó · a3 blanques peó · h3 blanques peó · b2 blanques peó · c2 blanques alfil · d2 blanques alfil · f2 blanques peó · g2 blanques peó · a1 blanques torre · d1 blanques dama · e1 blanques torre · g1 blanques rei | a8 negres torre · c8 negres alfil · d8 negres dama · f8 negres torre · g8 negres rei · f7 negres peó · g7 negres peó · h7 negres peó · a6 negres peó · d6 negres peó · f6 negres alfil · b5 negres peó · e5 negres cavall · d4 blanques cavall · e4 blanques peó · a3 blanques peó · h3 blanques peó · b2 blanques peó · c2 blanques alfil · d2 blanques alfil · f2 blanques peó · g2 blanques peó · a1 blanques torre · d1 blanques dama · e1 blanques torre · g1 blanques rei | a8 negres torre · c8 negres alfil · d8 negres dama · f8 negres torre · g8 negres rei · f7 negres peó · g7 negres peó · h7 negres peó · a6 negres peó · d6 negres peó · f6 negres alfil · b5 negres peó · e5 negres cavall · d4 blanques cavall · e4 blanques peó · a3 blanques peó · h3 blanques peó · b2 blanques peó · c2 blanques alfil · d2 blanques alfil · f2 blanques peó · g2 blanques peó · a1 blanques torre · d1 blanques dama · e1 blanques torre · g1 blanques rei | a8 negres torre · c8 negres alfil · d8 negres dama · f8 negres torre · g8 negres rei · f7 negres peó · g7 negres peó · h7 negres peó · a6 negres peó · d6 negres peó · f6 negres alfil · b5 negres peó · e5 negres cavall · d4 blanques cavall · e4 blanques peó · a3 blanques peó · h3 blanques peó · b2 blanques peó · c2 blanques alfil · d2 blanques alfil · f2 blanques peó · g2 blanques peó · a1 blanques torre · d1 blanques dama · e1 blanques torre · g1 blanques rei | a8 negres torre · c8 negres alfil · d8 negres dama · f8 negres torre · g8 negres rei · f7 negres peó · g7 negres peó · h7 negres peó · a6 negres peó · d6 negres peó · f6 negres alfil · b5 negres peó · e5 negres cavall · d4 blanques cavall · e4 blanques peó · a3 blanques peó · h3 blanques peó · b2 blanques peó · c2 blanques alfil · d2 blanques alfil · f2 blanques peó · g2 blanques peó · a1 blanques torre · d1 blanques dama · e1 blanques torre · g1 blanques rei | a8 negres torre · c8 negres alfil · d8 negres dama · f8 negres torre · g8 negres rei · f7 negres peó · g7 negres peó · h7 negres peó · a6 negres peó · d6 negres peó · f6 negres alfil · b5 negres peó · e5 negres cavall · d4 blanques cavall · e4 blanques peó · a3 blanques peó · h3 blanques peó · b2 blanques peó · c2 blanques alfil · d2 blanques alfil · f2 blanques peó · g2 blanques peó · a1 blanques torre · d1 blanques dama · e1 blanques torre · g1 blanques rei | a8 negres torre · c8 negres alfil · d8 negres dama · f8 negres torre · g8 negres rei · f7 negres peó · g7 negres peó · h7 negres peó · a6 negres peó · d6 negres peó · f6 negres alfil · b5 negres peó · e5 negres cavall · d4 blanques cavall · e4 blanques peó · a3 blanques peó · h3 blanques peó · b2 blanques peó · c2 blanques alfil · d2 blanques alfil · f2 blanques peó · g2 blanques peó · a1 blanques torre · d1 blanques dama · e1 blanques torre · g1 blanques rei | 3 |
| 2 | a8 negres torre · c8 negres alfil · d8 negres dama · f8 negres torre · g8 negres rei · f7 negres peó · g7 negres peó · h7 negres peó · a6 negres peó · d6 negres peó · f6 negres alfil · b5 negres peó · e5 negres cavall · d4 blanques cavall · e4 blanques peó · a3 blanques peó · h3 blanques peó · b2 blanques peó · c2 blanques alfil · d2 blanques alfil · f2 blanques peó · g2 blanques peó · a1 blanques torre · d1 blanques dama · e1 blanques torre · g1 blanques rei | a8 negres torre · c8 negres alfil · d8 negres dama · f8 negres torre · g8 negres rei · f7 negres peó · g7 negres peó · h7 negres peó · a6 negres peó · d6 negres peó · f6 negres alfil · b5 negres peó · e5 negres cavall · d4 blanques cavall · e4 blanques peó · a3 blanques peó · h3 blanques peó · b2 blanques peó · c2 blanques alfil · d2 blanques alfil · f2 blanques peó · g2 blanques peó · a1 blanques torre · d1 blanques dama · e1 blanques torre · g1 blanques rei | a8 negres torre · c8 negres alfil · d8 negres dama · f8 negres torre · g8 negres rei · f7 negres peó · g7 negres peó · h7 negres peó · a6 negres peó · d6 negres peó · f6 negres alfil · b5 negres peó · e5 negres cavall · d4 blanques cavall · e4 blanques peó · a3 blanques peó · h3 blanques peó · b2 blanques peó · c2 blanques alfil · d2 blanques alfil · f2 blanques peó · g2 blanques peó · a1 blanques torre · d1 blanques dama · e1 blanques torre · g1 blanques rei | a8 negres torre · c8 negres alfil · d8 negres dama · f8 negres torre · g8 negres rei · f7 negres peó · g7 negres peó · h7 negres peó · a6 negres peó · d6 negres peó · f6 negres alfil · b5 negres peó · e5 negres cavall · d4 blanques cavall · e4 blanques peó · a3 blanques peó · h3 blanques peó · b2 blanques peó · c2 blanques alfil · d2 blanques alfil · f2 blanques peó · g2 blanques peó · a1 blanques torre · d1 blanques dama · e1 blanques torre · g1 blanques rei | a8 negres torre · c8 negres alfil · d8 negres dama · f8 negres torre · g8 negres rei · f7 negres peó · g7 negres peó · h7 negres peó · a6 negres peó · d6 negres peó · f6 negres alfil · b5 negres peó · e5 negres cavall · d4 blanques cavall · e4 blanques peó · a3 blanques peó · h3 blanques peó · b2 blanques peó · c2 blanques alfil · d2 blanques alfil · f2 blanques peó · g2 blanques peó · a1 blanques torre · d1 blanques dama · e1 blanques torre · g1 blanques rei | a8 negres torre · c8 negres alfil · d8 negres dama · f8 negres torre · g8 negres rei · f7 negres peó · g7 negres peó · h7 negres peó · a6 negres peó · d6 negres peó · f6 negres alfil · b5 negres peó · e5 negres cavall · d4 blanques cavall · e4 blanques peó · a3 blanques peó · h3 blanques peó · b2 blanques peó · c2 blanques alfil · d2 blanques alfil · f2 blanques peó · g2 blanques peó · a1 blanques torre · d1 blanques dama · e1 blanques torre · g1 blanques rei | a8 negres torre · c8 negres alfil · d8 negres dama · f8 negres torre · g8 negres rei · f7 negres peó · g7 negres peó · h7 negres peó · a6 negres peó · d6 negres peó · f6 negres alfil · b5 negres peó · e5 negres cavall · d4 blanques cavall · e4 blanques peó · a3 blanques peó · h3 blanques peó · b2 blanques peó · c2 blanques alfil · d2 blanques alfil · f2 blanques peó · g2 blanques peó · a1 blanques torre · d1 blanques dama · e1 blanques torre · g1 blanques rei | a8 negres torre · c8 negres alfil · d8 negres dama · f8 negres torre · g8 negres rei · f7 negres peó · g7 negres peó · h7 negres peó · a6 negres peó · d6 negres peó · f6 negres alfil · b5 negres peó · e5 negres cavall · d4 blanques cavall · e4 blanques peó · a3 blanques peó · h3 blanques peó · b2 blanques peó · c2 blanques alfil · d2 blanques alfil · f2 blanques peó · g2 blanques peó · a1 blanques torre · d1 blanques dama · e1 blanques torre · g1 blanques rei | 2 |
| 1 | a8 negres torre · c8 negres alfil · d8 negres dama · f8 negres torre · g8 negres rei · f7 negres peó · g7 negres peó · h7 negres peó · a6 negres peó · d6 negres peó · f6 negres alfil · b5 negres peó · e5 negres cavall · d4 blanques cavall · e4 blanques peó · a3 blanques peó · h3 blanques peó · b2 blanques peó · c2 blanques alfil · d2 blanques alfil · f2 blanques peó · g2 blanques peó · a1 blanques torre · d1 blanques dama · e1 blanques torre · g1 blanques rei | a8 negres torre · c8 negres alfil · d8 negres dama · f8 negres torre · g8 negres rei · f7 negres peó · g7 negres peó · h7 negres peó · a6 negres peó · d6 negres peó · f6 negres alfil · b5 negres peó · e5 negres cavall · d4 blanques cavall · e4 blanques peó · a3 blanques peó · h3 blanques peó · b2 blanques peó · c2 blanques alfil · d2 blanques alfil · f2 blanques peó · g2 blanques peó · a1 blanques torre · d1 blanques dama · e1 blanques torre · g1 blanques rei | a8 negres torre · c8 negres alfil · d8 negres dama · f8 negres torre · g8 negres rei · f7 negres peó · g7 negres peó · h7 negres peó · a6 negres peó · d6 negres peó · f6 negres alfil · b5 negres peó · e5 negres cavall · d4 blanques cavall · e4 blanques peó · a3 blanques peó · h3 blanques peó · b2 blanques peó · c2 blanques alfil · d2 blanques alfil · f2 blanques peó · g2 blanques peó · a1 blanques torre · d1 blanques dama · e1 blanques torre · g1 blanques rei | a8 negres torre · c8 negres alfil · d8 negres dama · f8 negres torre · g8 negres rei · f7 negres peó · g7 negres peó · h7 negres peó · a6 negres peó · d6 negres peó · f6 negres alfil · b5 negres peó · e5 negres cavall · d4 blanques cavall · e4 blanques peó · a3 blanques peó · h3 blanques peó · b2 blanques peó · c2 blanques alfil · d2 blanques alfil · f2 blanques peó · g2 blanques peó · a1 blanques torre · d1 blanques dama · e1 blanques torre · g1 blanques rei | a8 negres torre · c8 negres alfil · d8 negres dama · f8 negres torre · g8 negres rei · f7 negres peó · g7 negres peó · h7 negres peó · a6 negres peó · d6 negres peó · f6 negres alfil · b5 negres peó · e5 negres cavall · d4 blanques cavall · e4 blanques peó · a3 blanques peó · h3 blanques peó · b2 blanques peó · c2 blanques alfil · d2 blanques alfil · f2 blanques peó · g2 blanques peó · a1 blanques torre · d1 blanques dama · e1 blanques torre · g1 blanques rei | a8 negres torre · c8 negres alfil · d8 negres dama · f8 negres torre · g8 negres rei · f7 negres peó · g7 negres peó · h7 negres peó · a6 negres peó · d6 negres peó · f6 negres alfil · b5 negres peó · e5 negres cavall · d4 blanques cavall · e4 blanques peó · a3 blanques peó · h3 blanques peó · b2 blanques peó · c2 blanques alfil · d2 blanques alfil · f2 blanques peó · g2 blanques peó · a1 blanques torre · d1 blanques dama · e1 blanques torre · g1 blanques rei | a8 negres torre · c8 negres alfil · d8 negres dama · f8 negres torre · g8 negres rei · f7 negres peó · g7 negres peó · h7 negres peó · a6 negres peó · d6 negres peó · f6 negres alfil · b5 negres peó · e5 negres cavall · d4 blanques cavall · e4 blanques peó · a3 blanques peó · h3 blanques peó · b2 blanques peó · c2 blanques alfil · d2 blanques alfil · f2 blanques peó · g2 blanques peó · a1 blanques torre · d1 blanques dama · e1 blanques torre · g1 blanques rei | a8 negres torre · c8 negres alfil · d8 negres dama · f8 negres torre · g8 negres rei · f7 negres peó · g7 negres peó · h7 negres peó · a6 negres peó · d6 negres peó · f6 negres alfil · b5 negres peó · e5 negres cavall · d4 blanques cavall · e4 blanques peó · a3 blanques peó · h3 blanques peó · b2 blanques peó · c2 blanques alfil · d2 blanques alfil · f2 blanques peó · g2 blanques peó · a1 blanques torre · d1 blanques dama · e1 blanques torre · g1 blanques rei | 1 |
|   | a | b | c | d | e | f | g | h |   |

Un altre exemple d'aquesta mena de desperado és la partida Tal-Keres, Torneig de Candidats, Curaçao 1962 (vegeu el diagrama a l'esquerra). Veient que el cavall blanc de d4 està desprotegit, en Keres ofereix simplificar la posició amb 18...Nd3!, quan 19.Axd3 Axd4 20.Tb1? permetria 20...Df6! enforquillant els peons blancs de b i f. En lloc d'això, en Tal buscà complicacions amb 19.Cc6? Cxf2!, quan tant 20.Rxf2 Db6+ com 20.Cxd8 Cxd1 21.Cxf7 Cxb2 22.Cxd6 Cc4! 23.Cxc4 Axa1 el deixarien amb desavantatge material. En Tal trià 20.Df3? Cxh3+! 21.Rh2 Si les blanques capturen el cavall, 21...Db6+ guanya novament la peça i deixa les negres amb una partida guanyada. 21...Ae5+! 22.Cxe5 dxe5 23.Tad1 Si 23.gxh3, Dxd2. 23...Cf4! Ara 24.Axf4 es troba amb 24...Dh4+. Les negres van guanyar (Soltis 1975:247–48).

## Exemples de la segona definició

### Pilnick - Reshevsky, 1942
|   | a | b | c | d | e | f | g | h |   |
| 8 | a7 negres rei · b7 negres peó · a6 negres peó · a5 blanques peó · f5 blanques dama · g5 negres peó · h4 negres peó · e3 negres dama · h1 blanques rei | a7 negres rei · b7 negres peó · a6 negres peó · a5 blanques peó · f5 blanques dama · g5 negres peó · h4 negres peó · e3 negres dama · h1 blanques rei | a7 negres rei · b7 negres peó · a6 negres peó · a5 blanques peó · f5 blanques dama · g5 negres peó · h4 negres peó · e3 negres dama · h1 blanques rei | a7 negres rei · b7 negres peó · a6 negres peó · a5 blanques peó · f5 blanques dama · g5 negres peó · h4 negres peó · e3 negres dama · h1 blanques rei | a7 negres rei · b7 negres peó · a6 negres peó · a5 blanques peó · f5 blanques dama · g5 negres peó · h4 negres peó · e3 negres dama · h1 blanques rei | a7 negres rei · b7 negres peó · a6 negres peó · a5 blanques peó · f5 blanques dama · g5 negres peó · h4 negres peó · e3 negres dama · h1 blanques rei | a7 negres rei · b7 negres peó · a6 negres peó · a5 blanques peó · f5 blanques dama · g5 negres peó · h4 negres peó · e3 negres dama · h1 blanques rei | a7 negres rei · b7 negres peó · a6 negres peó · a5 blanques peó · f5 blanques dama · g5 negres peó · h4 negres peó · e3 negres dama · h1 blanques rei | 8 |
| 7 | a7 negres rei · b7 negres peó · a6 negres peó · a5 blanques peó · f5 blanques dama · g5 negres peó · h4 negres peó · e3 negres dama · h1 blanques rei | a7 negres rei · b7 negres peó · a6 negres peó · a5 blanques peó · f5 blanques dama · g5 negres peó · h4 negres peó · e3 negres dama · h1 blanques rei | a7 negres rei · b7 negres peó · a6 negres peó · a5 blanques peó · f5 blanques dama · g5 negres peó · h4 negres peó · e3 negres dama · h1 blanques rei | a7 negres rei · b7 negres peó · a6 negres peó · a5 blanques peó · f5 blanques dama · g5 negres peó · h4 negres peó · e3 negres dama · h1 blanques rei | a7 negres rei · b7 negres peó · a6 negres peó · a5 blanques peó · f5 blanques dama · g5 negres peó · h4 negres peó · e3 negres dama · h1 blanques rei | a7 negres rei · b7 negres peó · a6 negres peó · a5 blanques peó · f5 blanques dama · g5 negres peó · h4 negres peó · e3 negres dama · h1 blanques rei | a7 negres rei · b7 negres peó · a6 negres peó · a5 blanques peó · f5 blanques dama · g5 negres peó · h4 negres peó · e3 negres dama · h1 blanques rei | a7 negres rei · b7 negres peó · a6 negres peó · a5 blanques peó · f5 blanques dama · g5 negres peó · h4 negres peó · e3 negres dama · h1 blanques rei | 7 |
| 6 | a7 negres rei · b7 negres peó · a6 negres peó · a5 blanques peó · f5 blanques dama · g5 negres peó · h4 negres peó · e3 negres dama · h1 blanques rei | a7 negres rei · b7 negres peó · a6 negres peó · a5 blanques peó · f5 blanques dama · g5 negres peó · h4 negres peó · e3 negres dama · h1 blanques rei | a7 negres rei · b7 negres peó · a6 negres peó · a5 blanques peó · f5 blanques dama · g5 negres peó · h4 negres peó · e3 negres dama · h1 blanques rei | a7 negres rei · b7 negres peó · a6 negres peó · a5 blanques peó · f5 blanques dama · g5 negres peó · h4 negres peó · e3 negres dama · h1 blanques rei | a7 negres rei · b7 negres peó · a6 negres peó · a5 blanques peó · f5 blanques dama · g5 negres peó · h4 negres peó · e3 negres dama · h1 blanques rei | a7 negres rei · b7 negres peó · a6 negres peó · a5 blanques peó · f5 blanques dama · g5 negres peó · h4 negres peó · e3 negres dama · h1 blanques rei | a7 negres rei · b7 negres peó · a6 negres peó · a5 blanques peó · f5 blanques dama · g5 negres peó · h4 negres peó · e3 negres dama · h1 blanques rei | a7 negres rei · b7 negres peó · a6 negres peó · a5 blanques peó · f5 blanques dama · g5 negres peó · h4 negres peó · e3 negres dama · h1 blanques rei | 6 |
| 5 | a7 negres rei · b7 negres peó · a6 negres peó · a5 blanques peó · f5 blanques dama · g5 negres peó · h4 negres peó · e3 negres dama · h1 blanques rei | a7 negres rei · b7 negres peó · a6 negres peó · a5 blanques peó · f5 blanques dama · g5 negres peó · h4 negres peó · e3 negres dama · h1 blanques rei | a7 negres rei · b7 negres peó · a6 negres peó · a5 blanques peó · f5 blanques dama · g5 negres peó · h4 negres peó · e3 negres dama · h1 blanques rei | a7 negres rei · b7 negres peó · a6 negres peó · a5 blanques peó · f5 blanques dama · g5 negres peó · h4 negres peó · e3 negres dama · h1 blanques rei | a7 negres rei · b7 negres peó · a6 negres peó · a5 blanques peó · f5 blanques dama · g5 negres peó · h4 negres peó · e3 negres dama · h1 blanques rei | a7 negres rei · b7 negres peó · a6 negres peó · a5 blanques peó · f5 blanques dama · g5 negres peó · h4 negres peó · e3 negres dama · h1 blanques rei | a7 negres rei · b7 negres peó · a6 negres peó · a5 blanques peó · f5 blanques dama · g5 negres peó · h4 negres peó · e3 negres dama · h1 blanques rei | a7 negres rei · b7 negres peó · a6 negres peó · a5 blanques peó · f5 blanques dama · g5 negres peó · h4 negres peó · e3 negres dama · h1 blanques rei | 5 |
| 4 | a7 negres rei · b7 negres peó · a6 negres peó · a5 blanques peó · f5 blanques dama · g5 negres peó · h4 negres peó · e3 negres dama · h1 blanques rei | a7 negres rei · b7 negres peó · a6 negres peó · a5 blanques peó · f5 blanques dama · g5 negres peó · h4 negres peó · e3 negres dama · h1 blanques rei | a7 negres rei · b7 negres peó · a6 negres peó · a5 blanques peó · f5 blanques dama · g5 negres peó · h4 negres peó · e3 negres dama · h1 blanques rei | a7 negres rei · b7 negres peó · a6 negres peó · a5 blanques peó · f5 blanques dama · g5 negres peó · h4 negres peó · e3 negres dama · h1 blanques rei | a7 negres rei · b7 negres peó · a6 negres peó · a5 blanques peó · f5 blanques dama · g5 negres peó · h4 negres peó · e3 negres dama · h1 blanques rei | a7 negres rei · b7 negres peó · a6 negres peó · a5 blanques peó · f5 blanques dama · g5 negres peó · h4 negres peó · e3 negres dama · h1 blanques rei | a7 negres rei · b7 negres peó · a6 negres peó · a5 blanques peó · f5 blanques dama · g5 negres peó · h4 negres peó · e3 negres dama · h1 blanques rei | a7 negres rei · b7 negres peó · a6 negres peó · a5 blanques peó · f5 blanques dama · g5 negres peó · h4 negres peó · e3 negres dama · h1 blanques rei | 4 |
| 3 | a7 negres rei · b7 negres peó · a6 negres peó · a5 blanques peó · f5 blanques dama · g5 negres peó · h4 negres peó · e3 negres dama · h1 blanques rei | a7 negres rei · b7 negres peó · a6 negres peó · a5 blanques peó · f5 blanques dama · g5 negres peó · h4 negres peó · e3 negres dama · h1 blanques rei | a7 negres rei · b7 negres peó · a6 negres peó · a5 blanques peó · f5 blanques dama · g5 negres peó · h4 negres peó · e3 negres dama · h1 blanques rei | a7 negres rei · b7 negres peó · a6 negres peó · a5 blanques peó · f5 blanques dama · g5 negres peó · h4 negres peó · e3 negres dama · h1 blanques rei | a7 negres rei · b7 negres peó · a6 negres peó · a5 blanques peó · f5 blanques dama · g5 negres peó · h4 negres peó · e3 negres dama · h1 blanques rei | a7 negres rei · b7 negres peó · a6 negres peó · a5 blanques peó · f5 blanques dama · g5 negres peó · h4 negres peó · e3 negres dama · h1 blanques rei | a7 negres rei · b7 negres peó · a6 negres peó · a5 blanques peó · f5 blanques dama · g5 negres peó · h4 negres peó · e3 negres dama · h1 blanques rei | a7 negres rei · b7 negres peó · a6 negres peó · a5 blanques peó · f5 blanques dama · g5 negres peó · h4 negres peó · e3 negres dama · h1 blanques rei | 3 |
| 2 | a7 negres rei · b7 negres peó · a6 negres peó · a5 blanques peó · f5 blanques dama · g5 negres peó · h4 negres peó · e3 negres dama · h1 blanques rei | a7 negres rei · b7 negres peó · a6 negres peó · a5 blanques peó · f5 blanques dama · g5 negres peó · h4 negres peó · e3 negres dama · h1 blanques rei | a7 negres rei · b7 negres peó · a6 negres peó · a5 blanques peó · f5 blanques dama · g5 negres peó · h4 negres peó · e3 negres dama · h1 blanques rei | a7 negres rei · b7 negres peó · a6 negres peó · a5 blanques peó · f5 blanques dama · g5 negres peó · h4 negres peó · e3 negres dama · h1 blanques rei | a7 negres rei · b7 negres peó · a6 negres peó · a5 blanques peó · f5 blanques dama · g5 negres peó · h4 negres peó · e3 negres dama · h1 blanques rei | a7 negres rei · b7 negres peó · a6 negres peó · a5 blanques peó · f5 blanques dama · g5 negres peó · h4 negres peó · e3 negres dama · h1 blanques rei | a7 negres rei · b7 negres peó · a6 negres peó · a5 blanques peó · f5 blanques dama · g5 negres peó · h4 negres peó · e3 negres dama · h1 blanques rei | a7 negres rei · b7 negres peó · a6 negres peó · a5 blanques peó · f5 blanques dama · g5 negres peó · h4 negres peó · e3 negres dama · h1 blanques rei | 2 |
| 1 | a7 negres rei · b7 negres peó · a6 negres peó · a5 blanques peó · f5 blanques dama · g5 negres peó · h4 negres peó · e3 negres dama · h1 blanques rei | a7 negres rei · b7 negres peó · a6 negres peó · a5 blanques peó · f5 blanques dama · g5 negres peó · h4 negres peó · e3 negres dama · h1 blanques rei | a7 negres rei · b7 negres peó · a6 negres peó · a5 blanques peó · f5 blanques dama · g5 negres peó · h4 negres peó · e3 negres dama · h1 blanques rei | a7 negres rei · b7 negres peó · a6 negres peó · a5 blanques peó · f5 blanques dama · g5 negres peó · h4 negres peó · e3 negres dama · h1 blanques rei | a7 negres rei · b7 negres peó · a6 negres peó · a5 blanques peó · f5 blanques dama · g5 negres peó · h4 negres peó · e3 negres dama · h1 blanques rei | a7 negres rei · b7 negres peó · a6 negres peó · a5 blanques peó · f5 blanques dama · g5 negres peó · h4 negres peó · e3 negres dama · h1 blanques rei | a7 negres rei · b7 negres peó · a6 negres peó · a5 blanques peó · f5 blanques dama · g5 negres peó · h4 negres peó · e3 negres dama · h1 blanques rei | a7 negres rei · b7 negres peó · a6 negres peó · a5 blanques peó · f5 blanques dama · g5 negres peó · h4 negres peó · e3 negres dama · h1 blanques rei | 1 |
|   | a | b | c | d | e | f | g | h |   |

Un dels exemples més coneguts de peça que se sacrifica a l'estil desperado per aconseguir un ofegat és la partida entre Carl Pilnick i Sammy Reshevsky, Campionat dels Estats Units, 1942 (vegeu el diagrama a la dreta). Després de 1... g4?? 2. Df2! la dama blanca es converteix en una peça boja: les negres perdran si no la capturen, però si la capturen, són taules per ofegat.

### Evans – Reshevsky, 1963
|   | a | b | c | d | e | f | g | h |   |
| 8 | c8 blanques dama · f7 blanques torre · g7 negres peó · h7 negres rei · b5 negres peó · e5 negres peó · g5 negres dama · h5 negres peó · b4 blanques peó · e4 blanques peó · f4 negres cavall · e3 negres torre · f3 blanques peó · g3 blanques peó · h3 blanques peó · h2 blanques rei | c8 blanques dama · f7 blanques torre · g7 negres peó · h7 negres rei · b5 negres peó · e5 negres peó · g5 negres dama · h5 negres peó · b4 blanques peó · e4 blanques peó · f4 negres cavall · e3 negres torre · f3 blanques peó · g3 blanques peó · h3 blanques peó · h2 blanques rei | c8 blanques dama · f7 blanques torre · g7 negres peó · h7 negres rei · b5 negres peó · e5 negres peó · g5 negres dama · h5 negres peó · b4 blanques peó · e4 blanques peó · f4 negres cavall · e3 negres torre · f3 blanques peó · g3 blanques peó · h3 blanques peó · h2 blanques rei | c8 blanques dama · f7 blanques torre · g7 negres peó · h7 negres rei · b5 negres peó · e5 negres peó · g5 negres dama · h5 negres peó · b4 blanques peó · e4 blanques peó · f4 negres cavall · e3 negres torre · f3 blanques peó · g3 blanques peó · h3 blanques peó · h2 blanques rei | c8 blanques dama · f7 blanques torre · g7 negres peó · h7 negres rei · b5 negres peó · e5 negres peó · g5 negres dama · h5 negres peó · b4 blanques peó · e4 blanques peó · f4 negres cavall · e3 negres torre · f3 blanques peó · g3 blanques peó · h3 blanques peó · h2 blanques rei | c8 blanques dama · f7 blanques torre · g7 negres peó · h7 negres rei · b5 negres peó · e5 negres peó · g5 negres dama · h5 negres peó · b4 blanques peó · e4 blanques peó · f4 negres cavall · e3 negres torre · f3 blanques peó · g3 blanques peó · h3 blanques peó · h2 blanques rei | c8 blanques dama · f7 blanques torre · g7 negres peó · h7 negres rei · b5 negres peó · e5 negres peó · g5 negres dama · h5 negres peó · b4 blanques peó · e4 blanques peó · f4 negres cavall · e3 negres torre · f3 blanques peó · g3 blanques peó · h3 blanques peó · h2 blanques rei | c8 blanques dama · f7 blanques torre · g7 negres peó · h7 negres rei · b5 negres peó · e5 negres peó · g5 negres dama · h5 negres peó · b4 blanques peó · e4 blanques peó · f4 negres cavall · e3 negres torre · f3 blanques peó · g3 blanques peó · h3 blanques peó · h2 blanques rei | 8 |
| 7 | c8 blanques dama · f7 blanques torre · g7 negres peó · h7 negres rei · b5 negres peó · e5 negres peó · g5 negres dama · h5 negres peó · b4 blanques peó · e4 blanques peó · f4 negres cavall · e3 negres torre · f3 blanques peó · g3 blanques peó · h3 blanques peó · h2 blanques rei | c8 blanques dama · f7 blanques torre · g7 negres peó · h7 negres rei · b5 negres peó · e5 negres peó · g5 negres dama · h5 negres peó · b4 blanques peó · e4 blanques peó · f4 negres cavall · e3 negres torre · f3 blanques peó · g3 blanques peó · h3 blanques peó · h2 blanques rei | c8 blanques dama · f7 blanques torre · g7 negres peó · h7 negres rei · b5 negres peó · e5 negres peó · g5 negres dama · h5 negres peó · b4 blanques peó · e4 blanques peó · f4 negres cavall · e3 negres torre · f3 blanques peó · g3 blanques peó · h3 blanques peó · h2 blanques rei | c8 blanques dama · f7 blanques torre · g7 negres peó · h7 negres rei · b5 negres peó · e5 negres peó · g5 negres dama · h5 negres peó · b4 blanques peó · e4 blanques peó · f4 negres cavall · e3 negres torre · f3 blanques peó · g3 blanques peó · h3 blanques peó · h2 blanques rei | c8 blanques dama · f7 blanques torre · g7 negres peó · h7 negres rei · b5 negres peó · e5 negres peó · g5 negres dama · h5 negres peó · b4 blanques peó · e4 blanques peó · f4 negres cavall · e3 negres torre · f3 blanques peó · g3 blanques peó · h3 blanques peó · h2 blanques rei | c8 blanques dama · f7 blanques torre · g7 negres peó · h7 negres rei · b5 negres peó · e5 negres peó · g5 negres dama · h5 negres peó · b4 blanques peó · e4 blanques peó · f4 negres cavall · e3 negres torre · f3 blanques peó · g3 blanques peó · h3 blanques peó · h2 blanques rei | c8 blanques dama · f7 blanques torre · g7 negres peó · h7 negres rei · b5 negres peó · e5 negres peó · g5 negres dama · h5 negres peó · b4 blanques peó · e4 blanques peó · f4 negres cavall · e3 negres torre · f3 blanques peó · g3 blanques peó · h3 blanques peó · h2 blanques rei | c8 blanques dama · f7 blanques torre · g7 negres peó · h7 negres rei · b5 negres peó · e5 negres peó · g5 negres dama · h5 negres peó · b4 blanques peó · e4 blanques peó · f4 negres cavall · e3 negres torre · f3 blanques peó · g3 blanques peó · h3 blanques peó · h2 blanques rei | 7 |
| 6 | c8 blanques dama · f7 blanques torre · g7 negres peó · h7 negres rei · b5 negres peó · e5 negres peó · g5 negres dama · h5 negres peó · b4 blanques peó · e4 blanques peó · f4 negres cavall · e3 negres torre · f3 blanques peó · g3 blanques peó · h3 blanques peó · h2 blanques rei | c8 blanques dama · f7 blanques torre · g7 negres peó · h7 negres rei · b5 negres peó · e5 negres peó · g5 negres dama · h5 negres peó · b4 blanques peó · e4 blanques peó · f4 negres cavall · e3 negres torre · f3 blanques peó · g3 blanques peó · h3 blanques peó · h2 blanques rei | c8 blanques dama · f7 blanques torre · g7 negres peó · h7 negres rei · b5 negres peó · e5 negres peó · g5 negres dama · h5 negres peó · b4 blanques peó · e4 blanques peó · f4 negres cavall · e3 negres torre · f3 blanques peó · g3 blanques peó · h3 blanques peó · h2 blanques rei | c8 blanques dama · f7 blanques torre · g7 negres peó · h7 negres rei · b5 negres peó · e5 negres peó · g5 negres dama · h5 negres peó · b4 blanques peó · e4 blanques peó · f4 negres cavall · e3 negres torre · f3 blanques peó · g3 blanques peó · h3 blanques peó · h2 blanques rei | c8 blanques dama · f7 blanques torre · g7 negres peó · h7 negres rei · b5 negres peó · e5 negres peó · g5 negres dama · h5 negres peó · b4 blanques peó · e4 blanques peó · f4 negres cavall · e3 negres torre · f3 blanques peó · g3 blanques peó · h3 blanques peó · h2 blanques rei | c8 blanques dama · f7 blanques torre · g7 negres peó · h7 negres rei · b5 negres peó · e5 negres peó · g5 negres dama · h5 negres peó · b4 blanques peó · e4 blanques peó · f4 negres cavall · e3 negres torre · f3 blanques peó · g3 blanques peó · h3 blanques peó · h2 blanques rei | c8 blanques dama · f7 blanques torre · g7 negres peó · h7 negres rei · b5 negres peó · e5 negres peó · g5 negres dama · h5 negres peó · b4 blanques peó · e4 blanques peó · f4 negres cavall · e3 negres torre · f3 blanques peó · g3 blanques peó · h3 blanques peó · h2 blanques rei | c8 blanques dama · f7 blanques torre · g7 negres peó · h7 negres rei · b5 negres peó · e5 negres peó · g5 negres dama · h5 negres peó · b4 blanques peó · e4 blanques peó · f4 negres cavall · e3 negres torre · f3 blanques peó · g3 blanques peó · h3 blanques peó · h2 blanques rei | 6 |
| 5 | c8 blanques dama · f7 blanques torre · g7 negres peó · h7 negres rei · b5 negres peó · e5 negres peó · g5 negres dama · h5 negres peó · b4 blanques peó · e4 blanques peó · f4 negres cavall · e3 negres torre · f3 blanques peó · g3 blanques peó · h3 blanques peó · h2 blanques rei | c8 blanques dama · f7 blanques torre · g7 negres peó · h7 negres rei · b5 negres peó · e5 negres peó · g5 negres dama · h5 negres peó · b4 blanques peó · e4 blanques peó · f4 negres cavall · e3 negres torre · f3 blanques peó · g3 blanques peó · h3 blanques peó · h2 blanques rei | c8 blanques dama · f7 blanques torre · g7 negres peó · h7 negres rei · b5 negres peó · e5 negres peó · g5 negres dama · h5 negres peó · b4 blanques peó · e4 blanques peó · f4 negres cavall · e3 negres torre · f3 blanques peó · g3 blanques peó · h3 blanques peó · h2 blanques rei | c8 blanques dama · f7 blanques torre · g7 negres peó · h7 negres rei · b5 negres peó · e5 negres peó · g5 negres dama · h5 negres peó · b4 blanques peó · e4 blanques peó · f4 negres cavall · e3 negres torre · f3 blanques peó · g3 blanques peó · h3 blanques peó · h2 blanques rei | c8 blanques dama · f7 blanques torre · g7 negres peó · h7 negres rei · b5 negres peó · e5 negres peó · g5 negres dama · h5 negres peó · b4 blanques peó · e4 blanques peó · f4 negres cavall · e3 negres torre · f3 blanques peó · g3 blanques peó · h3 blanques peó · h2 blanques rei | c8 blanques dama · f7 blanques torre · g7 negres peó · h7 negres rei · b5 negres peó · e5 negres peó · g5 negres dama · h5 negres peó · b4 blanques peó · e4 blanques peó · f4 negres cavall · e3 negres torre · f3 blanques peó · g3 blanques peó · h3 blanques peó · h2 blanques rei | c8 blanques dama · f7 blanques torre · g7 negres peó · h7 negres rei · b5 negres peó · e5 negres peó · g5 negres dama · h5 negres peó · b4 blanques peó · e4 blanques peó · f4 negres cavall · e3 negres torre · f3 blanques peó · g3 blanques peó · h3 blanques peó · h2 blanques rei | c8 blanques dama · f7 blanques torre · g7 negres peó · h7 negres rei · b5 negres peó · e5 negres peó · g5 negres dama · h5 negres peó · b4 blanques peó · e4 blanques peó · f4 negres cavall · e3 negres torre · f3 blanques peó · g3 blanques peó · h3 blanques peó · h2 blanques rei | 5 |
| 4 | c8 blanques dama · f7 blanques torre · g7 negres peó · h7 negres rei · b5 negres peó · e5 negres peó · g5 negres dama · h5 negres peó · b4 blanques peó · e4 blanques peó · f4 negres cavall · e3 negres torre · f3 blanques peó · g3 blanques peó · h3 blanques peó · h2 blanques rei | c8 blanques dama · f7 blanques torre · g7 negres peó · h7 negres rei · b5 negres peó · e5 negres peó · g5 negres dama · h5 negres peó · b4 blanques peó · e4 blanques peó · f4 negres cavall · e3 negres torre · f3 blanques peó · g3 blanques peó · h3 blanques peó · h2 blanques rei | c8 blanques dama · f7 blanques torre · g7 negres peó · h7 negres rei · b5 negres peó · e5 negres peó · g5 negres dama · h5 negres peó · b4 blanques peó · e4 blanques peó · f4 negres cavall · e3 negres torre · f3 blanques peó · g3 blanques peó · h3 blanques peó · h2 blanques rei | c8 blanques dama · f7 blanques torre · g7 negres peó · h7 negres rei · b5 negres peó · e5 negres peó · g5 negres dama · h5 negres peó · b4 blanques peó · e4 blanques peó · f4 negres cavall · e3 negres torre · f3 blanques peó · g3 blanques peó · h3 blanques peó · h2 blanques rei | c8 blanques dama · f7 blanques torre · g7 negres peó · h7 negres rei · b5 negres peó · e5 negres peó · g5 negres dama · h5 negres peó · b4 blanques peó · e4 blanques peó · f4 negres cavall · e3 negres torre · f3 blanques peó · g3 blanques peó · h3 blanques peó · h2 blanques rei | c8 blanques dama · f7 blanques torre · g7 negres peó · h7 negres rei · b5 negres peó · e5 negres peó · g5 negres dama · h5 negres peó · b4 blanques peó · e4 blanques peó · f4 negres cavall · e3 negres torre · f3 blanques peó · g3 blanques peó · h3 blanques peó · h2 blanques rei | c8 blanques dama · f7 blanques torre · g7 negres peó · h7 negres rei · b5 negres peó · e5 negres peó · g5 negres dama · h5 negres peó · b4 blanques peó · e4 blanques peó · f4 negres cavall · e3 negres torre · f3 blanques peó · g3 blanques peó · h3 blanques peó · h2 blanques rei | c8 blanques dama · f7 blanques torre · g7 negres peó · h7 negres rei · b5 negres peó · e5 negres peó · g5 negres dama · h5 negres peó · b4 blanques peó · e4 blanques peó · f4 negres cavall · e3 negres torre · f3 blanques peó · g3 blanques peó · h3 blanques peó · h2 blanques rei | 4 |
| 3 | c8 blanques dama · f7 blanques torre · g7 negres peó · h7 negres rei · b5 negres peó · e5 negres peó · g5 negres dama · h5 negres peó · b4 blanques peó · e4 blanques peó · f4 negres cavall · e3 negres torre · f3 blanques peó · g3 blanques peó · h3 blanques peó · h2 blanques rei | c8 blanques dama · f7 blanques torre · g7 negres peó · h7 negres rei · b5 negres peó · e5 negres peó · g5 negres dama · h5 negres peó · b4 blanques peó · e4 blanques peó · f4 negres cavall · e3 negres torre · f3 blanques peó · g3 blanques peó · h3 blanques peó · h2 blanques rei | c8 blanques dama · f7 blanques torre · g7 negres peó · h7 negres rei · b5 negres peó · e5 negres peó · g5 negres dama · h5 negres peó · b4 blanques peó · e4 blanques peó · f4 negres cavall · e3 negres torre · f3 blanques peó · g3 blanques peó · h3 blanques peó · h2 blanques rei | c8 blanques dama · f7 blanques torre · g7 negres peó · h7 negres rei · b5 negres peó · e5 negres peó · g5 negres dama · h5 negres peó · b4 blanques peó · e4 blanques peó · f4 negres cavall · e3 negres torre · f3 blanques peó · g3 blanques peó · h3 blanques peó · h2 blanques rei | c8 blanques dama · f7 blanques torre · g7 negres peó · h7 negres rei · b5 negres peó · e5 negres peó · g5 negres dama · h5 negres peó · b4 blanques peó · e4 blanques peó · f4 negres cavall · e3 negres torre · f3 blanques peó · g3 blanques peó · h3 blanques peó · h2 blanques rei | c8 blanques dama · f7 blanques torre · g7 negres peó · h7 negres rei · b5 negres peó · e5 negres peó · g5 negres dama · h5 negres peó · b4 blanques peó · e4 blanques peó · f4 negres cavall · e3 negres torre · f3 blanques peó · g3 blanques peó · h3 blanques peó · h2 blanques rei | c8 blanques dama · f7 blanques torre · g7 negres peó · h7 negres rei · b5 negres peó · e5 negres peó · g5 negres dama · h5 negres peó · b4 blanques peó · e4 blanques peó · f4 negres cavall · e3 negres torre · f3 blanques peó · g3 blanques peó · h3 blanques peó · h2 blanques rei | c8 blanques dama · f7 blanques torre · g7 negres peó · h7 negres rei · b5 negres peó · e5 negres peó · g5 negres dama · h5 negres peó · b4 blanques peó · e4 blanques peó · f4 negres cavall · e3 negres torre · f3 blanques peó · g3 blanques peó · h3 blanques peó · h2 blanques rei | 3 |
| 2 | c8 blanques dama · f7 blanques torre · g7 negres peó · h7 negres rei · b5 negres peó · e5 negres peó · g5 negres dama · h5 negres peó · b4 blanques peó · e4 blanques peó · f4 negres cavall · e3 negres torre · f3 blanques peó · g3 blanques peó · h3 blanques peó · h2 blanques rei | c8 blanques dama · f7 blanques torre · g7 negres peó · h7 negres rei · b5 negres peó · e5 negres peó · g5 negres dama · h5 negres peó · b4 blanques peó · e4 blanques peó · f4 negres cavall · e3 negres torre · f3 blanques peó · g3 blanques peó · h3 blanques peó · h2 blanques rei | c8 blanques dama · f7 blanques torre · g7 negres peó · h7 negres rei · b5 negres peó · e5 negres peó · g5 negres dama · h5 negres peó · b4 blanques peó · e4 blanques peó · f4 negres cavall · e3 negres torre · f3 blanques peó · g3 blanques peó · h3 blanques peó · h2 blanques rei | c8 blanques dama · f7 blanques torre · g7 negres peó · h7 negres rei · b5 negres peó · e5 negres peó · g5 negres dama · h5 negres peó · b4 blanques peó · e4 blanques peó · f4 negres cavall · e3 negres torre · f3 blanques peó · g3 blanques peó · h3 blanques peó · h2 blanques rei | c8 blanques dama · f7 blanques torre · g7 negres peó · h7 negres rei · b5 negres peó · e5 negres peó · g5 negres dama · h5 negres peó · b4 blanques peó · e4 blanques peó · f4 negres cavall · e3 negres torre · f3 blanques peó · g3 blanques peó · h3 blanques peó · h2 blanques rei | c8 blanques dama · f7 blanques torre · g7 negres peó · h7 negres rei · b5 negres peó · e5 negres peó · g5 negres dama · h5 negres peó · b4 blanques peó · e4 blanques peó · f4 negres cavall · e3 negres torre · f3 blanques peó · g3 blanques peó · h3 blanques peó · h2 blanques rei | c8 blanques dama · f7 blanques torre · g7 negres peó · h7 negres rei · b5 negres peó · e5 negres peó · g5 negres dama · h5 negres peó · b4 blanques peó · e4 blanques peó · f4 negres cavall · e3 negres torre · f3 blanques peó · g3 blanques peó · h3 blanques peó · h2 blanques rei | c8 blanques dama · f7 blanques torre · g7 negres peó · h7 negres rei · b5 negres peó · e5 negres peó · g5 negres dama · h5 negres peó · b4 blanques peó · e4 blanques peó · f4 negres cavall · e3 negres torre · f3 blanques peó · g3 blanques peó · h3 blanques peó · h2 blanques rei | 2 |
| 1 | c8 blanques dama · f7 blanques torre · g7 negres peó · h7 negres rei · b5 negres peó · e5 negres peó · g5 negres dama · h5 negres peó · b4 blanques peó · e4 blanques peó · f4 negres cavall · e3 negres torre · f3 blanques peó · g3 blanques peó · h3 blanques peó · h2 blanques rei | c8 blanques dama · f7 blanques torre · g7 negres peó · h7 negres rei · b5 negres peó · e5 negres peó · g5 negres dama · h5 negres peó · b4 blanques peó · e4 blanques peó · f4 negres cavall · e3 negres torre · f3 blanques peó · g3 blanques peó · h3 blanques peó · h2 blanques rei | c8 blanques dama · f7 blanques torre · g7 negres peó · h7 negres rei · b5 negres peó · e5 negres peó · g5 negres dama · h5 negres peó · b4 blanques peó · e4 blanques peó · f4 negres cavall · e3 negres torre · f3 blanques peó · g3 blanques peó · h3 blanques peó · h2 blanques rei | c8 blanques dama · f7 blanques torre · g7 negres peó · h7 negres rei · b5 negres peó · e5 negres peó · g5 negres dama · h5 negres peó · b4 blanques peó · e4 blanques peó · f4 negres cavall · e3 negres torre · f3 blanques peó · g3 blanques peó · h3 blanques peó · h2 blanques rei | c8 blanques dama · f7 blanques torre · g7 negres peó · h7 negres rei · b5 negres peó · e5 negres peó · g5 negres dama · h5 negres peó · b4 blanques peó · e4 blanques peó · f4 negres cavall · e3 negres torre · f3 blanques peó · g3 blanques peó · h3 blanques peó · h2 blanques rei | c8 blanques dama · f7 blanques torre · g7 negres peó · h7 negres rei · b5 negres peó · e5 negres peó · g5 negres dama · h5 negres peó · b4 blanques peó · e4 blanques peó · f4 negres cavall · e3 negres torre · f3 blanques peó · g3 blanques peó · h3 blanques peó · h2 blanques rei | c8 blanques dama · f7 blanques torre · g7 negres peó · h7 negres rei · b5 negres peó · e5 negres peó · g5 negres dama · h5 negres peó · b4 blanques peó · e4 blanques peó · f4 negres cavall · e3 negres torre · f3 blanques peó · g3 blanques peó · h3 blanques peó · h2 blanques rei | c8 blanques dama · f7 blanques torre · g7 negres peó · h7 negres rei · b5 negres peó · e5 negres peó · g5 negres dama · h5 negres peó · b4 blanques peó · e4 blanques peó · f4 negres cavall · e3 negres torre · f3 blanques peó · g3 blanques peó · h3 blanques peó · h2 blanques rei | 1 |
|   | a | b | c | d | e | f | g | h |   |

Un altre dels exemples més coneguts implica un swindle en una partida entre Larry Evans i Reshevsky. Evans sacrificà la dama al moviment 49 i oferí la torre al 50. La torre blanca ha estat anomenada la torre eterna. Capturar-la deriva en un ofegat, però en cas contrari s'està a la setena fila i fa escac al rei negre ad infinitum. En aquest cas, o hi ha taules per mutu acord o bé per la regla de la triple repetició o fins i tot podria reclamar-se la regla dels cinquanta moviments (Averbakh 1996:80–81), (Evans 1970:15).
- 47. h4! Te2+
- 48. Rh1 Dxg3??
- 49. Dg8+! Rxg8
- 50. Txg7+

|   | a | b | c | d | e | f | g | h |   |
| 8 | g8 negres rei · g7 blanques torre · b5 negres peó · e5 negres peó · h5 negres peó · b4 blanques peó · e4 blanques peó · f4 negres cavall · h4 blanques peó · f3 blanques peó · g3 negres dama · e2 negres torre · h1 blanques rei | g8 negres rei · g7 blanques torre · b5 negres peó · e5 negres peó · h5 negres peó · b4 blanques peó · e4 blanques peó · f4 negres cavall · h4 blanques peó · f3 blanques peó · g3 negres dama · e2 negres torre · h1 blanques rei | g8 negres rei · g7 blanques torre · b5 negres peó · e5 negres peó · h5 negres peó · b4 blanques peó · e4 blanques peó · f4 negres cavall · h4 blanques peó · f3 blanques peó · g3 negres dama · e2 negres torre · h1 blanques rei | g8 negres rei · g7 blanques torre · b5 negres peó · e5 negres peó · h5 negres peó · b4 blanques peó · e4 blanques peó · f4 negres cavall · h4 blanques peó · f3 blanques peó · g3 negres dama · e2 negres torre · h1 blanques rei | g8 negres rei · g7 blanques torre · b5 negres peó · e5 negres peó · h5 negres peó · b4 blanques peó · e4 blanques peó · f4 negres cavall · h4 blanques peó · f3 blanques peó · g3 negres dama · e2 negres torre · h1 blanques rei | g8 negres rei · g7 blanques torre · b5 negres peó · e5 negres peó · h5 negres peó · b4 blanques peó · e4 blanques peó · f4 negres cavall · h4 blanques peó · f3 blanques peó · g3 negres dama · e2 negres torre · h1 blanques rei | g8 negres rei · g7 blanques torre · b5 negres peó · e5 negres peó · h5 negres peó · b4 blanques peó · e4 blanques peó · f4 negres cavall · h4 blanques peó · f3 blanques peó · g3 negres dama · e2 negres torre · h1 blanques rei | g8 negres rei · g7 blanques torre · b5 negres peó · e5 negres peó · h5 negres peó · b4 blanques peó · e4 blanques peó · f4 negres cavall · h4 blanques peó · f3 blanques peó · g3 negres dama · e2 negres torre · h1 blanques rei | 8 |
| 7 | g8 negres rei · g7 blanques torre · b5 negres peó · e5 negres peó · h5 negres peó · b4 blanques peó · e4 blanques peó · f4 negres cavall · h4 blanques peó · f3 blanques peó · g3 negres dama · e2 negres torre · h1 blanques rei | g8 negres rei · g7 blanques torre · b5 negres peó · e5 negres peó · h5 negres peó · b4 blanques peó · e4 blanques peó · f4 negres cavall · h4 blanques peó · f3 blanques peó · g3 negres dama · e2 negres torre · h1 blanques rei | g8 negres rei · g7 blanques torre · b5 negres peó · e5 negres peó · h5 negres peó · b4 blanques peó · e4 blanques peó · f4 negres cavall · h4 blanques peó · f3 blanques peó · g3 negres dama · e2 negres torre · h1 blanques rei | g8 negres rei · g7 blanques torre · b5 negres peó · e5 negres peó · h5 negres peó · b4 blanques peó · e4 blanques peó · f4 negres cavall · h4 blanques peó · f3 blanques peó · g3 negres dama · e2 negres torre · h1 blanques rei | g8 negres rei · g7 blanques torre · b5 negres peó · e5 negres peó · h5 negres peó · b4 blanques peó · e4 blanques peó · f4 negres cavall · h4 blanques peó · f3 blanques peó · g3 negres dama · e2 negres torre · h1 blanques rei | g8 negres rei · g7 blanques torre · b5 negres peó · e5 negres peó · h5 negres peó · b4 blanques peó · e4 blanques peó · f4 negres cavall · h4 blanques peó · f3 blanques peó · g3 negres dama · e2 negres torre · h1 blanques rei | g8 negres rei · g7 blanques torre · b5 negres peó · e5 negres peó · h5 negres peó · b4 blanques peó · e4 blanques peó · f4 negres cavall · h4 blanques peó · f3 blanques peó · g3 negres dama · e2 negres torre · h1 blanques rei | g8 negres rei · g7 blanques torre · b5 negres peó · e5 negres peó · h5 negres peó · b4 blanques peó · e4 blanques peó · f4 negres cavall · h4 blanques peó · f3 blanques peó · g3 negres dama · e2 negres torre · h1 blanques rei | 7 |
| 6 | g8 negres rei · g7 blanques torre · b5 negres peó · e5 negres peó · h5 negres peó · b4 blanques peó · e4 blanques peó · f4 negres cavall · h4 blanques peó · f3 blanques peó · g3 negres dama · e2 negres torre · h1 blanques rei | g8 negres rei · g7 blanques torre · b5 negres peó · e5 negres peó · h5 negres peó · b4 blanques peó · e4 blanques peó · f4 negres cavall · h4 blanques peó · f3 blanques peó · g3 negres dama · e2 negres torre · h1 blanques rei | g8 negres rei · g7 blanques torre · b5 negres peó · e5 negres peó · h5 negres peó · b4 blanques peó · e4 blanques peó · f4 negres cavall · h4 blanques peó · f3 blanques peó · g3 negres dama · e2 negres torre · h1 blanques rei | g8 negres rei · g7 blanques torre · b5 negres peó · e5 negres peó · h5 negres peó · b4 blanques peó · e4 blanques peó · f4 negres cavall · h4 blanques peó · f3 blanques peó · g3 negres dama · e2 negres torre · h1 blanques rei | g8 negres rei · g7 blanques torre · b5 negres peó · e5 negres peó · h5 negres peó · b4 blanques peó · e4 blanques peó · f4 negres cavall · h4 blanques peó · f3 blanques peó · g3 negres dama · e2 negres torre · h1 blanques rei | g8 negres rei · g7 blanques torre · b5 negres peó · e5 negres peó · h5 negres peó · b4 blanques peó · e4 blanques peó · f4 negres cavall · h4 blanques peó · f3 blanques peó · g3 negres dama · e2 negres torre · h1 blanques rei | g8 negres rei · g7 blanques torre · b5 negres peó · e5 negres peó · h5 negres peó · b4 blanques peó · e4 blanques peó · f4 negres cavall · h4 blanques peó · f3 blanques peó · g3 negres dama · e2 negres torre · h1 blanques rei | g8 negres rei · g7 blanques torre · b5 negres peó · e5 negres peó · h5 negres peó · b4 blanques peó · e4 blanques peó · f4 negres cavall · h4 blanques peó · f3 blanques peó · g3 negres dama · e2 negres torre · h1 blanques rei | 6 |
| 5 | g8 negres rei · g7 blanques torre · b5 negres peó · e5 negres peó · h5 negres peó · b4 blanques peó · e4 blanques peó · f4 negres cavall · h4 blanques peó · f3 blanques peó · g3 negres dama · e2 negres torre · h1 blanques rei | g8 negres rei · g7 blanques torre · b5 negres peó · e5 negres peó · h5 negres peó · b4 blanques peó · e4 blanques peó · f4 negres cavall · h4 blanques peó · f3 blanques peó · g3 negres dama · e2 negres torre · h1 blanques rei | g8 negres rei · g7 blanques torre · b5 negres peó · e5 negres peó · h5 negres peó · b4 blanques peó · e4 blanques peó · f4 negres cavall · h4 blanques peó · f3 blanques peó · g3 negres dama · e2 negres torre · h1 blanques rei | g8 negres rei · g7 blanques torre · b5 negres peó · e5 negres peó · h5 negres peó · b4 blanques peó · e4 blanques peó · f4 negres cavall · h4 blanques peó · f3 blanques peó · g3 negres dama · e2 negres torre · h1 blanques rei | g8 negres rei · g7 blanques torre · b5 negres peó · e5 negres peó · h5 negres peó · b4 blanques peó · e4 blanques peó · f4 negres cavall · h4 blanques peó · f3 blanques peó · g3 negres dama · e2 negres torre · h1 blanques rei | g8 negres rei · g7 blanques torre · b5 negres peó · e5 negres peó · h5 negres peó · b4 blanques peó · e4 blanques peó · f4 negres cavall · h4 blanques peó · f3 blanques peó · g3 negres dama · e2 negres torre · h1 blanques rei | g8 negres rei · g7 blanques torre · b5 negres peó · e5 negres peó · h5 negres peó · b4 blanques peó · e4 blanques peó · f4 negres cavall · h4 blanques peó · f3 blanques peó · g3 negres dama · e2 negres torre · h1 blanques rei | g8 negres rei · g7 blanques torre · b5 negres peó · e5 negres peó · h5 negres peó · b4 blanques peó · e4 blanques peó · f4 negres cavall · h4 blanques peó · f3 blanques peó · g3 negres dama · e2 negres torre · h1 blanques rei | 5 |
| 4 | g8 negres rei · g7 blanques torre · b5 negres peó · e5 negres peó · h5 negres peó · b4 blanques peó · e4 blanques peó · f4 negres cavall · h4 blanques peó · f3 blanques peó · g3 negres dama · e2 negres torre · h1 blanques rei | g8 negres rei · g7 blanques torre · b5 negres peó · e5 negres peó · h5 negres peó · b4 blanques peó · e4 blanques peó · f4 negres cavall · h4 blanques peó · f3 blanques peó · g3 negres dama · e2 negres torre · h1 blanques rei | g8 negres rei · g7 blanques torre · b5 negres peó · e5 negres peó · h5 negres peó · b4 blanques peó · e4 blanques peó · f4 negres cavall · h4 blanques peó · f3 blanques peó · g3 negres dama · e2 negres torre · h1 blanques rei | g8 negres rei · g7 blanques torre · b5 negres peó · e5 negres peó · h5 negres peó · b4 blanques peó · e4 blanques peó · f4 negres cavall · h4 blanques peó · f3 blanques peó · g3 negres dama · e2 negres torre · h1 blanques rei | g8 negres rei · g7 blanques torre · b5 negres peó · e5 negres peó · h5 negres peó · b4 blanques peó · e4 blanques peó · f4 negres cavall · h4 blanques peó · f3 blanques peó · g3 negres dama · e2 negres torre · h1 blanques rei | g8 negres rei · g7 blanques torre · b5 negres peó · e5 negres peó · h5 negres peó · b4 blanques peó · e4 blanques peó · f4 negres cavall · h4 blanques peó · f3 blanques peó · g3 negres dama · e2 negres torre · h1 blanques rei | g8 negres rei · g7 blanques torre · b5 negres peó · e5 negres peó · h5 negres peó · b4 blanques peó · e4 blanques peó · f4 negres cavall · h4 blanques peó · f3 blanques peó · g3 negres dama · e2 negres torre · h1 blanques rei | g8 negres rei · g7 blanques torre · b5 negres peó · e5 negres peó · h5 negres peó · b4 blanques peó · e4 blanques peó · f4 negres cavall · h4 blanques peó · f3 blanques peó · g3 negres dama · e2 negres torre · h1 blanques rei | 4 |
| 3 | g8 negres rei · g7 blanques torre · b5 negres peó · e5 negres peó · h5 negres peó · b4 blanques peó · e4 blanques peó · f4 negres cavall · h4 blanques peó · f3 blanques peó · g3 negres dama · e2 negres torre · h1 blanques rei | g8 negres rei · g7 blanques torre · b5 negres peó · e5 negres peó · h5 negres peó · b4 blanques peó · e4 blanques peó · f4 negres cavall · h4 blanques peó · f3 blanques peó · g3 negres dama · e2 negres torre · h1 blanques rei | g8 negres rei · g7 blanques torre · b5 negres peó · e5 negres peó · h5 negres peó · b4 blanques peó · e4 blanques peó · f4 negres cavall · h4 blanques peó · f3 blanques peó · g3 negres dama · e2 negres torre · h1 blanques rei | g8 negres rei · g7 blanques torre · b5 negres peó · e5 negres peó · h5 negres peó · b4 blanques peó · e4 blanques peó · f4 negres cavall · h4 blanques peó · f3 blanques peó · g3 negres dama · e2 negres torre · h1 blanques rei | g8 negres rei · g7 blanques torre · b5 negres peó · e5 negres peó · h5 negres peó · b4 blanques peó · e4 blanques peó · f4 negres cavall · h4 blanques peó · f3 blanques peó · g3 negres dama · e2 negres torre · h1 blanques rei | g8 negres rei · g7 blanques torre · b5 negres peó · e5 negres peó · h5 negres peó · b4 blanques peó · e4 blanques peó · f4 negres cavall · h4 blanques peó · f3 blanques peó · g3 negres dama · e2 negres torre · h1 blanques rei | g8 negres rei · g7 blanques torre · b5 negres peó · e5 negres peó · h5 negres peó · b4 blanques peó · e4 blanques peó · f4 negres cavall · h4 blanques peó · f3 blanques peó · g3 negres dama · e2 negres torre · h1 blanques rei | g8 negres rei · g7 blanques torre · b5 negres peó · e5 negres peó · h5 negres peó · b4 blanques peó · e4 blanques peó · f4 negres cavall · h4 blanques peó · f3 blanques peó · g3 negres dama · e2 negres torre · h1 blanques rei | 3 |
| 2 | g8 negres rei · g7 blanques torre · b5 negres peó · e5 negres peó · h5 negres peó · b4 blanques peó · e4 blanques peó · f4 negres cavall · h4 blanques peó · f3 blanques peó · g3 negres dama · e2 negres torre · h1 blanques rei | g8 negres rei · g7 blanques torre · b5 negres peó · e5 negres peó · h5 negres peó · b4 blanques peó · e4 blanques peó · f4 negres cavall · h4 blanques peó · f3 blanques peó · g3 negres dama · e2 negres torre · h1 blanques rei | g8 negres rei · g7 blanques torre · b5 negres peó · e5 negres peó · h5 negres peó · b4 blanques peó · e4 blanques peó · f4 negres cavall · h4 blanques peó · f3 blanques peó · g3 negres dama · e2 negres torre · h1 blanques rei | g8 negres rei · g7 blanques torre · b5 negres peó · e5 negres peó · h5 negres peó · b4 blanques peó · e4 blanques peó · f4 negres cavall · h4 blanques peó · f3 blanques peó · g3 negres dama · e2 negres torre · h1 blanques rei | g8 negres rei · g7 blanques torre · b5 negres peó · e5 negres peó · h5 negres peó · b4 blanques peó · e4 blanques peó · f4 negres cavall · h4 blanques peó · f3 blanques peó · g3 negres dama · e2 negres torre · h1 blanques rei | g8 negres rei · g7 blanques torre · b5 negres peó · e5 negres peó · h5 negres peó · b4 blanques peó · e4 blanques peó · f4 negres cavall · h4 blanques peó · f3 blanques peó · g3 negres dama · e2 negres torre · h1 blanques rei | g8 negres rei · g7 blanques torre · b5 negres peó · e5 negres peó · h5 negres peó · b4 blanques peó · e4 blanques peó · f4 negres cavall · h4 blanques peó · f3 blanques peó · g3 negres dama · e2 negres torre · h1 blanques rei | g8 negres rei · g7 blanques torre · b5 negres peó · e5 negres peó · h5 negres peó · b4 blanques peó · e4 blanques peó · f4 negres cavall · h4 blanques peó · f3 blanques peó · g3 negres dama · e2 negres torre · h1 blanques rei | 2 |
| 1 | g8 negres rei · g7 blanques torre · b5 negres peó · e5 negres peó · h5 negres peó · b4 blanques peó · e4 blanques peó · f4 negres cavall · h4 blanques peó · f3 blanques peó · g3 negres dama · e2 negres torre · h1 blanques rei | g8 negres rei · g7 blanques torre · b5 negres peó · e5 negres peó · h5 negres peó · b4 blanques peó · e4 blanques peó · f4 negres cavall · h4 blanques peó · f3 blanques peó · g3 negres dama · e2 negres torre · h1 blanques rei | g8 negres rei · g7 blanques torre · b5 negres peó · e5 negres peó · h5 negres peó · b4 blanques peó · e4 blanques peó · f4 negres cavall · h4 blanques peó · f3 blanques peó · g3 negres dama · e2 negres torre · h1 blanques rei | g8 negres rei · g7 blanques torre · b5 negres peó · e5 negres peó · h5 negres peó · b4 blanques peó · e4 blanques peó · f4 negres cavall · h4 blanques peó · f3 blanques peó · g3 negres dama · e2 negres torre · h1 blanques rei | g8 negres rei · g7 blanques torre · b5 negres peó · e5 negres peó · h5 negres peó · b4 blanques peó · e4 blanques peó · f4 negres cavall · h4 blanques peó · f3 blanques peó · g3 negres dama · e2 negres torre · h1 blanques rei | g8 negres rei · g7 blanques torre · b5 negres peó · e5 negres peó · h5 negres peó · b4 blanques peó · e4 blanques peó · f4 negres cavall · h4 blanques peó · f3 blanques peó · g3 negres dama · e2 negres torre · h1 blanques rei | g8 negres rei · g7 blanques torre · b5 negres peó · e5 negres peó · h5 negres peó · b4 blanques peó · e4 blanques peó · f4 negres cavall · h4 blanques peó · f3 blanques peó · g3 negres dama · e2 negres torre · h1 blanques rei | g8 negres rei · g7 blanques torre · b5 negres peó · e5 negres peó · h5 negres peó · b4 blanques peó · e4 blanques peó · f4 negres cavall · h4 blanques peó · f3 blanques peó · g3 negres dama · e2 negres torre · h1 blanques rei | 1 |
|   | a | b | c | d | e | f | g | h |   |

### Reshevsky - Hèl·ler, 1953
|   | a | b | c | d | e | f | g | h |   |
| 8 | f6 blanques torre · f5 negres peó · h5 negres rei · f4 blanques peó · h4 blanques peó · f3 negres torre · g3 blanques peó · f2 blanques rei | f6 blanques torre · f5 negres peó · h5 negres rei · f4 blanques peó · h4 blanques peó · f3 negres torre · g3 blanques peó · f2 blanques rei | f6 blanques torre · f5 negres peó · h5 negres rei · f4 blanques peó · h4 blanques peó · f3 negres torre · g3 blanques peó · f2 blanques rei | f6 blanques torre · f5 negres peó · h5 negres rei · f4 blanques peó · h4 blanques peó · f3 negres torre · g3 blanques peó · f2 blanques rei | f6 blanques torre · f5 negres peó · h5 negres rei · f4 blanques peó · h4 blanques peó · f3 negres torre · g3 blanques peó · f2 blanques rei | f6 blanques torre · f5 negres peó · h5 negres rei · f4 blanques peó · h4 blanques peó · f3 negres torre · g3 blanques peó · f2 blanques rei | f6 blanques torre · f5 negres peó · h5 negres rei · f4 blanques peó · h4 blanques peó · f3 negres torre · g3 blanques peó · f2 blanques rei | f6 blanques torre · f5 negres peó · h5 negres rei · f4 blanques peó · h4 blanques peó · f3 negres torre · g3 blanques peó · f2 blanques rei | 8 |
| 7 | f6 blanques torre · f5 negres peó · h5 negres rei · f4 blanques peó · h4 blanques peó · f3 negres torre · g3 blanques peó · f2 blanques rei | f6 blanques torre · f5 negres peó · h5 negres rei · f4 blanques peó · h4 blanques peó · f3 negres torre · g3 blanques peó · f2 blanques rei | f6 blanques torre · f5 negres peó · h5 negres rei · f4 blanques peó · h4 blanques peó · f3 negres torre · g3 blanques peó · f2 blanques rei | f6 blanques torre · f5 negres peó · h5 negres rei · f4 blanques peó · h4 blanques peó · f3 negres torre · g3 blanques peó · f2 blanques rei | f6 blanques torre · f5 negres peó · h5 negres rei · f4 blanques peó · h4 blanques peó · f3 negres torre · g3 blanques peó · f2 blanques rei | f6 blanques torre · f5 negres peó · h5 negres rei · f4 blanques peó · h4 blanques peó · f3 negres torre · g3 blanques peó · f2 blanques rei | f6 blanques torre · f5 negres peó · h5 negres rei · f4 blanques peó · h4 blanques peó · f3 negres torre · g3 blanques peó · f2 blanques rei | f6 blanques torre · f5 negres peó · h5 negres rei · f4 blanques peó · h4 blanques peó · f3 negres torre · g3 blanques peó · f2 blanques rei | 7 |
| 6 | f6 blanques torre · f5 negres peó · h5 negres rei · f4 blanques peó · h4 blanques peó · f3 negres torre · g3 blanques peó · f2 blanques rei | f6 blanques torre · f5 negres peó · h5 negres rei · f4 blanques peó · h4 blanques peó · f3 negres torre · g3 blanques peó · f2 blanques rei | f6 blanques torre · f5 negres peó · h5 negres rei · f4 blanques peó · h4 blanques peó · f3 negres torre · g3 blanques peó · f2 blanques rei | f6 blanques torre · f5 negres peó · h5 negres rei · f4 blanques peó · h4 blanques peó · f3 negres torre · g3 blanques peó · f2 blanques rei | f6 blanques torre · f5 negres peó · h5 negres rei · f4 blanques peó · h4 blanques peó · f3 negres torre · g3 blanques peó · f2 blanques rei | f6 blanques torre · f5 negres peó · h5 negres rei · f4 blanques peó · h4 blanques peó · f3 negres torre · g3 blanques peó · f2 blanques rei | f6 blanques torre · f5 negres peó · h5 negres rei · f4 blanques peó · h4 blanques peó · f3 negres torre · g3 blanques peó · f2 blanques rei | f6 blanques torre · f5 negres peó · h5 negres rei · f4 blanques peó · h4 blanques peó · f3 negres torre · g3 blanques peó · f2 blanques rei | 6 |
| 5 | f6 blanques torre · f5 negres peó · h5 negres rei · f4 blanques peó · h4 blanques peó · f3 negres torre · g3 blanques peó · f2 blanques rei | f6 blanques torre · f5 negres peó · h5 negres rei · f4 blanques peó · h4 blanques peó · f3 negres torre · g3 blanques peó · f2 blanques rei | f6 blanques torre · f5 negres peó · h5 negres rei · f4 blanques peó · h4 blanques peó · f3 negres torre · g3 blanques peó · f2 blanques rei | f6 blanques torre · f5 negres peó · h5 negres rei · f4 blanques peó · h4 blanques peó · f3 negres torre · g3 blanques peó · f2 blanques rei | f6 blanques torre · f5 negres peó · h5 negres rei · f4 blanques peó · h4 blanques peó · f3 negres torre · g3 blanques peó · f2 blanques rei | f6 blanques torre · f5 negres peó · h5 negres rei · f4 blanques peó · h4 blanques peó · f3 negres torre · g3 blanques peó · f2 blanques rei | f6 blanques torre · f5 negres peó · h5 negres rei · f4 blanques peó · h4 blanques peó · f3 negres torre · g3 blanques peó · f2 blanques rei | f6 blanques torre · f5 negres peó · h5 negres rei · f4 blanques peó · h4 blanques peó · f3 negres torre · g3 blanques peó · f2 blanques rei | 5 |
| 4 | f6 blanques torre · f5 negres peó · h5 negres rei · f4 blanques peó · h4 blanques peó · f3 negres torre · g3 blanques peó · f2 blanques rei | f6 blanques torre · f5 negres peó · h5 negres rei · f4 blanques peó · h4 blanques peó · f3 negres torre · g3 blanques peó · f2 blanques rei | f6 blanques torre · f5 negres peó · h5 negres rei · f4 blanques peó · h4 blanques peó · f3 negres torre · g3 blanques peó · f2 blanques rei | f6 blanques torre · f5 negres peó · h5 negres rei · f4 blanques peó · h4 blanques peó · f3 negres torre · g3 blanques peó · f2 blanques rei | f6 blanques torre · f5 negres peó · h5 negres rei · f4 blanques peó · h4 blanques peó · f3 negres torre · g3 blanques peó · f2 blanques rei | f6 blanques torre · f5 negres peó · h5 negres rei · f4 blanques peó · h4 blanques peó · f3 negres torre · g3 blanques peó · f2 blanques rei | f6 blanques torre · f5 negres peó · h5 negres rei · f4 blanques peó · h4 blanques peó · f3 negres torre · g3 blanques peó · f2 blanques rei | f6 blanques torre · f5 negres peó · h5 negres rei · f4 blanques peó · h4 blanques peó · f3 negres torre · g3 blanques peó · f2 blanques rei | 4 |
| 3 | f6 blanques torre · f5 negres peó · h5 negres rei · f4 blanques peó · h4 blanques peó · f3 negres torre · g3 blanques peó · f2 blanques rei | f6 blanques torre · f5 negres peó · h5 negres rei · f4 blanques peó · h4 blanques peó · f3 negres torre · g3 blanques peó · f2 blanques rei | f6 blanques torre · f5 negres peó · h5 negres rei · f4 blanques peó · h4 blanques peó · f3 negres torre · g3 blanques peó · f2 blanques rei | f6 blanques torre · f5 negres peó · h5 negres rei · f4 blanques peó · h4 blanques peó · f3 negres torre · g3 blanques peó · f2 blanques rei | f6 blanques torre · f5 negres peó · h5 negres rei · f4 blanques peó · h4 blanques peó · f3 negres torre · g3 blanques peó · f2 blanques rei | f6 blanques torre · f5 negres peó · h5 negres rei · f4 blanques peó · h4 blanques peó · f3 negres torre · g3 blanques peó · f2 blanques rei | f6 blanques torre · f5 negres peó · h5 negres rei · f4 blanques peó · h4 blanques peó · f3 negres torre · g3 blanques peó · f2 blanques rei | f6 blanques torre · f5 negres peó · h5 negres rei · f4 blanques peó · h4 blanques peó · f3 negres torre · g3 blanques peó · f2 blanques rei | 3 |
| 2 | f6 blanques torre · f5 negres peó · h5 negres rei · f4 blanques peó · h4 blanques peó · f3 negres torre · g3 blanques peó · f2 blanques rei | f6 blanques torre · f5 negres peó · h5 negres rei · f4 blanques peó · h4 blanques peó · f3 negres torre · g3 blanques peó · f2 blanques rei | f6 blanques torre · f5 negres peó · h5 negres rei · f4 blanques peó · h4 blanques peó · f3 negres torre · g3 blanques peó · f2 blanques rei | f6 blanques torre · f5 negres peó · h5 negres rei · f4 blanques peó · h4 blanques peó · f3 negres torre · g3 blanques peó · f2 blanques rei | f6 blanques torre · f5 negres peó · h5 negres rei · f4 blanques peó · h4 blanques peó · f3 negres torre · g3 blanques peó · f2 blanques rei | f6 blanques torre · f5 negres peó · h5 negres rei · f4 blanques peó · h4 blanques peó · f3 negres torre · g3 blanques peó · f2 blanques rei | f6 blanques torre · f5 negres peó · h5 negres rei · f4 blanques peó · h4 blanques peó · f3 negres torre · g3 blanques peó · f2 blanques rei | f6 blanques torre · f5 negres peó · h5 negres rei · f4 blanques peó · h4 blanques peó · f3 negres torre · g3 blanques peó · f2 blanques rei | 2 |
| 1 | f6 blanques torre · f5 negres peó · h5 negres rei · f4 blanques peó · h4 blanques peó · f3 negres torre · g3 blanques peó · f2 blanques rei | f6 blanques torre · f5 negres peó · h5 negres rei · f4 blanques peó · h4 blanques peó · f3 negres torre · g3 blanques peó · f2 blanques rei | f6 blanques torre · f5 negres peó · h5 negres rei · f4 blanques peó · h4 blanques peó · f3 negres torre · g3 blanques peó · f2 blanques rei | f6 blanques torre · f5 negres peó · h5 negres rei · f4 blanques peó · h4 blanques peó · f3 negres torre · g3 blanques peó · f2 blanques rei | f6 blanques torre · f5 negres peó · h5 negres rei · f4 blanques peó · h4 blanques peó · f3 negres torre · g3 blanques peó · f2 blanques rei | f6 blanques torre · f5 negres peó · h5 negres rei · f4 blanques peó · h4 blanques peó · f3 negres torre · g3 blanques peó · f2 blanques rei | f6 blanques torre · f5 negres peó · h5 negres rei · f4 blanques peó · h4 blanques peó · f3 negres torre · g3 blanques peó · f2 blanques rei | f6 blanques torre · f5 negres peó · h5 negres rei · f4 blanques peó · h4 blanques peó · f3 negres torre · g3 blanques peó · f2 blanques rei | 1 |
|   | a | b | c | d | e | f | g | h |   |

Reshevsky també va caure en una trampa d'ofegat contra Iefim Hèl·ler al Torneig de Candidats de 1953. Al diagrama de la dreta, després de 53... Tf3+!, 54. Rxf3 seria ofegat. Si 54.Rg2, llavors 54... Txg3+!, guanyant un peó crucial; altre cop, les blanques no poden prendre la torre sense provocar un ofegat del rei negre. La partida va continuar 54.Re2 Rxg3 55.Txf5+ Rxh4 i es pactaren taules poques jugades després. A la vista d'aquestes tres partides, l'analista rus Verkhovsky va observar que en Reshevsky aparentment patia certa ceguesa escaquística pel que fa als ofegats, cada 11 anys.

### Keres – Fischer, 1962
|   | a | b | c | d | e | f | g | h |   |
| 8 | a7 negres peó · d7 blanques alfil · h7 negres rei · b6 negres peó · b5 blanques peó · h4 blanques rei · g3 blanques dama · g2 negres peó · f1 negres dama | a7 negres peó · d7 blanques alfil · h7 negres rei · b6 negres peó · b5 blanques peó · h4 blanques rei · g3 blanques dama · g2 negres peó · f1 negres dama | a7 negres peó · d7 blanques alfil · h7 negres rei · b6 negres peó · b5 blanques peó · h4 blanques rei · g3 blanques dama · g2 negres peó · f1 negres dama | a7 negres peó · d7 blanques alfil · h7 negres rei · b6 negres peó · b5 blanques peó · h4 blanques rei · g3 blanques dama · g2 negres peó · f1 negres dama | a7 negres peó · d7 blanques alfil · h7 negres rei · b6 negres peó · b5 blanques peó · h4 blanques rei · g3 blanques dama · g2 negres peó · f1 negres dama | a7 negres peó · d7 blanques alfil · h7 negres rei · b6 negres peó · b5 blanques peó · h4 blanques rei · g3 blanques dama · g2 negres peó · f1 negres dama | a7 negres peó · d7 blanques alfil · h7 negres rei · b6 negres peó · b5 blanques peó · h4 blanques rei · g3 blanques dama · g2 negres peó · f1 negres dama | a7 negres peó · d7 blanques alfil · h7 negres rei · b6 negres peó · b5 blanques peó · h4 blanques rei · g3 blanques dama · g2 negres peó · f1 negres dama | 8 |
| 7 | a7 negres peó · d7 blanques alfil · h7 negres rei · b6 negres peó · b5 blanques peó · h4 blanques rei · g3 blanques dama · g2 negres peó · f1 negres dama | a7 negres peó · d7 blanques alfil · h7 negres rei · b6 negres peó · b5 blanques peó · h4 blanques rei · g3 blanques dama · g2 negres peó · f1 negres dama | a7 negres peó · d7 blanques alfil · h7 negres rei · b6 negres peó · b5 blanques peó · h4 blanques rei · g3 blanques dama · g2 negres peó · f1 negres dama | a7 negres peó · d7 blanques alfil · h7 negres rei · b6 negres peó · b5 blanques peó · h4 blanques rei · g3 blanques dama · g2 negres peó · f1 negres dama | a7 negres peó · d7 blanques alfil · h7 negres rei · b6 negres peó · b5 blanques peó · h4 blanques rei · g3 blanques dama · g2 negres peó · f1 negres dama | a7 negres peó · d7 blanques alfil · h7 negres rei · b6 negres peó · b5 blanques peó · h4 blanques rei · g3 blanques dama · g2 negres peó · f1 negres dama | a7 negres peó · d7 blanques alfil · h7 negres rei · b6 negres peó · b5 blanques peó · h4 blanques rei · g3 blanques dama · g2 negres peó · f1 negres dama | a7 negres peó · d7 blanques alfil · h7 negres rei · b6 negres peó · b5 blanques peó · h4 blanques rei · g3 blanques dama · g2 negres peó · f1 negres dama | 7 |
| 6 | a7 negres peó · d7 blanques alfil · h7 negres rei · b6 negres peó · b5 blanques peó · h4 blanques rei · g3 blanques dama · g2 negres peó · f1 negres dama | a7 negres peó · d7 blanques alfil · h7 negres rei · b6 negres peó · b5 blanques peó · h4 blanques rei · g3 blanques dama · g2 negres peó · f1 negres dama | a7 negres peó · d7 blanques alfil · h7 negres rei · b6 negres peó · b5 blanques peó · h4 blanques rei · g3 blanques dama · g2 negres peó · f1 negres dama | a7 negres peó · d7 blanques alfil · h7 negres rei · b6 negres peó · b5 blanques peó · h4 blanques rei · g3 blanques dama · g2 negres peó · f1 negres dama | a7 negres peó · d7 blanques alfil · h7 negres rei · b6 negres peó · b5 blanques peó · h4 blanques rei · g3 blanques dama · g2 negres peó · f1 negres dama | a7 negres peó · d7 blanques alfil · h7 negres rei · b6 negres peó · b5 blanques peó · h4 blanques rei · g3 blanques dama · g2 negres peó · f1 negres dama | a7 negres peó · d7 blanques alfil · h7 negres rei · b6 negres peó · b5 blanques peó · h4 blanques rei · g3 blanques dama · g2 negres peó · f1 negres dama | a7 negres peó · d7 blanques alfil · h7 negres rei · b6 negres peó · b5 blanques peó · h4 blanques rei · g3 blanques dama · g2 negres peó · f1 negres dama | 6 |
| 5 | a7 negres peó · d7 blanques alfil · h7 negres rei · b6 negres peó · b5 blanques peó · h4 blanques rei · g3 blanques dama · g2 negres peó · f1 negres dama | a7 negres peó · d7 blanques alfil · h7 negres rei · b6 negres peó · b5 blanques peó · h4 blanques rei · g3 blanques dama · g2 negres peó · f1 negres dama | a7 negres peó · d7 blanques alfil · h7 negres rei · b6 negres peó · b5 blanques peó · h4 blanques rei · g3 blanques dama · g2 negres peó · f1 negres dama | a7 negres peó · d7 blanques alfil · h7 negres rei · b6 negres peó · b5 blanques peó · h4 blanques rei · g3 blanques dama · g2 negres peó · f1 negres dama | a7 negres peó · d7 blanques alfil · h7 negres rei · b6 negres peó · b5 blanques peó · h4 blanques rei · g3 blanques dama · g2 negres peó · f1 negres dama | a7 negres peó · d7 blanques alfil · h7 negres rei · b6 negres peó · b5 blanques peó · h4 blanques rei · g3 blanques dama · g2 negres peó · f1 negres dama | a7 negres peó · d7 blanques alfil · h7 negres rei · b6 negres peó · b5 blanques peó · h4 blanques rei · g3 blanques dama · g2 negres peó · f1 negres dama | a7 negres peó · d7 blanques alfil · h7 negres rei · b6 negres peó · b5 blanques peó · h4 blanques rei · g3 blanques dama · g2 negres peó · f1 negres dama | 5 |
| 4 | a7 negres peó · d7 blanques alfil · h7 negres rei · b6 negres peó · b5 blanques peó · h4 blanques rei · g3 blanques dama · g2 negres peó · f1 negres dama | a7 negres peó · d7 blanques alfil · h7 negres rei · b6 negres peó · b5 blanques peó · h4 blanques rei · g3 blanques dama · g2 negres peó · f1 negres dama | a7 negres peó · d7 blanques alfil · h7 negres rei · b6 negres peó · b5 blanques peó · h4 blanques rei · g3 blanques dama · g2 negres peó · f1 negres dama | a7 negres peó · d7 blanques alfil · h7 negres rei · b6 negres peó · b5 blanques peó · h4 blanques rei · g3 blanques dama · g2 negres peó · f1 negres dama | a7 negres peó · d7 blanques alfil · h7 negres rei · b6 negres peó · b5 blanques peó · h4 blanques rei · g3 blanques dama · g2 negres peó · f1 negres dama | a7 negres peó · d7 blanques alfil · h7 negres rei · b6 negres peó · b5 blanques peó · h4 blanques rei · g3 blanques dama · g2 negres peó · f1 negres dama | a7 negres peó · d7 blanques alfil · h7 negres rei · b6 negres peó · b5 blanques peó · h4 blanques rei · g3 blanques dama · g2 negres peó · f1 negres dama | a7 negres peó · d7 blanques alfil · h7 negres rei · b6 negres peó · b5 blanques peó · h4 blanques rei · g3 blanques dama · g2 negres peó · f1 negres dama | 4 |
| 3 | a7 negres peó · d7 blanques alfil · h7 negres rei · b6 negres peó · b5 blanques peó · h4 blanques rei · g3 blanques dama · g2 negres peó · f1 negres dama | a7 negres peó · d7 blanques alfil · h7 negres rei · b6 negres peó · b5 blanques peó · h4 blanques rei · g3 blanques dama · g2 negres peó · f1 negres dama | a7 negres peó · d7 blanques alfil · h7 negres rei · b6 negres peó · b5 blanques peó · h4 blanques rei · g3 blanques dama · g2 negres peó · f1 negres dama | a7 negres peó · d7 blanques alfil · h7 negres rei · b6 negres peó · b5 blanques peó · h4 blanques rei · g3 blanques dama · g2 negres peó · f1 negres dama | a7 negres peó · d7 blanques alfil · h7 negres rei · b6 negres peó · b5 blanques peó · h4 blanques rei · g3 blanques dama · g2 negres peó · f1 negres dama | a7 negres peó · d7 blanques alfil · h7 negres rei · b6 negres peó · b5 blanques peó · h4 blanques rei · g3 blanques dama · g2 negres peó · f1 negres dama | a7 negres peó · d7 blanques alfil · h7 negres rei · b6 negres peó · b5 blanques peó · h4 blanques rei · g3 blanques dama · g2 negres peó · f1 negres dama | a7 negres peó · d7 blanques alfil · h7 negres rei · b6 negres peó · b5 blanques peó · h4 blanques rei · g3 blanques dama · g2 negres peó · f1 negres dama | 3 |
| 2 | a7 negres peó · d7 blanques alfil · h7 negres rei · b6 negres peó · b5 blanques peó · h4 blanques rei · g3 blanques dama · g2 negres peó · f1 negres dama | a7 negres peó · d7 blanques alfil · h7 negres rei · b6 negres peó · b5 blanques peó · h4 blanques rei · g3 blanques dama · g2 negres peó · f1 negres dama | a7 negres peó · d7 blanques alfil · h7 negres rei · b6 negres peó · b5 blanques peó · h4 blanques rei · g3 blanques dama · g2 negres peó · f1 negres dama | a7 negres peó · d7 blanques alfil · h7 negres rei · b6 negres peó · b5 blanques peó · h4 blanques rei · g3 blanques dama · g2 negres peó · f1 negres dama | a7 negres peó · d7 blanques alfil · h7 negres rei · b6 negres peó · b5 blanques peó · h4 blanques rei · g3 blanques dama · g2 negres peó · f1 negres dama | a7 negres peó · d7 blanques alfil · h7 negres rei · b6 negres peó · b5 blanques peó · h4 blanques rei · g3 blanques dama · g2 negres peó · f1 negres dama | a7 negres peó · d7 blanques alfil · h7 negres rei · b6 negres peó · b5 blanques peó · h4 blanques rei · g3 blanques dama · g2 negres peó · f1 negres dama | a7 negres peó · d7 blanques alfil · h7 negres rei · b6 negres peó · b5 blanques peó · h4 blanques rei · g3 blanques dama · g2 negres peó · f1 negres dama | 2 |
| 1 | a7 negres peó · d7 blanques alfil · h7 negres rei · b6 negres peó · b5 blanques peó · h4 blanques rei · g3 blanques dama · g2 negres peó · f1 negres dama | a7 negres peó · d7 blanques alfil · h7 negres rei · b6 negres peó · b5 blanques peó · h4 blanques rei · g3 blanques dama · g2 negres peó · f1 negres dama | a7 negres peó · d7 blanques alfil · h7 negres rei · b6 negres peó · b5 blanques peó · h4 blanques rei · g3 blanques dama · g2 negres peó · f1 negres dama | a7 negres peó · d7 blanques alfil · h7 negres rei · b6 negres peó · b5 blanques peó · h4 blanques rei · g3 blanques dama · g2 negres peó · f1 negres dama | a7 negres peó · d7 blanques alfil · h7 negres rei · b6 negres peó · b5 blanques peó · h4 blanques rei · g3 blanques dama · g2 negres peó · f1 negres dama | a7 negres peó · d7 blanques alfil · h7 negres rei · b6 negres peó · b5 blanques peó · h4 blanques rei · g3 blanques dama · g2 negres peó · f1 negres dama | a7 negres peó · d7 blanques alfil · h7 negres rei · b6 negres peó · b5 blanques peó · h4 blanques rei · g3 blanques dama · g2 negres peó · f1 negres dama | a7 negres peó · d7 blanques alfil · h7 negres rei · b6 negres peó · b5 blanques peó · h4 blanques rei · g3 blanques dama · g2 negres peó · f1 negres dama | 1 |
|   | a | b | c | d | e | f | g | h |   |

Una altra partida famosa salvada per la possibilitat de l'ofegat és Fischer - Keres, Curaçao 1962; tot i que en Fischer va evitar les línies d'ofegat, i en canvi va permetre en Keres entaular per escac continu. A la posició de l'esquerra, en Keres jugà la centralitzadora 72. De5!! Fischer comentà: 
Què és això? No intenta aturar la meva coronació!? Gradualment però la meva excitació va anar decreixent. Com més estudiava la situació, més em convencia que les negres no tenen victòria possible. 
|   | a | b | c | d | e | f | g | h |   |
| 8 | a7 negres peó · g7 negres rei · b6 negres peó · g6 blanques dama · b5 blanques peó · h4 blanques rei · h3 blanques alfil · g1 negres dama · h1 negres dama | a7 negres peó · g7 negres rei · b6 negres peó · g6 blanques dama · b5 blanques peó · h4 blanques rei · h3 blanques alfil · g1 negres dama · h1 negres dama | a7 negres peó · g7 negres rei · b6 negres peó · g6 blanques dama · b5 blanques peó · h4 blanques rei · h3 blanques alfil · g1 negres dama · h1 negres dama | a7 negres peó · g7 negres rei · b6 negres peó · g6 blanques dama · b5 blanques peó · h4 blanques rei · h3 blanques alfil · g1 negres dama · h1 negres dama | a7 negres peó · g7 negres rei · b6 negres peó · g6 blanques dama · b5 blanques peó · h4 blanques rei · h3 blanques alfil · g1 negres dama · h1 negres dama | a7 negres peó · g7 negres rei · b6 negres peó · g6 blanques dama · b5 blanques peó · h4 blanques rei · h3 blanques alfil · g1 negres dama · h1 negres dama | a7 negres peó · g7 negres rei · b6 negres peó · g6 blanques dama · b5 blanques peó · h4 blanques rei · h3 blanques alfil · g1 negres dama · h1 negres dama | a7 negres peó · g7 negres rei · b6 negres peó · g6 blanques dama · b5 blanques peó · h4 blanques rei · h3 blanques alfil · g1 negres dama · h1 negres dama | 8 |
| 7 | a7 negres peó · g7 negres rei · b6 negres peó · g6 blanques dama · b5 blanques peó · h4 blanques rei · h3 blanques alfil · g1 negres dama · h1 negres dama | a7 negres peó · g7 negres rei · b6 negres peó · g6 blanques dama · b5 blanques peó · h4 blanques rei · h3 blanques alfil · g1 negres dama · h1 negres dama | a7 negres peó · g7 negres rei · b6 negres peó · g6 blanques dama · b5 blanques peó · h4 blanques rei · h3 blanques alfil · g1 negres dama · h1 negres dama | a7 negres peó · g7 negres rei · b6 negres peó · g6 blanques dama · b5 blanques peó · h4 blanques rei · h3 blanques alfil · g1 negres dama · h1 negres dama | a7 negres peó · g7 negres rei · b6 negres peó · g6 blanques dama · b5 blanques peó · h4 blanques rei · h3 blanques alfil · g1 negres dama · h1 negres dama | a7 negres peó · g7 negres rei · b6 negres peó · g6 blanques dama · b5 blanques peó · h4 blanques rei · h3 blanques alfil · g1 negres dama · h1 negres dama | a7 negres peó · g7 negres rei · b6 negres peó · g6 blanques dama · b5 blanques peó · h4 blanques rei · h3 blanques alfil · g1 negres dama · h1 negres dama | a7 negres peó · g7 negres rei · b6 negres peó · g6 blanques dama · b5 blanques peó · h4 blanques rei · h3 blanques alfil · g1 negres dama · h1 negres dama | 7 |
| 6 | a7 negres peó · g7 negres rei · b6 negres peó · g6 blanques dama · b5 blanques peó · h4 blanques rei · h3 blanques alfil · g1 negres dama · h1 negres dama | a7 negres peó · g7 negres rei · b6 negres peó · g6 blanques dama · b5 blanques peó · h4 blanques rei · h3 blanques alfil · g1 negres dama · h1 negres dama | a7 negres peó · g7 negres rei · b6 negres peó · g6 blanques dama · b5 blanques peó · h4 blanques rei · h3 blanques alfil · g1 negres dama · h1 negres dama | a7 negres peó · g7 negres rei · b6 negres peó · g6 blanques dama · b5 blanques peó · h4 blanques rei · h3 blanques alfil · g1 negres dama · h1 negres dama | a7 negres peó · g7 negres rei · b6 negres peó · g6 blanques dama · b5 blanques peó · h4 blanques rei · h3 blanques alfil · g1 negres dama · h1 negres dama | a7 negres peó · g7 negres rei · b6 negres peó · g6 blanques dama · b5 blanques peó · h4 blanques rei · h3 blanques alfil · g1 negres dama · h1 negres dama | a7 negres peó · g7 negres rei · b6 negres peó · g6 blanques dama · b5 blanques peó · h4 blanques rei · h3 blanques alfil · g1 negres dama · h1 negres dama | a7 negres peó · g7 negres rei · b6 negres peó · g6 blanques dama · b5 blanques peó · h4 blanques rei · h3 blanques alfil · g1 negres dama · h1 negres dama | 6 |
| 5 | a7 negres peó · g7 negres rei · b6 negres peó · g6 blanques dama · b5 blanques peó · h4 blanques rei · h3 blanques alfil · g1 negres dama · h1 negres dama | a7 negres peó · g7 negres rei · b6 negres peó · g6 blanques dama · b5 blanques peó · h4 blanques rei · h3 blanques alfil · g1 negres dama · h1 negres dama | a7 negres peó · g7 negres rei · b6 negres peó · g6 blanques dama · b5 blanques peó · h4 blanques rei · h3 blanques alfil · g1 negres dama · h1 negres dama | a7 negres peó · g7 negres rei · b6 negres peó · g6 blanques dama · b5 blanques peó · h4 blanques rei · h3 blanques alfil · g1 negres dama · h1 negres dama | a7 negres peó · g7 negres rei · b6 negres peó · g6 blanques dama · b5 blanques peó · h4 blanques rei · h3 blanques alfil · g1 negres dama · h1 negres dama | a7 negres peó · g7 negres rei · b6 negres peó · g6 blanques dama · b5 blanques peó · h4 blanques rei · h3 blanques alfil · g1 negres dama · h1 negres dama | a7 negres peó · g7 negres rei · b6 negres peó · g6 blanques dama · b5 blanques peó · h4 blanques rei · h3 blanques alfil · g1 negres dama · h1 negres dama | a7 negres peó · g7 negres rei · b6 negres peó · g6 blanques dama · b5 blanques peó · h4 blanques rei · h3 blanques alfil · g1 negres dama · h1 negres dama | 5 |
| 4 | a7 negres peó · g7 negres rei · b6 negres peó · g6 blanques dama · b5 blanques peó · h4 blanques rei · h3 blanques alfil · g1 negres dama · h1 negres dama | a7 negres peó · g7 negres rei · b6 negres peó · g6 blanques dama · b5 blanques peó · h4 blanques rei · h3 blanques alfil · g1 negres dama · h1 negres dama | a7 negres peó · g7 negres rei · b6 negres peó · g6 blanques dama · b5 blanques peó · h4 blanques rei · h3 blanques alfil · g1 negres dama · h1 negres dama | a7 negres peó · g7 negres rei · b6 negres peó · g6 blanques dama · b5 blanques peó · h4 blanques rei · h3 blanques alfil · g1 negres dama · h1 negres dama | a7 negres peó · g7 negres rei · b6 negres peó · g6 blanques dama · b5 blanques peó · h4 blanques rei · h3 blanques alfil · g1 negres dama · h1 negres dama | a7 negres peó · g7 negres rei · b6 negres peó · g6 blanques dama · b5 blanques peó · h4 blanques rei · h3 blanques alfil · g1 negres dama · h1 negres dama | a7 negres peó · g7 negres rei · b6 negres peó · g6 blanques dama · b5 blanques peó · h4 blanques rei · h3 blanques alfil · g1 negres dama · h1 negres dama | a7 negres peó · g7 negres rei · b6 negres peó · g6 blanques dama · b5 blanques peó · h4 blanques rei · h3 blanques alfil · g1 negres dama · h1 negres dama | 4 |
| 3 | a7 negres peó · g7 negres rei · b6 negres peó · g6 blanques dama · b5 blanques peó · h4 blanques rei · h3 blanques alfil · g1 negres dama · h1 negres dama | a7 negres peó · g7 negres rei · b6 negres peó · g6 blanques dama · b5 blanques peó · h4 blanques rei · h3 blanques alfil · g1 negres dama · h1 negres dama | a7 negres peó · g7 negres rei · b6 negres peó · g6 blanques dama · b5 blanques peó · h4 blanques rei · h3 blanques alfil · g1 negres dama · h1 negres dama | a7 negres peó · g7 negres rei · b6 negres peó · g6 blanques dama · b5 blanques peó · h4 blanques rei · h3 blanques alfil · g1 negres dama · h1 negres dama | a7 negres peó · g7 negres rei · b6 negres peó · g6 blanques dama · b5 blanques peó · h4 blanques rei · h3 blanques alfil · g1 negres dama · h1 negres dama | a7 negres peó · g7 negres rei · b6 negres peó · g6 blanques dama · b5 blanques peó · h4 blanques rei · h3 blanques alfil · g1 negres dama · h1 negres dama | a7 negres peó · g7 negres rei · b6 negres peó · g6 blanques dama · b5 blanques peó · h4 blanques rei · h3 blanques alfil · g1 negres dama · h1 negres dama | a7 negres peó · g7 negres rei · b6 negres peó · g6 blanques dama · b5 blanques peó · h4 blanques rei · h3 blanques alfil · g1 negres dama · h1 negres dama | 3 |
| 2 | a7 negres peó · g7 negres rei · b6 negres peó · g6 blanques dama · b5 blanques peó · h4 blanques rei · h3 blanques alfil · g1 negres dama · h1 negres dama | a7 negres peó · g7 negres rei · b6 negres peó · g6 blanques dama · b5 blanques peó · h4 blanques rei · h3 blanques alfil · g1 negres dama · h1 negres dama | a7 negres peó · g7 negres rei · b6 negres peó · g6 blanques dama · b5 blanques peó · h4 blanques rei · h3 blanques alfil · g1 negres dama · h1 negres dama | a7 negres peó · g7 negres rei · b6 negres peó · g6 blanques dama · b5 blanques peó · h4 blanques rei · h3 blanques alfil · g1 negres dama · h1 negres dama | a7 negres peó · g7 negres rei · b6 negres peó · g6 blanques dama · b5 blanques peó · h4 blanques rei · h3 blanques alfil · g1 negres dama · h1 negres dama | a7 negres peó · g7 negres rei · b6 negres peó · g6 blanques dama · b5 blanques peó · h4 blanques rei · h3 blanques alfil · g1 negres dama · h1 negres dama | a7 negres peó · g7 negres rei · b6 negres peó · g6 blanques dama · b5 blanques peó · h4 blanques rei · h3 blanques alfil · g1 negres dama · h1 negres dama | a7 negres peó · g7 negres rei · b6 negres peó · g6 blanques dama · b5 blanques peó · h4 blanques rei · h3 blanques alfil · g1 negres dama · h1 negres dama | 2 |
| 1 | a7 negres peó · g7 negres rei · b6 negres peó · g6 blanques dama · b5 blanques peó · h4 blanques rei · h3 blanques alfil · g1 negres dama · h1 negres dama | a7 negres peó · g7 negres rei · b6 negres peó · g6 blanques dama · b5 blanques peó · h4 blanques rei · h3 blanques alfil · g1 negres dama · h1 negres dama | a7 negres peó · g7 negres rei · b6 negres peó · g6 blanques dama · b5 blanques peó · h4 blanques rei · h3 blanques alfil · g1 negres dama · h1 negres dama | a7 negres peó · g7 negres rei · b6 negres peó · g6 blanques dama · b5 blanques peó · h4 blanques rei · h3 blanques alfil · g1 negres dama · h1 negres dama | a7 negres peó · g7 negres rei · b6 negres peó · g6 blanques dama · b5 blanques peó · h4 blanques rei · h3 blanques alfil · g1 negres dama · h1 negres dama | a7 negres peó · g7 negres rei · b6 negres peó · g6 blanques dama · b5 blanques peó · h4 blanques rei · h3 blanques alfil · g1 negres dama · h1 negres dama | a7 negres peó · g7 negres rei · b6 negres peó · g6 blanques dama · b5 blanques peó · h4 blanques rei · h3 blanques alfil · g1 negres dama · h1 negres dama | a7 negres peó · g7 negres rei · b6 negres peó · g6 blanques dama · b5 blanques peó · h4 blanques rei · h3 blanques alfil · g1 negres dama · h1 negres dama | 1 |
|   | a | b | c | d | e | f | g | h |   |

Ara si 72. ... g1(D), 73. Af5+ Rg8 (73. ... Rh6?? 74.Dh8#) 74.De8+ Rg7 75. De7+ Rg8 (75...Rh8?? 76.Dh7#) 76.De8+ i taules per repetició; si 72. ... Df2+, 73.Rh3 g1(D) 74.Af5+ Rh6 75. Df6+ Rh5 76. Ag6+! Dxg6 77. Dg5+!! i qualsevol captura és ofegat. La partida continuà 72... Dh1+ 73. Ah3. Ara si 73... g1=Q, 74. Dh5+ Rg7 75. Dg6+! i qualsevol captura de la dama deriva en ofegat (vegeu el diagrama de la dreta) – en cas contrari la dama blanca continua fent escacs al rei negre: 75...Rh8 76. Dh6+ Rg8 77. Dg6+! Rf8 78. Df6+ Re8 79. De6+, i les negres han de repetir jugades amb 79...Rf8, ja que 79...Rd8?? permetria 80.Dd7# (Fischer 2008:233). La partida va continuar 73... Dxh3 74. Rxh3 g1D 75. De7+ Rh8 76. Df8+ Rh7 77. Df7+ ½-½ (van Perlo 2006:127).

### Tilberger - Drelikiewicz, 1970
|   | a | b | c | d | e | f | g | h |   |
| 8 | d7 blanques torre · h7 negres peó · g6 negres torre · h6 negres rei · c5 blanques peó · d5 blanques peó · h4 negres peó · g3 blanques peó · f2 blanques dama · g2 blanques rei · h2 blanques peó · b1 negres dama | d7 blanques torre · h7 negres peó · g6 negres torre · h6 negres rei · c5 blanques peó · d5 blanques peó · h4 negres peó · g3 blanques peó · f2 blanques dama · g2 blanques rei · h2 blanques peó · b1 negres dama | d7 blanques torre · h7 negres peó · g6 negres torre · h6 negres rei · c5 blanques peó · d5 blanques peó · h4 negres peó · g3 blanques peó · f2 blanques dama · g2 blanques rei · h2 blanques peó · b1 negres dama | d7 blanques torre · h7 negres peó · g6 negres torre · h6 negres rei · c5 blanques peó · d5 blanques peó · h4 negres peó · g3 blanques peó · f2 blanques dama · g2 blanques rei · h2 blanques peó · b1 negres dama | d7 blanques torre · h7 negres peó · g6 negres torre · h6 negres rei · c5 blanques peó · d5 blanques peó · h4 negres peó · g3 blanques peó · f2 blanques dama · g2 blanques rei · h2 blanques peó · b1 negres dama | d7 blanques torre · h7 negres peó · g6 negres torre · h6 negres rei · c5 blanques peó · d5 blanques peó · h4 negres peó · g3 blanques peó · f2 blanques dama · g2 blanques rei · h2 blanques peó · b1 negres dama | d7 blanques torre · h7 negres peó · g6 negres torre · h6 negres rei · c5 blanques peó · d5 blanques peó · h4 negres peó · g3 blanques peó · f2 blanques dama · g2 blanques rei · h2 blanques peó · b1 negres dama | d7 blanques torre · h7 negres peó · g6 negres torre · h6 negres rei · c5 blanques peó · d5 blanques peó · h4 negres peó · g3 blanques peó · f2 blanques dama · g2 blanques rei · h2 blanques peó · b1 negres dama | 8 |
| 7 | d7 blanques torre · h7 negres peó · g6 negres torre · h6 negres rei · c5 blanques peó · d5 blanques peó · h4 negres peó · g3 blanques peó · f2 blanques dama · g2 blanques rei · h2 blanques peó · b1 negres dama | d7 blanques torre · h7 negres peó · g6 negres torre · h6 negres rei · c5 blanques peó · d5 blanques peó · h4 negres peó · g3 blanques peó · f2 blanques dama · g2 blanques rei · h2 blanques peó · b1 negres dama | d7 blanques torre · h7 negres peó · g6 negres torre · h6 negres rei · c5 blanques peó · d5 blanques peó · h4 negres peó · g3 blanques peó · f2 blanques dama · g2 blanques rei · h2 blanques peó · b1 negres dama | d7 blanques torre · h7 negres peó · g6 negres torre · h6 negres rei · c5 blanques peó · d5 blanques peó · h4 negres peó · g3 blanques peó · f2 blanques dama · g2 blanques rei · h2 blanques peó · b1 negres dama | d7 blanques torre · h7 negres peó · g6 negres torre · h6 negres rei · c5 blanques peó · d5 blanques peó · h4 negres peó · g3 blanques peó · f2 blanques dama · g2 blanques rei · h2 blanques peó · b1 negres dama | d7 blanques torre · h7 negres peó · g6 negres torre · h6 negres rei · c5 blanques peó · d5 blanques peó · h4 negres peó · g3 blanques peó · f2 blanques dama · g2 blanques rei · h2 blanques peó · b1 negres dama | d7 blanques torre · h7 negres peó · g6 negres torre · h6 negres rei · c5 blanques peó · d5 blanques peó · h4 negres peó · g3 blanques peó · f2 blanques dama · g2 blanques rei · h2 blanques peó · b1 negres dama | d7 blanques torre · h7 negres peó · g6 negres torre · h6 negres rei · c5 blanques peó · d5 blanques peó · h4 negres peó · g3 blanques peó · f2 blanques dama · g2 blanques rei · h2 blanques peó · b1 negres dama | 7 |
| 6 | d7 blanques torre · h7 negres peó · g6 negres torre · h6 negres rei · c5 blanques peó · d5 blanques peó · h4 negres peó · g3 blanques peó · f2 blanques dama · g2 blanques rei · h2 blanques peó · b1 negres dama | d7 blanques torre · h7 negres peó · g6 negres torre · h6 negres rei · c5 blanques peó · d5 blanques peó · h4 negres peó · g3 blanques peó · f2 blanques dama · g2 blanques rei · h2 blanques peó · b1 negres dama | d7 blanques torre · h7 negres peó · g6 negres torre · h6 negres rei · c5 blanques peó · d5 blanques peó · h4 negres peó · g3 blanques peó · f2 blanques dama · g2 blanques rei · h2 blanques peó · b1 negres dama | d7 blanques torre · h7 negres peó · g6 negres torre · h6 negres rei · c5 blanques peó · d5 blanques peó · h4 negres peó · g3 blanques peó · f2 blanques dama · g2 blanques rei · h2 blanques peó · b1 negres dama | d7 blanques torre · h7 negres peó · g6 negres torre · h6 negres rei · c5 blanques peó · d5 blanques peó · h4 negres peó · g3 blanques peó · f2 blanques dama · g2 blanques rei · h2 blanques peó · b1 negres dama | d7 blanques torre · h7 negres peó · g6 negres torre · h6 negres rei · c5 blanques peó · d5 blanques peó · h4 negres peó · g3 blanques peó · f2 blanques dama · g2 blanques rei · h2 blanques peó · b1 negres dama | d7 blanques torre · h7 negres peó · g6 negres torre · h6 negres rei · c5 blanques peó · d5 blanques peó · h4 negres peó · g3 blanques peó · f2 blanques dama · g2 blanques rei · h2 blanques peó · b1 negres dama | d7 blanques torre · h7 negres peó · g6 negres torre · h6 negres rei · c5 blanques peó · d5 blanques peó · h4 negres peó · g3 blanques peó · f2 blanques dama · g2 blanques rei · h2 blanques peó · b1 negres dama | 6 |
| 5 | d7 blanques torre · h7 negres peó · g6 negres torre · h6 negres rei · c5 blanques peó · d5 blanques peó · h4 negres peó · g3 blanques peó · f2 blanques dama · g2 blanques rei · h2 blanques peó · b1 negres dama | d7 blanques torre · h7 negres peó · g6 negres torre · h6 negres rei · c5 blanques peó · d5 blanques peó · h4 negres peó · g3 blanques peó · f2 blanques dama · g2 blanques rei · h2 blanques peó · b1 negres dama | d7 blanques torre · h7 negres peó · g6 negres torre · h6 negres rei · c5 blanques peó · d5 blanques peó · h4 negres peó · g3 blanques peó · f2 blanques dama · g2 blanques rei · h2 blanques peó · b1 negres dama | d7 blanques torre · h7 negres peó · g6 negres torre · h6 negres rei · c5 blanques peó · d5 blanques peó · h4 negres peó · g3 blanques peó · f2 blanques dama · g2 blanques rei · h2 blanques peó · b1 negres dama | d7 blanques torre · h7 negres peó · g6 negres torre · h6 negres rei · c5 blanques peó · d5 blanques peó · h4 negres peó · g3 blanques peó · f2 blanques dama · g2 blanques rei · h2 blanques peó · b1 negres dama | d7 blanques torre · h7 negres peó · g6 negres torre · h6 negres rei · c5 blanques peó · d5 blanques peó · h4 negres peó · g3 blanques peó · f2 blanques dama · g2 blanques rei · h2 blanques peó · b1 negres dama | d7 blanques torre · h7 negres peó · g6 negres torre · h6 negres rei · c5 blanques peó · d5 blanques peó · h4 negres peó · g3 blanques peó · f2 blanques dama · g2 blanques rei · h2 blanques peó · b1 negres dama | d7 blanques torre · h7 negres peó · g6 negres torre · h6 negres rei · c5 blanques peó · d5 blanques peó · h4 negres peó · g3 blanques peó · f2 blanques dama · g2 blanques rei · h2 blanques peó · b1 negres dama | 5 |
| 4 | d7 blanques torre · h7 negres peó · g6 negres torre · h6 negres rei · c5 blanques peó · d5 blanques peó · h4 negres peó · g3 blanques peó · f2 blanques dama · g2 blanques rei · h2 blanques peó · b1 negres dama | d7 blanques torre · h7 negres peó · g6 negres torre · h6 negres rei · c5 blanques peó · d5 blanques peó · h4 negres peó · g3 blanques peó · f2 blanques dama · g2 blanques rei · h2 blanques peó · b1 negres dama | d7 blanques torre · h7 negres peó · g6 negres torre · h6 negres rei · c5 blanques peó · d5 blanques peó · h4 negres peó · g3 blanques peó · f2 blanques dama · g2 blanques rei · h2 blanques peó · b1 negres dama | d7 blanques torre · h7 negres peó · g6 negres torre · h6 negres rei · c5 blanques peó · d5 blanques peó · h4 negres peó · g3 blanques peó · f2 blanques dama · g2 blanques rei · h2 blanques peó · b1 negres dama | d7 blanques torre · h7 negres peó · g6 negres torre · h6 negres rei · c5 blanques peó · d5 blanques peó · h4 negres peó · g3 blanques peó · f2 blanques dama · g2 blanques rei · h2 blanques peó · b1 negres dama | d7 blanques torre · h7 negres peó · g6 negres torre · h6 negres rei · c5 blanques peó · d5 blanques peó · h4 negres peó · g3 blanques peó · f2 blanques dama · g2 blanques rei · h2 blanques peó · b1 negres dama | d7 blanques torre · h7 negres peó · g6 negres torre · h6 negres rei · c5 blanques peó · d5 blanques peó · h4 negres peó · g3 blanques peó · f2 blanques dama · g2 blanques rei · h2 blanques peó · b1 negres dama | d7 blanques torre · h7 negres peó · g6 negres torre · h6 negres rei · c5 blanques peó · d5 blanques peó · h4 negres peó · g3 blanques peó · f2 blanques dama · g2 blanques rei · h2 blanques peó · b1 negres dama | 4 |
| 3 | d7 blanques torre · h7 negres peó · g6 negres torre · h6 negres rei · c5 blanques peó · d5 blanques peó · h4 negres peó · g3 blanques peó · f2 blanques dama · g2 blanques rei · h2 blanques peó · b1 negres dama | d7 blanques torre · h7 negres peó · g6 negres torre · h6 negres rei · c5 blanques peó · d5 blanques peó · h4 negres peó · g3 blanques peó · f2 blanques dama · g2 blanques rei · h2 blanques peó · b1 negres dama | d7 blanques torre · h7 negres peó · g6 negres torre · h6 negres rei · c5 blanques peó · d5 blanques peó · h4 negres peó · g3 blanques peó · f2 blanques dama · g2 blanques rei · h2 blanques peó · b1 negres dama | d7 blanques torre · h7 negres peó · g6 negres torre · h6 negres rei · c5 blanques peó · d5 blanques peó · h4 negres peó · g3 blanques peó · f2 blanques dama · g2 blanques rei · h2 blanques peó · b1 negres dama | d7 blanques torre · h7 negres peó · g6 negres torre · h6 negres rei · c5 blanques peó · d5 blanques peó · h4 negres peó · g3 blanques peó · f2 blanques dama · g2 blanques rei · h2 blanques peó · b1 negres dama | d7 blanques torre · h7 negres peó · g6 negres torre · h6 negres rei · c5 blanques peó · d5 blanques peó · h4 negres peó · g3 blanques peó · f2 blanques dama · g2 blanques rei · h2 blanques peó · b1 negres dama | d7 blanques torre · h7 negres peó · g6 negres torre · h6 negres rei · c5 blanques peó · d5 blanques peó · h4 negres peó · g3 blanques peó · f2 blanques dama · g2 blanques rei · h2 blanques peó · b1 negres dama | d7 blanques torre · h7 negres peó · g6 negres torre · h6 negres rei · c5 blanques peó · d5 blanques peó · h4 negres peó · g3 blanques peó · f2 blanques dama · g2 blanques rei · h2 blanques peó · b1 negres dama | 3 |
| 2 | d7 blanques torre · h7 negres peó · g6 negres torre · h6 negres rei · c5 blanques peó · d5 blanques peó · h4 negres peó · g3 blanques peó · f2 blanques dama · g2 blanques rei · h2 blanques peó · b1 negres dama | d7 blanques torre · h7 negres peó · g6 negres torre · h6 negres rei · c5 blanques peó · d5 blanques peó · h4 negres peó · g3 blanques peó · f2 blanques dama · g2 blanques rei · h2 blanques peó · b1 negres dama | d7 blanques torre · h7 negres peó · g6 negres torre · h6 negres rei · c5 blanques peó · d5 blanques peó · h4 negres peó · g3 blanques peó · f2 blanques dama · g2 blanques rei · h2 blanques peó · b1 negres dama | d7 blanques torre · h7 negres peó · g6 negres torre · h6 negres rei · c5 blanques peó · d5 blanques peó · h4 negres peó · g3 blanques peó · f2 blanques dama · g2 blanques rei · h2 blanques peó · b1 negres dama | d7 blanques torre · h7 negres peó · g6 negres torre · h6 negres rei · c5 blanques peó · d5 blanques peó · h4 negres peó · g3 blanques peó · f2 blanques dama · g2 blanques rei · h2 blanques peó · b1 negres dama | d7 blanques torre · h7 negres peó · g6 negres torre · h6 negres rei · c5 blanques peó · d5 blanques peó · h4 negres peó · g3 blanques peó · f2 blanques dama · g2 blanques rei · h2 blanques peó · b1 negres dama | d7 blanques torre · h7 negres peó · g6 negres torre · h6 negres rei · c5 blanques peó · d5 blanques peó · h4 negres peó · g3 blanques peó · f2 blanques dama · g2 blanques rei · h2 blanques peó · b1 negres dama | d7 blanques torre · h7 negres peó · g6 negres torre · h6 negres rei · c5 blanques peó · d5 blanques peó · h4 negres peó · g3 blanques peó · f2 blanques dama · g2 blanques rei · h2 blanques peó · b1 negres dama | 2 |
| 1 | d7 blanques torre · h7 negres peó · g6 negres torre · h6 negres rei · c5 blanques peó · d5 blanques peó · h4 negres peó · g3 blanques peó · f2 blanques dama · g2 blanques rei · h2 blanques peó · b1 negres dama | d7 blanques torre · h7 negres peó · g6 negres torre · h6 negres rei · c5 blanques peó · d5 blanques peó · h4 negres peó · g3 blanques peó · f2 blanques dama · g2 blanques rei · h2 blanques peó · b1 negres dama | d7 blanques torre · h7 negres peó · g6 negres torre · h6 negres rei · c5 blanques peó · d5 blanques peó · h4 negres peó · g3 blanques peó · f2 blanques dama · g2 blanques rei · h2 blanques peó · b1 negres dama | d7 blanques torre · h7 negres peó · g6 negres torre · h6 negres rei · c5 blanques peó · d5 blanques peó · h4 negres peó · g3 blanques peó · f2 blanques dama · g2 blanques rei · h2 blanques peó · b1 negres dama | d7 blanques torre · h7 negres peó · g6 negres torre · h6 negres rei · c5 blanques peó · d5 blanques peó · h4 negres peó · g3 blanques peó · f2 blanques dama · g2 blanques rei · h2 blanques peó · b1 negres dama | d7 blanques torre · h7 negres peó · g6 negres torre · h6 negres rei · c5 blanques peó · d5 blanques peó · h4 negres peó · g3 blanques peó · f2 blanques dama · g2 blanques rei · h2 blanques peó · b1 negres dama | d7 blanques torre · h7 negres peó · g6 negres torre · h6 negres rei · c5 blanques peó · d5 blanques peó · h4 negres peó · g3 blanques peó · f2 blanques dama · g2 blanques rei · h2 blanques peó · b1 negres dama | d7 blanques torre · h7 negres peó · g6 negres torre · h6 negres rei · c5 blanques peó · d5 blanques peó · h4 negres peó · g3 blanques peó · f2 blanques dama · g2 blanques rei · h2 blanques peó · b1 negres dama | 1 |
|   | a | b | c | d | e | f | g | h |   |

De vegades és possible pel bàndol inferior de sacrificar un parell o tres de peces en ràpida successió, per assolir un ofegat. Podem veure'n un exemple en el diagrama de l'esquerra. Les negres van salvar mig punt amb 1...h3+! 2.Rxh3 Df5+! 3.Dxf5 no 3.Rg2? Dxd7 Rxg3+! 4.Rh4 Tg4+!

### Kortxnoi - Vaganian, 1989
|   | a | b | c | d | e | f | g | h |   |
| 8 | a7 negres peó · b7 negres peó · a6 negres rei · c6 negres alfil · e6 blanques torre · c5 blanques dama · d5 negres peó · f5 negres peó · b4 blanques peó · c4 negres cavall · d4 blanques peó · f4 blanques peó · a3 blanques peó · g3 blanques peó · c2 blanques peó · g2 blanques rei · h2 blanques peó · d1 negres dama | a7 negres peó · b7 negres peó · a6 negres rei · c6 negres alfil · e6 blanques torre · c5 blanques dama · d5 negres peó · f5 negres peó · b4 blanques peó · c4 negres cavall · d4 blanques peó · f4 blanques peó · a3 blanques peó · g3 blanques peó · c2 blanques peó · g2 blanques rei · h2 blanques peó · d1 negres dama | a7 negres peó · b7 negres peó · a6 negres rei · c6 negres alfil · e6 blanques torre · c5 blanques dama · d5 negres peó · f5 negres peó · b4 blanques peó · c4 negres cavall · d4 blanques peó · f4 blanques peó · a3 blanques peó · g3 blanques peó · c2 blanques peó · g2 blanques rei · h2 blanques peó · d1 negres dama | a7 negres peó · b7 negres peó · a6 negres rei · c6 negres alfil · e6 blanques torre · c5 blanques dama · d5 negres peó · f5 negres peó · b4 blanques peó · c4 negres cavall · d4 blanques peó · f4 blanques peó · a3 blanques peó · g3 blanques peó · c2 blanques peó · g2 blanques rei · h2 blanques peó · d1 negres dama | a7 negres peó · b7 negres peó · a6 negres rei · c6 negres alfil · e6 blanques torre · c5 blanques dama · d5 negres peó · f5 negres peó · b4 blanques peó · c4 negres cavall · d4 blanques peó · f4 blanques peó · a3 blanques peó · g3 blanques peó · c2 blanques peó · g2 blanques rei · h2 blanques peó · d1 negres dama | a7 negres peó · b7 negres peó · a6 negres rei · c6 negres alfil · e6 blanques torre · c5 blanques dama · d5 negres peó · f5 negres peó · b4 blanques peó · c4 negres cavall · d4 blanques peó · f4 blanques peó · a3 blanques peó · g3 blanques peó · c2 blanques peó · g2 blanques rei · h2 blanques peó · d1 negres dama | a7 negres peó · b7 negres peó · a6 negres rei · c6 negres alfil · e6 blanques torre · c5 blanques dama · d5 negres peó · f5 negres peó · b4 blanques peó · c4 negres cavall · d4 blanques peó · f4 blanques peó · a3 blanques peó · g3 blanques peó · c2 blanques peó · g2 blanques rei · h2 blanques peó · d1 negres dama | a7 negres peó · b7 negres peó · a6 negres rei · c6 negres alfil · e6 blanques torre · c5 blanques dama · d5 negres peó · f5 negres peó · b4 blanques peó · c4 negres cavall · d4 blanques peó · f4 blanques peó · a3 blanques peó · g3 blanques peó · c2 blanques peó · g2 blanques rei · h2 blanques peó · d1 negres dama | 8 |
| 7 | a7 negres peó · b7 negres peó · a6 negres rei · c6 negres alfil · e6 blanques torre · c5 blanques dama · d5 negres peó · f5 negres peó · b4 blanques peó · c4 negres cavall · d4 blanques peó · f4 blanques peó · a3 blanques peó · g3 blanques peó · c2 blanques peó · g2 blanques rei · h2 blanques peó · d1 negres dama | a7 negres peó · b7 negres peó · a6 negres rei · c6 negres alfil · e6 blanques torre · c5 blanques dama · d5 negres peó · f5 negres peó · b4 blanques peó · c4 negres cavall · d4 blanques peó · f4 blanques peó · a3 blanques peó · g3 blanques peó · c2 blanques peó · g2 blanques rei · h2 blanques peó · d1 negres dama | a7 negres peó · b7 negres peó · a6 negres rei · c6 negres alfil · e6 blanques torre · c5 blanques dama · d5 negres peó · f5 negres peó · b4 blanques peó · c4 negres cavall · d4 blanques peó · f4 blanques peó · a3 blanques peó · g3 blanques peó · c2 blanques peó · g2 blanques rei · h2 blanques peó · d1 negres dama | a7 negres peó · b7 negres peó · a6 negres rei · c6 negres alfil · e6 blanques torre · c5 blanques dama · d5 negres peó · f5 negres peó · b4 blanques peó · c4 negres cavall · d4 blanques peó · f4 blanques peó · a3 blanques peó · g3 blanques peó · c2 blanques peó · g2 blanques rei · h2 blanques peó · d1 negres dama | a7 negres peó · b7 negres peó · a6 negres rei · c6 negres alfil · e6 blanques torre · c5 blanques dama · d5 negres peó · f5 negres peó · b4 blanques peó · c4 negres cavall · d4 blanques peó · f4 blanques peó · a3 blanques peó · g3 blanques peó · c2 blanques peó · g2 blanques rei · h2 blanques peó · d1 negres dama | a7 negres peó · b7 negres peó · a6 negres rei · c6 negres alfil · e6 blanques torre · c5 blanques dama · d5 negres peó · f5 negres peó · b4 blanques peó · c4 negres cavall · d4 blanques peó · f4 blanques peó · a3 blanques peó · g3 blanques peó · c2 blanques peó · g2 blanques rei · h2 blanques peó · d1 negres dama | a7 negres peó · b7 negres peó · a6 negres rei · c6 negres alfil · e6 blanques torre · c5 blanques dama · d5 negres peó · f5 negres peó · b4 blanques peó · c4 negres cavall · d4 blanques peó · f4 blanques peó · a3 blanques peó · g3 blanques peó · c2 blanques peó · g2 blanques rei · h2 blanques peó · d1 negres dama | a7 negres peó · b7 negres peó · a6 negres rei · c6 negres alfil · e6 blanques torre · c5 blanques dama · d5 negres peó · f5 negres peó · b4 blanques peó · c4 negres cavall · d4 blanques peó · f4 blanques peó · a3 blanques peó · g3 blanques peó · c2 blanques peó · g2 blanques rei · h2 blanques peó · d1 negres dama | 7 |
| 6 | a7 negres peó · b7 negres peó · a6 negres rei · c6 negres alfil · e6 blanques torre · c5 blanques dama · d5 negres peó · f5 negres peó · b4 blanques peó · c4 negres cavall · d4 blanques peó · f4 blanques peó · a3 blanques peó · g3 blanques peó · c2 blanques peó · g2 blanques rei · h2 blanques peó · d1 negres dama | a7 negres peó · b7 negres peó · a6 negres rei · c6 negres alfil · e6 blanques torre · c5 blanques dama · d5 negres peó · f5 negres peó · b4 blanques peó · c4 negres cavall · d4 blanques peó · f4 blanques peó · a3 blanques peó · g3 blanques peó · c2 blanques peó · g2 blanques rei · h2 blanques peó · d1 negres dama | a7 negres peó · b7 negres peó · a6 negres rei · c6 negres alfil · e6 blanques torre · c5 blanques dama · d5 negres peó · f5 negres peó · b4 blanques peó · c4 negres cavall · d4 blanques peó · f4 blanques peó · a3 blanques peó · g3 blanques peó · c2 blanques peó · g2 blanques rei · h2 blanques peó · d1 negres dama | a7 negres peó · b7 negres peó · a6 negres rei · c6 negres alfil · e6 blanques torre · c5 blanques dama · d5 negres peó · f5 negres peó · b4 blanques peó · c4 negres cavall · d4 blanques peó · f4 blanques peó · a3 blanques peó · g3 blanques peó · c2 blanques peó · g2 blanques rei · h2 blanques peó · d1 negres dama | a7 negres peó · b7 negres peó · a6 negres rei · c6 negres alfil · e6 blanques torre · c5 blanques dama · d5 negres peó · f5 negres peó · b4 blanques peó · c4 negres cavall · d4 blanques peó · f4 blanques peó · a3 blanques peó · g3 blanques peó · c2 blanques peó · g2 blanques rei · h2 blanques peó · d1 negres dama | a7 negres peó · b7 negres peó · a6 negres rei · c6 negres alfil · e6 blanques torre · c5 blanques dama · d5 negres peó · f5 negres peó · b4 blanques peó · c4 negres cavall · d4 blanques peó · f4 blanques peó · a3 blanques peó · g3 blanques peó · c2 blanques peó · g2 blanques rei · h2 blanques peó · d1 negres dama | a7 negres peó · b7 negres peó · a6 negres rei · c6 negres alfil · e6 blanques torre · c5 blanques dama · d5 negres peó · f5 negres peó · b4 blanques peó · c4 negres cavall · d4 blanques peó · f4 blanques peó · a3 blanques peó · g3 blanques peó · c2 blanques peó · g2 blanques rei · h2 blanques peó · d1 negres dama | a7 negres peó · b7 negres peó · a6 negres rei · c6 negres alfil · e6 blanques torre · c5 blanques dama · d5 negres peó · f5 negres peó · b4 blanques peó · c4 negres cavall · d4 blanques peó · f4 blanques peó · a3 blanques peó · g3 blanques peó · c2 blanques peó · g2 blanques rei · h2 blanques peó · d1 negres dama | 6 |
| 5 | a7 negres peó · b7 negres peó · a6 negres rei · c6 negres alfil · e6 blanques torre · c5 blanques dama · d5 negres peó · f5 negres peó · b4 blanques peó · c4 negres cavall · d4 blanques peó · f4 blanques peó · a3 blanques peó · g3 blanques peó · c2 blanques peó · g2 blanques rei · h2 blanques peó · d1 negres dama | a7 negres peó · b7 negres peó · a6 negres rei · c6 negres alfil · e6 blanques torre · c5 blanques dama · d5 negres peó · f5 negres peó · b4 blanques peó · c4 negres cavall · d4 blanques peó · f4 blanques peó · a3 blanques peó · g3 blanques peó · c2 blanques peó · g2 blanques rei · h2 blanques peó · d1 negres dama | a7 negres peó · b7 negres peó · a6 negres rei · c6 negres alfil · e6 blanques torre · c5 blanques dama · d5 negres peó · f5 negres peó · b4 blanques peó · c4 negres cavall · d4 blanques peó · f4 blanques peó · a3 blanques peó · g3 blanques peó · c2 blanques peó · g2 blanques rei · h2 blanques peó · d1 negres dama | a7 negres peó · b7 negres peó · a6 negres rei · c6 negres alfil · e6 blanques torre · c5 blanques dama · d5 negres peó · f5 negres peó · b4 blanques peó · c4 negres cavall · d4 blanques peó · f4 blanques peó · a3 blanques peó · g3 blanques peó · c2 blanques peó · g2 blanques rei · h2 blanques peó · d1 negres dama | a7 negres peó · b7 negres peó · a6 negres rei · c6 negres alfil · e6 blanques torre · c5 blanques dama · d5 negres peó · f5 negres peó · b4 blanques peó · c4 negres cavall · d4 blanques peó · f4 blanques peó · a3 blanques peó · g3 blanques peó · c2 blanques peó · g2 blanques rei · h2 blanques peó · d1 negres dama | a7 negres peó · b7 negres peó · a6 negres rei · c6 negres alfil · e6 blanques torre · c5 blanques dama · d5 negres peó · f5 negres peó · b4 blanques peó · c4 negres cavall · d4 blanques peó · f4 blanques peó · a3 blanques peó · g3 blanques peó · c2 blanques peó · g2 blanques rei · h2 blanques peó · d1 negres dama | a7 negres peó · b7 negres peó · a6 negres rei · c6 negres alfil · e6 blanques torre · c5 blanques dama · d5 negres peó · f5 negres peó · b4 blanques peó · c4 negres cavall · d4 blanques peó · f4 blanques peó · a3 blanques peó · g3 blanques peó · c2 blanques peó · g2 blanques rei · h2 blanques peó · d1 negres dama | a7 negres peó · b7 negres peó · a6 negres rei · c6 negres alfil · e6 blanques torre · c5 blanques dama · d5 negres peó · f5 negres peó · b4 blanques peó · c4 negres cavall · d4 blanques peó · f4 blanques peó · a3 blanques peó · g3 blanques peó · c2 blanques peó · g2 blanques rei · h2 blanques peó · d1 negres dama | 5 |
| 4 | a7 negres peó · b7 negres peó · a6 negres rei · c6 negres alfil · e6 blanques torre · c5 blanques dama · d5 negres peó · f5 negres peó · b4 blanques peó · c4 negres cavall · d4 blanques peó · f4 blanques peó · a3 blanques peó · g3 blanques peó · c2 blanques peó · g2 blanques rei · h2 blanques peó · d1 negres dama | a7 negres peó · b7 negres peó · a6 negres rei · c6 negres alfil · e6 blanques torre · c5 blanques dama · d5 negres peó · f5 negres peó · b4 blanques peó · c4 negres cavall · d4 blanques peó · f4 blanques peó · a3 blanques peó · g3 blanques peó · c2 blanques peó · g2 blanques rei · h2 blanques peó · d1 negres dama | a7 negres peó · b7 negres peó · a6 negres rei · c6 negres alfil · e6 blanques torre · c5 blanques dama · d5 negres peó · f5 negres peó · b4 blanques peó · c4 negres cavall · d4 blanques peó · f4 blanques peó · a3 blanques peó · g3 blanques peó · c2 blanques peó · g2 blanques rei · h2 blanques peó · d1 negres dama | a7 negres peó · b7 negres peó · a6 negres rei · c6 negres alfil · e6 blanques torre · c5 blanques dama · d5 negres peó · f5 negres peó · b4 blanques peó · c4 negres cavall · d4 blanques peó · f4 blanques peó · a3 blanques peó · g3 blanques peó · c2 blanques peó · g2 blanques rei · h2 blanques peó · d1 negres dama | a7 negres peó · b7 negres peó · a6 negres rei · c6 negres alfil · e6 blanques torre · c5 blanques dama · d5 negres peó · f5 negres peó · b4 blanques peó · c4 negres cavall · d4 blanques peó · f4 blanques peó · a3 blanques peó · g3 blanques peó · c2 blanques peó · g2 blanques rei · h2 blanques peó · d1 negres dama | a7 negres peó · b7 negres peó · a6 negres rei · c6 negres alfil · e6 blanques torre · c5 blanques dama · d5 negres peó · f5 negres peó · b4 blanques peó · c4 negres cavall · d4 blanques peó · f4 blanques peó · a3 blanques peó · g3 blanques peó · c2 blanques peó · g2 blanques rei · h2 blanques peó · d1 negres dama | a7 negres peó · b7 negres peó · a6 negres rei · c6 negres alfil · e6 blanques torre · c5 blanques dama · d5 negres peó · f5 negres peó · b4 blanques peó · c4 negres cavall · d4 blanques peó · f4 blanques peó · a3 blanques peó · g3 blanques peó · c2 blanques peó · g2 blanques rei · h2 blanques peó · d1 negres dama | a7 negres peó · b7 negres peó · a6 negres rei · c6 negres alfil · e6 blanques torre · c5 blanques dama · d5 negres peó · f5 negres peó · b4 blanques peó · c4 negres cavall · d4 blanques peó · f4 blanques peó · a3 blanques peó · g3 blanques peó · c2 blanques peó · g2 blanques rei · h2 blanques peó · d1 negres dama | 4 |
| 3 | a7 negres peó · b7 negres peó · a6 negres rei · c6 negres alfil · e6 blanques torre · c5 blanques dama · d5 negres peó · f5 negres peó · b4 blanques peó · c4 negres cavall · d4 blanques peó · f4 blanques peó · a3 blanques peó · g3 blanques peó · c2 blanques peó · g2 blanques rei · h2 blanques peó · d1 negres dama | a7 negres peó · b7 negres peó · a6 negres rei · c6 negres alfil · e6 blanques torre · c5 blanques dama · d5 negres peó · f5 negres peó · b4 blanques peó · c4 negres cavall · d4 blanques peó · f4 blanques peó · a3 blanques peó · g3 blanques peó · c2 blanques peó · g2 blanques rei · h2 blanques peó · d1 negres dama | a7 negres peó · b7 negres peó · a6 negres rei · c6 negres alfil · e6 blanques torre · c5 blanques dama · d5 negres peó · f5 negres peó · b4 blanques peó · c4 negres cavall · d4 blanques peó · f4 blanques peó · a3 blanques peó · g3 blanques peó · c2 blanques peó · g2 blanques rei · h2 blanques peó · d1 negres dama | a7 negres peó · b7 negres peó · a6 negres rei · c6 negres alfil · e6 blanques torre · c5 blanques dama · d5 negres peó · f5 negres peó · b4 blanques peó · c4 negres cavall · d4 blanques peó · f4 blanques peó · a3 blanques peó · g3 blanques peó · c2 blanques peó · g2 blanques rei · h2 blanques peó · d1 negres dama | a7 negres peó · b7 negres peó · a6 negres rei · c6 negres alfil · e6 blanques torre · c5 blanques dama · d5 negres peó · f5 negres peó · b4 blanques peó · c4 negres cavall · d4 blanques peó · f4 blanques peó · a3 blanques peó · g3 blanques peó · c2 blanques peó · g2 blanques rei · h2 blanques peó · d1 negres dama | a7 negres peó · b7 negres peó · a6 negres rei · c6 negres alfil · e6 blanques torre · c5 blanques dama · d5 negres peó · f5 negres peó · b4 blanques peó · c4 negres cavall · d4 blanques peó · f4 blanques peó · a3 blanques peó · g3 blanques peó · c2 blanques peó · g2 blanques rei · h2 blanques peó · d1 negres dama | a7 negres peó · b7 negres peó · a6 negres rei · c6 negres alfil · e6 blanques torre · c5 blanques dama · d5 negres peó · f5 negres peó · b4 blanques peó · c4 negres cavall · d4 blanques peó · f4 blanques peó · a3 blanques peó · g3 blanques peó · c2 blanques peó · g2 blanques rei · h2 blanques peó · d1 negres dama | a7 negres peó · b7 negres peó · a6 negres rei · c6 negres alfil · e6 blanques torre · c5 blanques dama · d5 negres peó · f5 negres peó · b4 blanques peó · c4 negres cavall · d4 blanques peó · f4 blanques peó · a3 blanques peó · g3 blanques peó · c2 blanques peó · g2 blanques rei · h2 blanques peó · d1 negres dama | 3 |
| 2 | a7 negres peó · b7 negres peó · a6 negres rei · c6 negres alfil · e6 blanques torre · c5 blanques dama · d5 negres peó · f5 negres peó · b4 blanques peó · c4 negres cavall · d4 blanques peó · f4 blanques peó · a3 blanques peó · g3 blanques peó · c2 blanques peó · g2 blanques rei · h2 blanques peó · d1 negres dama | a7 negres peó · b7 negres peó · a6 negres rei · c6 negres alfil · e6 blanques torre · c5 blanques dama · d5 negres peó · f5 negres peó · b4 blanques peó · c4 negres cavall · d4 blanques peó · f4 blanques peó · a3 blanques peó · g3 blanques peó · c2 blanques peó · g2 blanques rei · h2 blanques peó · d1 negres dama | a7 negres peó · b7 negres peó · a6 negres rei · c6 negres alfil · e6 blanques torre · c5 blanques dama · d5 negres peó · f5 negres peó · b4 blanques peó · c4 negres cavall · d4 blanques peó · f4 blanques peó · a3 blanques peó · g3 blanques peó · c2 blanques peó · g2 blanques rei · h2 blanques peó · d1 negres dama | a7 negres peó · b7 negres peó · a6 negres rei · c6 negres alfil · e6 blanques torre · c5 blanques dama · d5 negres peó · f5 negres peó · b4 blanques peó · c4 negres cavall · d4 blanques peó · f4 blanques peó · a3 blanques peó · g3 blanques peó · c2 blanques peó · g2 blanques rei · h2 blanques peó · d1 negres dama | a7 negres peó · b7 negres peó · a6 negres rei · c6 negres alfil · e6 blanques torre · c5 blanques dama · d5 negres peó · f5 negres peó · b4 blanques peó · c4 negres cavall · d4 blanques peó · f4 blanques peó · a3 blanques peó · g3 blanques peó · c2 blanques peó · g2 blanques rei · h2 blanques peó · d1 negres dama | a7 negres peó · b7 negres peó · a6 negres rei · c6 negres alfil · e6 blanques torre · c5 blanques dama · d5 negres peó · f5 negres peó · b4 blanques peó · c4 negres cavall · d4 blanques peó · f4 blanques peó · a3 blanques peó · g3 blanques peó · c2 blanques peó · g2 blanques rei · h2 blanques peó · d1 negres dama | a7 negres peó · b7 negres peó · a6 negres rei · c6 negres alfil · e6 blanques torre · c5 blanques dama · d5 negres peó · f5 negres peó · b4 blanques peó · c4 negres cavall · d4 blanques peó · f4 blanques peó · a3 blanques peó · g3 blanques peó · c2 blanques peó · g2 blanques rei · h2 blanques peó · d1 negres dama | a7 negres peó · b7 negres peó · a6 negres rei · c6 negres alfil · e6 blanques torre · c5 blanques dama · d5 negres peó · f5 negres peó · b4 blanques peó · c4 negres cavall · d4 blanques peó · f4 blanques peó · a3 blanques peó · g3 blanques peó · c2 blanques peó · g2 blanques rei · h2 blanques peó · d1 negres dama | 2 |
| 1 | a7 negres peó · b7 negres peó · a6 negres rei · c6 negres alfil · e6 blanques torre · c5 blanques dama · d5 negres peó · f5 negres peó · b4 blanques peó · c4 negres cavall · d4 blanques peó · f4 blanques peó · a3 blanques peó · g3 blanques peó · c2 blanques peó · g2 blanques rei · h2 blanques peó · d1 negres dama | a7 negres peó · b7 negres peó · a6 negres rei · c6 negres alfil · e6 blanques torre · c5 blanques dama · d5 negres peó · f5 negres peó · b4 blanques peó · c4 negres cavall · d4 blanques peó · f4 blanques peó · a3 blanques peó · g3 blanques peó · c2 blanques peó · g2 blanques rei · h2 blanques peó · d1 negres dama | a7 negres peó · b7 negres peó · a6 negres rei · c6 negres alfil · e6 blanques torre · c5 blanques dama · d5 negres peó · f5 negres peó · b4 blanques peó · c4 negres cavall · d4 blanques peó · f4 blanques peó · a3 blanques peó · g3 blanques peó · c2 blanques peó · g2 blanques rei · h2 blanques peó · d1 negres dama | a7 negres peó · b7 negres peó · a6 negres rei · c6 negres alfil · e6 blanques torre · c5 blanques dama · d5 negres peó · f5 negres peó · b4 blanques peó · c4 negres cavall · d4 blanques peó · f4 blanques peó · a3 blanques peó · g3 blanques peó · c2 blanques peó · g2 blanques rei · h2 blanques peó · d1 negres dama | a7 negres peó · b7 negres peó · a6 negres rei · c6 negres alfil · e6 blanques torre · c5 blanques dama · d5 negres peó · f5 negres peó · b4 blanques peó · c4 negres cavall · d4 blanques peó · f4 blanques peó · a3 blanques peó · g3 blanques peó · c2 blanques peó · g2 blanques rei · h2 blanques peó · d1 negres dama | a7 negres peó · b7 negres peó · a6 negres rei · c6 negres alfil · e6 blanques torre · c5 blanques dama · d5 negres peó · f5 negres peó · b4 blanques peó · c4 negres cavall · d4 blanques peó · f4 blanques peó · a3 blanques peó · g3 blanques peó · c2 blanques peó · g2 blanques rei · h2 blanques peó · d1 negres dama | a7 negres peó · b7 negres peó · a6 negres rei · c6 negres alfil · e6 blanques torre · c5 blanques dama · d5 negres peó · f5 negres peó · b4 blanques peó · c4 negres cavall · d4 blanques peó · f4 blanques peó · a3 blanques peó · g3 blanques peó · c2 blanques peó · g2 blanques rei · h2 blanques peó · d1 negres dama | a7 negres peó · b7 negres peó · a6 negres rei · c6 negres alfil · e6 blanques torre · c5 blanques dama · d5 negres peó · f5 negres peó · b4 blanques peó · c4 negres cavall · d4 blanques peó · f4 blanques peó · a3 blanques peó · g3 blanques peó · c2 blanques peó · g2 blanques rei · h2 blanques peó · d1 negres dama | 1 |
|   | a | b | c | d | e | f | g | h |   |

A Kortxnoi-Vaganian, Skellefteå 1989, un similar sacrifici de tres peces hauria permès en Vaganian de salvar la partida. A partir de la posició de l'esquerra, en Vaganian jugà 35...Dxc2+? 36.Rh3 Da4 37.Rh4. Jacob Aagaard indica que ara "les blanques tenen un final guanyador, el qual efectivament en Kortxnoi acabà guanyant". En lloc d'això, Aagaard recomana 35...b6!!, quan la natural 36.Dxc6 es trobaria amb 36...Ce3+! 37.Txe3 Df1+! (diagrama de la dreta) 38.Rxf1 ofegat (Aagaard 2004:28).
|   | a | b | c | d | e | f | g | h |   |
| 8 | a7 negres peó · a6 negres rei · b6 negres peó · c6 blanques dama · d5 negres peó · f5 negres peó · b4 blanques peó · d4 blanques peó · f4 blanques peó · a3 blanques peó · e3 blanques torre · g3 blanques peó · c2 blanques peó · g2 blanques rei · h2 blanques peó · f1 negres dama | a7 negres peó · a6 negres rei · b6 negres peó · c6 blanques dama · d5 negres peó · f5 negres peó · b4 blanques peó · d4 blanques peó · f4 blanques peó · a3 blanques peó · e3 blanques torre · g3 blanques peó · c2 blanques peó · g2 blanques rei · h2 blanques peó · f1 negres dama | a7 negres peó · a6 negres rei · b6 negres peó · c6 blanques dama · d5 negres peó · f5 negres peó · b4 blanques peó · d4 blanques peó · f4 blanques peó · a3 blanques peó · e3 blanques torre · g3 blanques peó · c2 blanques peó · g2 blanques rei · h2 blanques peó · f1 negres dama | a7 negres peó · a6 negres rei · b6 negres peó · c6 blanques dama · d5 negres peó · f5 negres peó · b4 blanques peó · d4 blanques peó · f4 blanques peó · a3 blanques peó · e3 blanques torre · g3 blanques peó · c2 blanques peó · g2 blanques rei · h2 blanques peó · f1 negres dama | a7 negres peó · a6 negres rei · b6 negres peó · c6 blanques dama · d5 negres peó · f5 negres peó · b4 blanques peó · d4 blanques peó · f4 blanques peó · a3 blanques peó · e3 blanques torre · g3 blanques peó · c2 blanques peó · g2 blanques rei · h2 blanques peó · f1 negres dama | a7 negres peó · a6 negres rei · b6 negres peó · c6 blanques dama · d5 negres peó · f5 negres peó · b4 blanques peó · d4 blanques peó · f4 blanques peó · a3 blanques peó · e3 blanques torre · g3 blanques peó · c2 blanques peó · g2 blanques rei · h2 blanques peó · f1 negres dama | a7 negres peó · a6 negres rei · b6 negres peó · c6 blanques dama · d5 negres peó · f5 negres peó · b4 blanques peó · d4 blanques peó · f4 blanques peó · a3 blanques peó · e3 blanques torre · g3 blanques peó · c2 blanques peó · g2 blanques rei · h2 blanques peó · f1 negres dama | a7 negres peó · a6 negres rei · b6 negres peó · c6 blanques dama · d5 negres peó · f5 negres peó · b4 blanques peó · d4 blanques peó · f4 blanques peó · a3 blanques peó · e3 blanques torre · g3 blanques peó · c2 blanques peó · g2 blanques rei · h2 blanques peó · f1 negres dama | 8 |
| 7 | a7 negres peó · a6 negres rei · b6 negres peó · c6 blanques dama · d5 negres peó · f5 negres peó · b4 blanques peó · d4 blanques peó · f4 blanques peó · a3 blanques peó · e3 blanques torre · g3 blanques peó · c2 blanques peó · g2 blanques rei · h2 blanques peó · f1 negres dama | a7 negres peó · a6 negres rei · b6 negres peó · c6 blanques dama · d5 negres peó · f5 negres peó · b4 blanques peó · d4 blanques peó · f4 blanques peó · a3 blanques peó · e3 blanques torre · g3 blanques peó · c2 blanques peó · g2 blanques rei · h2 blanques peó · f1 negres dama | a7 negres peó · a6 negres rei · b6 negres peó · c6 blanques dama · d5 negres peó · f5 negres peó · b4 blanques peó · d4 blanques peó · f4 blanques peó · a3 blanques peó · e3 blanques torre · g3 blanques peó · c2 blanques peó · g2 blanques rei · h2 blanques peó · f1 negres dama | a7 negres peó · a6 negres rei · b6 negres peó · c6 blanques dama · d5 negres peó · f5 negres peó · b4 blanques peó · d4 blanques peó · f4 blanques peó · a3 blanques peó · e3 blanques torre · g3 blanques peó · c2 blanques peó · g2 blanques rei · h2 blanques peó · f1 negres dama | a7 negres peó · a6 negres rei · b6 negres peó · c6 blanques dama · d5 negres peó · f5 negres peó · b4 blanques peó · d4 blanques peó · f4 blanques peó · a3 blanques peó · e3 blanques torre · g3 blanques peó · c2 blanques peó · g2 blanques rei · h2 blanques peó · f1 negres dama | a7 negres peó · a6 negres rei · b6 negres peó · c6 blanques dama · d5 negres peó · f5 negres peó · b4 blanques peó · d4 blanques peó · f4 blanques peó · a3 blanques peó · e3 blanques torre · g3 blanques peó · c2 blanques peó · g2 blanques rei · h2 blanques peó · f1 negres dama | a7 negres peó · a6 negres rei · b6 negres peó · c6 blanques dama · d5 negres peó · f5 negres peó · b4 blanques peó · d4 blanques peó · f4 blanques peó · a3 blanques peó · e3 blanques torre · g3 blanques peó · c2 blanques peó · g2 blanques rei · h2 blanques peó · f1 negres dama | a7 negres peó · a6 negres rei · b6 negres peó · c6 blanques dama · d5 negres peó · f5 negres peó · b4 blanques peó · d4 blanques peó · f4 blanques peó · a3 blanques peó · e3 blanques torre · g3 blanques peó · c2 blanques peó · g2 blanques rei · h2 blanques peó · f1 negres dama | 7 |
| 6 | a7 negres peó · a6 negres rei · b6 negres peó · c6 blanques dama · d5 negres peó · f5 negres peó · b4 blanques peó · d4 blanques peó · f4 blanques peó · a3 blanques peó · e3 blanques torre · g3 blanques peó · c2 blanques peó · g2 blanques rei · h2 blanques peó · f1 negres dama | a7 negres peó · a6 negres rei · b6 negres peó · c6 blanques dama · d5 negres peó · f5 negres peó · b4 blanques peó · d4 blanques peó · f4 blanques peó · a3 blanques peó · e3 blanques torre · g3 blanques peó · c2 blanques peó · g2 blanques rei · h2 blanques peó · f1 negres dama | a7 negres peó · a6 negres rei · b6 negres peó · c6 blanques dama · d5 negres peó · f5 negres peó · b4 blanques peó · d4 blanques peó · f4 blanques peó · a3 blanques peó · e3 blanques torre · g3 blanques peó · c2 blanques peó · g2 blanques rei · h2 blanques peó · f1 negres dama | a7 negres peó · a6 negres rei · b6 negres peó · c6 blanques dama · d5 negres peó · f5 negres peó · b4 blanques peó · d4 blanques peó · f4 blanques peó · a3 blanques peó · e3 blanques torre · g3 blanques peó · c2 blanques peó · g2 blanques rei · h2 blanques peó · f1 negres dama | a7 negres peó · a6 negres rei · b6 negres peó · c6 blanques dama · d5 negres peó · f5 negres peó · b4 blanques peó · d4 blanques peó · f4 blanques peó · a3 blanques peó · e3 blanques torre · g3 blanques peó · c2 blanques peó · g2 blanques rei · h2 blanques peó · f1 negres dama | a7 negres peó · a6 negres rei · b6 negres peó · c6 blanques dama · d5 negres peó · f5 negres peó · b4 blanques peó · d4 blanques peó · f4 blanques peó · a3 blanques peó · e3 blanques torre · g3 blanques peó · c2 blanques peó · g2 blanques rei · h2 blanques peó · f1 negres dama | a7 negres peó · a6 negres rei · b6 negres peó · c6 blanques dama · d5 negres peó · f5 negres peó · b4 blanques peó · d4 blanques peó · f4 blanques peó · a3 blanques peó · e3 blanques torre · g3 blanques peó · c2 blanques peó · g2 blanques rei · h2 blanques peó · f1 negres dama | a7 negres peó · a6 negres rei · b6 negres peó · c6 blanques dama · d5 negres peó · f5 negres peó · b4 blanques peó · d4 blanques peó · f4 blanques peó · a3 blanques peó · e3 blanques torre · g3 blanques peó · c2 blanques peó · g2 blanques rei · h2 blanques peó · f1 negres dama | 6 |
| 5 | a7 negres peó · a6 negres rei · b6 negres peó · c6 blanques dama · d5 negres peó · f5 negres peó · b4 blanques peó · d4 blanques peó · f4 blanques peó · a3 blanques peó · e3 blanques torre · g3 blanques peó · c2 blanques peó · g2 blanques rei · h2 blanques peó · f1 negres dama | a7 negres peó · a6 negres rei · b6 negres peó · c6 blanques dama · d5 negres peó · f5 negres peó · b4 blanques peó · d4 blanques peó · f4 blanques peó · a3 blanques peó · e3 blanques torre · g3 blanques peó · c2 blanques peó · g2 blanques rei · h2 blanques peó · f1 negres dama | a7 negres peó · a6 negres rei · b6 negres peó · c6 blanques dama · d5 negres peó · f5 negres peó · b4 blanques peó · d4 blanques peó · f4 blanques peó · a3 blanques peó · e3 blanques torre · g3 blanques peó · c2 blanques peó · g2 blanques rei · h2 blanques peó · f1 negres dama | a7 negres peó · a6 negres rei · b6 negres peó · c6 blanques dama · d5 negres peó · f5 negres peó · b4 blanques peó · d4 blanques peó · f4 blanques peó · a3 blanques peó · e3 blanques torre · g3 blanques peó · c2 blanques peó · g2 blanques rei · h2 blanques peó · f1 negres dama | a7 negres peó · a6 negres rei · b6 negres peó · c6 blanques dama · d5 negres peó · f5 negres peó · b4 blanques peó · d4 blanques peó · f4 blanques peó · a3 blanques peó · e3 blanques torre · g3 blanques peó · c2 blanques peó · g2 blanques rei · h2 blanques peó · f1 negres dama | a7 negres peó · a6 negres rei · b6 negres peó · c6 blanques dama · d5 negres peó · f5 negres peó · b4 blanques peó · d4 blanques peó · f4 blanques peó · a3 blanques peó · e3 blanques torre · g3 blanques peó · c2 blanques peó · g2 blanques rei · h2 blanques peó · f1 negres dama | a7 negres peó · a6 negres rei · b6 negres peó · c6 blanques dama · d5 negres peó · f5 negres peó · b4 blanques peó · d4 blanques peó · f4 blanques peó · a3 blanques peó · e3 blanques torre · g3 blanques peó · c2 blanques peó · g2 blanques rei · h2 blanques peó · f1 negres dama | a7 negres peó · a6 negres rei · b6 negres peó · c6 blanques dama · d5 negres peó · f5 negres peó · b4 blanques peó · d4 blanques peó · f4 blanques peó · a3 blanques peó · e3 blanques torre · g3 blanques peó · c2 blanques peó · g2 blanques rei · h2 blanques peó · f1 negres dama | 5 |
| 4 | a7 negres peó · a6 negres rei · b6 negres peó · c6 blanques dama · d5 negres peó · f5 negres peó · b4 blanques peó · d4 blanques peó · f4 blanques peó · a3 blanques peó · e3 blanques torre · g3 blanques peó · c2 blanques peó · g2 blanques rei · h2 blanques peó · f1 negres dama | a7 negres peó · a6 negres rei · b6 negres peó · c6 blanques dama · d5 negres peó · f5 negres peó · b4 blanques peó · d4 blanques peó · f4 blanques peó · a3 blanques peó · e3 blanques torre · g3 blanques peó · c2 blanques peó · g2 blanques rei · h2 blanques peó · f1 negres dama | a7 negres peó · a6 negres rei · b6 negres peó · c6 blanques dama · d5 negres peó · f5 negres peó · b4 blanques peó · d4 blanques peó · f4 blanques peó · a3 blanques peó · e3 blanques torre · g3 blanques peó · c2 blanques peó · g2 blanques rei · h2 blanques peó · f1 negres dama | a7 negres peó · a6 negres rei · b6 negres peó · c6 blanques dama · d5 negres peó · f5 negres peó · b4 blanques peó · d4 blanques peó · f4 blanques peó · a3 blanques peó · e3 blanques torre · g3 blanques peó · c2 blanques peó · g2 blanques rei · h2 blanques peó · f1 negres dama | a7 negres peó · a6 negres rei · b6 negres peó · c6 blanques dama · d5 negres peó · f5 negres peó · b4 blanques peó · d4 blanques peó · f4 blanques peó · a3 blanques peó · e3 blanques torre · g3 blanques peó · c2 blanques peó · g2 blanques rei · h2 blanques peó · f1 negres dama | a7 negres peó · a6 negres rei · b6 negres peó · c6 blanques dama · d5 negres peó · f5 negres peó · b4 blanques peó · d4 blanques peó · f4 blanques peó · a3 blanques peó · e3 blanques torre · g3 blanques peó · c2 blanques peó · g2 blanques rei · h2 blanques peó · f1 negres dama | a7 negres peó · a6 negres rei · b6 negres peó · c6 blanques dama · d5 negres peó · f5 negres peó · b4 blanques peó · d4 blanques peó · f4 blanques peó · a3 blanques peó · e3 blanques torre · g3 blanques peó · c2 blanques peó · g2 blanques rei · h2 blanques peó · f1 negres dama | a7 negres peó · a6 negres rei · b6 negres peó · c6 blanques dama · d5 negres peó · f5 negres peó · b4 blanques peó · d4 blanques peó · f4 blanques peó · a3 blanques peó · e3 blanques torre · g3 blanques peó · c2 blanques peó · g2 blanques rei · h2 blanques peó · f1 negres dama | 4 |
| 3 | a7 negres peó · a6 negres rei · b6 negres peó · c6 blanques dama · d5 negres peó · f5 negres peó · b4 blanques peó · d4 blanques peó · f4 blanques peó · a3 blanques peó · e3 blanques torre · g3 blanques peó · c2 blanques peó · g2 blanques rei · h2 blanques peó · f1 negres dama | a7 negres peó · a6 negres rei · b6 negres peó · c6 blanques dama · d5 negres peó · f5 negres peó · b4 blanques peó · d4 blanques peó · f4 blanques peó · a3 blanques peó · e3 blanques torre · g3 blanques peó · c2 blanques peó · g2 blanques rei · h2 blanques peó · f1 negres dama | a7 negres peó · a6 negres rei · b6 negres peó · c6 blanques dama · d5 negres peó · f5 negres peó · b4 blanques peó · d4 blanques peó · f4 blanques peó · a3 blanques peó · e3 blanques torre · g3 blanques peó · c2 blanques peó · g2 blanques rei · h2 blanques peó · f1 negres dama | a7 negres peó · a6 negres rei · b6 negres peó · c6 blanques dama · d5 negres peó · f5 negres peó · b4 blanques peó · d4 blanques peó · f4 blanques peó · a3 blanques peó · e3 blanques torre · g3 blanques peó · c2 blanques peó · g2 blanques rei · h2 blanques peó · f1 negres dama | a7 negres peó · a6 negres rei · b6 negres peó · c6 blanques dama · d5 negres peó · f5 negres peó · b4 blanques peó · d4 blanques peó · f4 blanques peó · a3 blanques peó · e3 blanques torre · g3 blanques peó · c2 blanques peó · g2 blanques rei · h2 blanques peó · f1 negres dama | a7 negres peó · a6 negres rei · b6 negres peó · c6 blanques dama · d5 negres peó · f5 negres peó · b4 blanques peó · d4 blanques peó · f4 blanques peó · a3 blanques peó · e3 blanques torre · g3 blanques peó · c2 blanques peó · g2 blanques rei · h2 blanques peó · f1 negres dama | a7 negres peó · a6 negres rei · b6 negres peó · c6 blanques dama · d5 negres peó · f5 negres peó · b4 blanques peó · d4 blanques peó · f4 blanques peó · a3 blanques peó · e3 blanques torre · g3 blanques peó · c2 blanques peó · g2 blanques rei · h2 blanques peó · f1 negres dama | a7 negres peó · a6 negres rei · b6 negres peó · c6 blanques dama · d5 negres peó · f5 negres peó · b4 blanques peó · d4 blanques peó · f4 blanques peó · a3 blanques peó · e3 blanques torre · g3 blanques peó · c2 blanques peó · g2 blanques rei · h2 blanques peó · f1 negres dama | 3 |
| 2 | a7 negres peó · a6 negres rei · b6 negres peó · c6 blanques dama · d5 negres peó · f5 negres peó · b4 blanques peó · d4 blanques peó · f4 blanques peó · a3 blanques peó · e3 blanques torre · g3 blanques peó · c2 blanques peó · g2 blanques rei · h2 blanques peó · f1 negres dama | a7 negres peó · a6 negres rei · b6 negres peó · c6 blanques dama · d5 negres peó · f5 negres peó · b4 blanques peó · d4 blanques peó · f4 blanques peó · a3 blanques peó · e3 blanques torre · g3 blanques peó · c2 blanques peó · g2 blanques rei · h2 blanques peó · f1 negres dama | a7 negres peó · a6 negres rei · b6 negres peó · c6 blanques dama · d5 negres peó · f5 negres peó · b4 blanques peó · d4 blanques peó · f4 blanques peó · a3 blanques peó · e3 blanques torre · g3 blanques peó · c2 blanques peó · g2 blanques rei · h2 blanques peó · f1 negres dama | a7 negres peó · a6 negres rei · b6 negres peó · c6 blanques dama · d5 negres peó · f5 negres peó · b4 blanques peó · d4 blanques peó · f4 blanques peó · a3 blanques peó · e3 blanques torre · g3 blanques peó · c2 blanques peó · g2 blanques rei · h2 blanques peó · f1 negres dama | a7 negres peó · a6 negres rei · b6 negres peó · c6 blanques dama · d5 negres peó · f5 negres peó · b4 blanques peó · d4 blanques peó · f4 blanques peó · a3 blanques peó · e3 blanques torre · g3 blanques peó · c2 blanques peó · g2 blanques rei · h2 blanques peó · f1 negres dama | a7 negres peó · a6 negres rei · b6 negres peó · c6 blanques dama · d5 negres peó · f5 negres peó · b4 blanques peó · d4 blanques peó · f4 blanques peó · a3 blanques peó · e3 blanques torre · g3 blanques peó · c2 blanques peó · g2 blanques rei · h2 blanques peó · f1 negres dama | a7 negres peó · a6 negres rei · b6 negres peó · c6 blanques dama · d5 negres peó · f5 negres peó · b4 blanques peó · d4 blanques peó · f4 blanques peó · a3 blanques peó · e3 blanques torre · g3 blanques peó · c2 blanques peó · g2 blanques rei · h2 blanques peó · f1 negres dama | a7 negres peó · a6 negres rei · b6 negres peó · c6 blanques dama · d5 negres peó · f5 negres peó · b4 blanques peó · d4 blanques peó · f4 blanques peó · a3 blanques peó · e3 blanques torre · g3 blanques peó · c2 blanques peó · g2 blanques rei · h2 blanques peó · f1 negres dama | 2 |
| 1 | a7 negres peó · a6 negres rei · b6 negres peó · c6 blanques dama · d5 negres peó · f5 negres peó · b4 blanques peó · d4 blanques peó · f4 blanques peó · a3 blanques peó · e3 blanques torre · g3 blanques peó · c2 blanques peó · g2 blanques rei · h2 blanques peó · f1 negres dama | a7 negres peó · a6 negres rei · b6 negres peó · c6 blanques dama · d5 negres peó · f5 negres peó · b4 blanques peó · d4 blanques peó · f4 blanques peó · a3 blanques peó · e3 blanques torre · g3 blanques peó · c2 blanques peó · g2 blanques rei · h2 blanques peó · f1 negres dama | a7 negres peó · a6 negres rei · b6 negres peó · c6 blanques dama · d5 negres peó · f5 negres peó · b4 blanques peó · d4 blanques peó · f4 blanques peó · a3 blanques peó · e3 blanques torre · g3 blanques peó · c2 blanques peó · g2 blanques rei · h2 blanques peó · f1 negres dama | a7 negres peó · a6 negres rei · b6 negres peó · c6 blanques dama · d5 negres peó · f5 negres peó · b4 blanques peó · d4 blanques peó · f4 blanques peó · a3 blanques peó · e3 blanques torre · g3 blanques peó · c2 blanques peó · g2 blanques rei · h2 blanques peó · f1 negres dama | a7 negres peó · a6 negres rei · b6 negres peó · c6 blanques dama · d5 negres peó · f5 negres peó · b4 blanques peó · d4 blanques peó · f4 blanques peó · a3 blanques peó · e3 blanques torre · g3 blanques peó · c2 blanques peó · g2 blanques rei · h2 blanques peó · f1 negres dama | a7 negres peó · a6 negres rei · b6 negres peó · c6 blanques dama · d5 negres peó · f5 negres peó · b4 blanques peó · d4 blanques peó · f4 blanques peó · a3 blanques peó · e3 blanques torre · g3 blanques peó · c2 blanques peó · g2 blanques rei · h2 blanques peó · f1 negres dama | a7 negres peó · a6 negres rei · b6 negres peó · c6 blanques dama · d5 negres peó · f5 negres peó · b4 blanques peó · d4 blanques peó · f4 blanques peó · a3 blanques peó · e3 blanques torre · g3 blanques peó · c2 blanques peó · g2 blanques rei · h2 blanques peó · f1 negres dama | a7 negres peó · a6 negres rei · b6 negres peó · c6 blanques dama · d5 negres peó · f5 negres peó · b4 blanques peó · d4 blanques peó · f4 blanques peó · a3 blanques peó · e3 blanques torre · g3 blanques peó · c2 blanques peó · g2 blanques rei · h2 blanques peó · f1 negres dama | 1 |
|   | a | b | c | d | e | f | g | h |   |

### Korn - Pitschak, 1936
|   | a | b | c | d | e | f | g | h |   |
| 8 | e8 negres rei · a7 negres peó · c7 negres cavall · g7 negres peó · h7 negres peó · a6 blanques peó · e6 blanques peó · e5 blanques peó · d4 negres dama · g4 blanques dama · d3 negres peó · g3 negres peó · e2 blanques alfil · g2 blanques peó · f1 blanques torre · h1 blanques rei | e8 negres rei · a7 negres peó · c7 negres cavall · g7 negres peó · h7 negres peó · a6 blanques peó · e6 blanques peó · e5 blanques peó · d4 negres dama · g4 blanques dama · d3 negres peó · g3 negres peó · e2 blanques alfil · g2 blanques peó · f1 blanques torre · h1 blanques rei | e8 negres rei · a7 negres peó · c7 negres cavall · g7 negres peó · h7 negres peó · a6 blanques peó · e6 blanques peó · e5 blanques peó · d4 negres dama · g4 blanques dama · d3 negres peó · g3 negres peó · e2 blanques alfil · g2 blanques peó · f1 blanques torre · h1 blanques rei | e8 negres rei · a7 negres peó · c7 negres cavall · g7 negres peó · h7 negres peó · a6 blanques peó · e6 blanques peó · e5 blanques peó · d4 negres dama · g4 blanques dama · d3 negres peó · g3 negres peó · e2 blanques alfil · g2 blanques peó · f1 blanques torre · h1 blanques rei | e8 negres rei · a7 negres peó · c7 negres cavall · g7 negres peó · h7 negres peó · a6 blanques peó · e6 blanques peó · e5 blanques peó · d4 negres dama · g4 blanques dama · d3 negres peó · g3 negres peó · e2 blanques alfil · g2 blanques peó · f1 blanques torre · h1 blanques rei | e8 negres rei · a7 negres peó · c7 negres cavall · g7 negres peó · h7 negres peó · a6 blanques peó · e6 blanques peó · e5 blanques peó · d4 negres dama · g4 blanques dama · d3 negres peó · g3 negres peó · e2 blanques alfil · g2 blanques peó · f1 blanques torre · h1 blanques rei | e8 negres rei · a7 negres peó · c7 negres cavall · g7 negres peó · h7 negres peó · a6 blanques peó · e6 blanques peó · e5 blanques peó · d4 negres dama · g4 blanques dama · d3 negres peó · g3 negres peó · e2 blanques alfil · g2 blanques peó · f1 blanques torre · h1 blanques rei | e8 negres rei · a7 negres peó · c7 negres cavall · g7 negres peó · h7 negres peó · a6 blanques peó · e6 blanques peó · e5 blanques peó · d4 negres dama · g4 blanques dama · d3 negres peó · g3 negres peó · e2 blanques alfil · g2 blanques peó · f1 blanques torre · h1 blanques rei | 8 |
| 7 | e8 negres rei · a7 negres peó · c7 negres cavall · g7 negres peó · h7 negres peó · a6 blanques peó · e6 blanques peó · e5 blanques peó · d4 negres dama · g4 blanques dama · d3 negres peó · g3 negres peó · e2 blanques alfil · g2 blanques peó · f1 blanques torre · h1 blanques rei | e8 negres rei · a7 negres peó · c7 negres cavall · g7 negres peó · h7 negres peó · a6 blanques peó · e6 blanques peó · e5 blanques peó · d4 negres dama · g4 blanques dama · d3 negres peó · g3 negres peó · e2 blanques alfil · g2 blanques peó · f1 blanques torre · h1 blanques rei | e8 negres rei · a7 negres peó · c7 negres cavall · g7 negres peó · h7 negres peó · a6 blanques peó · e6 blanques peó · e5 blanques peó · d4 negres dama · g4 blanques dama · d3 negres peó · g3 negres peó · e2 blanques alfil · g2 blanques peó · f1 blanques torre · h1 blanques rei | e8 negres rei · a7 negres peó · c7 negres cavall · g7 negres peó · h7 negres peó · a6 blanques peó · e6 blanques peó · e5 blanques peó · d4 negres dama · g4 blanques dama · d3 negres peó · g3 negres peó · e2 blanques alfil · g2 blanques peó · f1 blanques torre · h1 blanques rei | e8 negres rei · a7 negres peó · c7 negres cavall · g7 negres peó · h7 negres peó · a6 blanques peó · e6 blanques peó · e5 blanques peó · d4 negres dama · g4 blanques dama · d3 negres peó · g3 negres peó · e2 blanques alfil · g2 blanques peó · f1 blanques torre · h1 blanques rei | e8 negres rei · a7 negres peó · c7 negres cavall · g7 negres peó · h7 negres peó · a6 blanques peó · e6 blanques peó · e5 blanques peó · d4 negres dama · g4 blanques dama · d3 negres peó · g3 negres peó · e2 blanques alfil · g2 blanques peó · f1 blanques torre · h1 blanques rei | e8 negres rei · a7 negres peó · c7 negres cavall · g7 negres peó · h7 negres peó · a6 blanques peó · e6 blanques peó · e5 blanques peó · d4 negres dama · g4 blanques dama · d3 negres peó · g3 negres peó · e2 blanques alfil · g2 blanques peó · f1 blanques torre · h1 blanques rei | e8 negres rei · a7 negres peó · c7 negres cavall · g7 negres peó · h7 negres peó · a6 blanques peó · e6 blanques peó · e5 blanques peó · d4 negres dama · g4 blanques dama · d3 negres peó · g3 negres peó · e2 blanques alfil · g2 blanques peó · f1 blanques torre · h1 blanques rei | 7 |
| 6 | e8 negres rei · a7 negres peó · c7 negres cavall · g7 negres peó · h7 negres peó · a6 blanques peó · e6 blanques peó · e5 blanques peó · d4 negres dama · g4 blanques dama · d3 negres peó · g3 negres peó · e2 blanques alfil · g2 blanques peó · f1 blanques torre · h1 blanques rei | e8 negres rei · a7 negres peó · c7 negres cavall · g7 negres peó · h7 negres peó · a6 blanques peó · e6 blanques peó · e5 blanques peó · d4 negres dama · g4 blanques dama · d3 negres peó · g3 negres peó · e2 blanques alfil · g2 blanques peó · f1 blanques torre · h1 blanques rei | e8 negres rei · a7 negres peó · c7 negres cavall · g7 negres peó · h7 negres peó · a6 blanques peó · e6 blanques peó · e5 blanques peó · d4 negres dama · g4 blanques dama · d3 negres peó · g3 negres peó · e2 blanques alfil · g2 blanques peó · f1 blanques torre · h1 blanques rei | e8 negres rei · a7 negres peó · c7 negres cavall · g7 negres peó · h7 negres peó · a6 blanques peó · e6 blanques peó · e5 blanques peó · d4 negres dama · g4 blanques dama · d3 negres peó · g3 negres peó · e2 blanques alfil · g2 blanques peó · f1 blanques torre · h1 blanques rei | e8 negres rei · a7 negres peó · c7 negres cavall · g7 negres peó · h7 negres peó · a6 blanques peó · e6 blanques peó · e5 blanques peó · d4 negres dama · g4 blanques dama · d3 negres peó · g3 negres peó · e2 blanques alfil · g2 blanques peó · f1 blanques torre · h1 blanques rei | e8 negres rei · a7 negres peó · c7 negres cavall · g7 negres peó · h7 negres peó · a6 blanques peó · e6 blanques peó · e5 blanques peó · d4 negres dama · g4 blanques dama · d3 negres peó · g3 negres peó · e2 blanques alfil · g2 blanques peó · f1 blanques torre · h1 blanques rei | e8 negres rei · a7 negres peó · c7 negres cavall · g7 negres peó · h7 negres peó · a6 blanques peó · e6 blanques peó · e5 blanques peó · d4 negres dama · g4 blanques dama · d3 negres peó · g3 negres peó · e2 blanques alfil · g2 blanques peó · f1 blanques torre · h1 blanques rei | e8 negres rei · a7 negres peó · c7 negres cavall · g7 negres peó · h7 negres peó · a6 blanques peó · e6 blanques peó · e5 blanques peó · d4 negres dama · g4 blanques dama · d3 negres peó · g3 negres peó · e2 blanques alfil · g2 blanques peó · f1 blanques torre · h1 blanques rei | 6 |
| 5 | e8 negres rei · a7 negres peó · c7 negres cavall · g7 negres peó · h7 negres peó · a6 blanques peó · e6 blanques peó · e5 blanques peó · d4 negres dama · g4 blanques dama · d3 negres peó · g3 negres peó · e2 blanques alfil · g2 blanques peó · f1 blanques torre · h1 blanques rei | e8 negres rei · a7 negres peó · c7 negres cavall · g7 negres peó · h7 negres peó · a6 blanques peó · e6 blanques peó · e5 blanques peó · d4 negres dama · g4 blanques dama · d3 negres peó · g3 negres peó · e2 blanques alfil · g2 blanques peó · f1 blanques torre · h1 blanques rei | e8 negres rei · a7 negres peó · c7 negres cavall · g7 negres peó · h7 negres peó · a6 blanques peó · e6 blanques peó · e5 blanques peó · d4 negres dama · g4 blanques dama · d3 negres peó · g3 negres peó · e2 blanques alfil · g2 blanques peó · f1 blanques torre · h1 blanques rei | e8 negres rei · a7 negres peó · c7 negres cavall · g7 negres peó · h7 negres peó · a6 blanques peó · e6 blanques peó · e5 blanques peó · d4 negres dama · g4 blanques dama · d3 negres peó · g3 negres peó · e2 blanques alfil · g2 blanques peó · f1 blanques torre · h1 blanques rei | e8 negres rei · a7 negres peó · c7 negres cavall · g7 negres peó · h7 negres peó · a6 blanques peó · e6 blanques peó · e5 blanques peó · d4 negres dama · g4 blanques dama · d3 negres peó · g3 negres peó · e2 blanques alfil · g2 blanques peó · f1 blanques torre · h1 blanques rei | e8 negres rei · a7 negres peó · c7 negres cavall · g7 negres peó · h7 negres peó · a6 blanques peó · e6 blanques peó · e5 blanques peó · d4 negres dama · g4 blanques dama · d3 negres peó · g3 negres peó · e2 blanques alfil · g2 blanques peó · f1 blanques torre · h1 blanques rei | e8 negres rei · a7 negres peó · c7 negres cavall · g7 negres peó · h7 negres peó · a6 blanques peó · e6 blanques peó · e5 blanques peó · d4 negres dama · g4 blanques dama · d3 negres peó · g3 negres peó · e2 blanques alfil · g2 blanques peó · f1 blanques torre · h1 blanques rei | e8 negres rei · a7 negres peó · c7 negres cavall · g7 negres peó · h7 negres peó · a6 blanques peó · e6 blanques peó · e5 blanques peó · d4 negres dama · g4 blanques dama · d3 negres peó · g3 negres peó · e2 blanques alfil · g2 blanques peó · f1 blanques torre · h1 blanques rei | 5 |
| 4 | e8 negres rei · a7 negres peó · c7 negres cavall · g7 negres peó · h7 negres peó · a6 blanques peó · e6 blanques peó · e5 blanques peó · d4 negres dama · g4 blanques dama · d3 negres peó · g3 negres peó · e2 blanques alfil · g2 blanques peó · f1 blanques torre · h1 blanques rei | e8 negres rei · a7 negres peó · c7 negres cavall · g7 negres peó · h7 negres peó · a6 blanques peó · e6 blanques peó · e5 blanques peó · d4 negres dama · g4 blanques dama · d3 negres peó · g3 negres peó · e2 blanques alfil · g2 blanques peó · f1 blanques torre · h1 blanques rei | e8 negres rei · a7 negres peó · c7 negres cavall · g7 negres peó · h7 negres peó · a6 blanques peó · e6 blanques peó · e5 blanques peó · d4 negres dama · g4 blanques dama · d3 negres peó · g3 negres peó · e2 blanques alfil · g2 blanques peó · f1 blanques torre · h1 blanques rei | e8 negres rei · a7 negres peó · c7 negres cavall · g7 negres peó · h7 negres peó · a6 blanques peó · e6 blanques peó · e5 blanques peó · d4 negres dama · g4 blanques dama · d3 negres peó · g3 negres peó · e2 blanques alfil · g2 blanques peó · f1 blanques torre · h1 blanques rei | e8 negres rei · a7 negres peó · c7 negres cavall · g7 negres peó · h7 negres peó · a6 blanques peó · e6 blanques peó · e5 blanques peó · d4 negres dama · g4 blanques dama · d3 negres peó · g3 negres peó · e2 blanques alfil · g2 blanques peó · f1 blanques torre · h1 blanques rei | e8 negres rei · a7 negres peó · c7 negres cavall · g7 negres peó · h7 negres peó · a6 blanques peó · e6 blanques peó · e5 blanques peó · d4 negres dama · g4 blanques dama · d3 negres peó · g3 negres peó · e2 blanques alfil · g2 blanques peó · f1 blanques torre · h1 blanques rei | e8 negres rei · a7 negres peó · c7 negres cavall · g7 negres peó · h7 negres peó · a6 blanques peó · e6 blanques peó · e5 blanques peó · d4 negres dama · g4 blanques dama · d3 negres peó · g3 negres peó · e2 blanques alfil · g2 blanques peó · f1 blanques torre · h1 blanques rei | e8 negres rei · a7 negres peó · c7 negres cavall · g7 negres peó · h7 negres peó · a6 blanques peó · e6 blanques peó · e5 blanques peó · d4 negres dama · g4 blanques dama · d3 negres peó · g3 negres peó · e2 blanques alfil · g2 blanques peó · f1 blanques torre · h1 blanques rei | 4 |
| 3 | e8 negres rei · a7 negres peó · c7 negres cavall · g7 negres peó · h7 negres peó · a6 blanques peó · e6 blanques peó · e5 blanques peó · d4 negres dama · g4 blanques dama · d3 negres peó · g3 negres peó · e2 blanques alfil · g2 blanques peó · f1 blanques torre · h1 blanques rei | e8 negres rei · a7 negres peó · c7 negres cavall · g7 negres peó · h7 negres peó · a6 blanques peó · e6 blanques peó · e5 blanques peó · d4 negres dama · g4 blanques dama · d3 negres peó · g3 negres peó · e2 blanques alfil · g2 blanques peó · f1 blanques torre · h1 blanques rei | e8 negres rei · a7 negres peó · c7 negres cavall · g7 negres peó · h7 negres peó · a6 blanques peó · e6 blanques peó · e5 blanques peó · d4 negres dama · g4 blanques dama · d3 negres peó · g3 negres peó · e2 blanques alfil · g2 blanques peó · f1 blanques torre · h1 blanques rei | e8 negres rei · a7 negres peó · c7 negres cavall · g7 negres peó · h7 negres peó · a6 blanques peó · e6 blanques peó · e5 blanques peó · d4 negres dama · g4 blanques dama · d3 negres peó · g3 negres peó · e2 blanques alfil · g2 blanques peó · f1 blanques torre · h1 blanques rei | e8 negres rei · a7 negres peó · c7 negres cavall · g7 negres peó · h7 negres peó · a6 blanques peó · e6 blanques peó · e5 blanques peó · d4 negres dama · g4 blanques dama · d3 negres peó · g3 negres peó · e2 blanques alfil · g2 blanques peó · f1 blanques torre · h1 blanques rei | e8 negres rei · a7 negres peó · c7 negres cavall · g7 negres peó · h7 negres peó · a6 blanques peó · e6 blanques peó · e5 blanques peó · d4 negres dama · g4 blanques dama · d3 negres peó · g3 negres peó · e2 blanques alfil · g2 blanques peó · f1 blanques torre · h1 blanques rei | e8 negres rei · a7 negres peó · c7 negres cavall · g7 negres peó · h7 negres peó · a6 blanques peó · e6 blanques peó · e5 blanques peó · d4 negres dama · g4 blanques dama · d3 negres peó · g3 negres peó · e2 blanques alfil · g2 blanques peó · f1 blanques torre · h1 blanques rei | e8 negres rei · a7 negres peó · c7 negres cavall · g7 negres peó · h7 negres peó · a6 blanques peó · e6 blanques peó · e5 blanques peó · d4 negres dama · g4 blanques dama · d3 negres peó · g3 negres peó · e2 blanques alfil · g2 blanques peó · f1 blanques torre · h1 blanques rei | 3 |
| 2 | e8 negres rei · a7 negres peó · c7 negres cavall · g7 negres peó · h7 negres peó · a6 blanques peó · e6 blanques peó · e5 blanques peó · d4 negres dama · g4 blanques dama · d3 negres peó · g3 negres peó · e2 blanques alfil · g2 blanques peó · f1 blanques torre · h1 blanques rei | e8 negres rei · a7 negres peó · c7 negres cavall · g7 negres peó · h7 negres peó · a6 blanques peó · e6 blanques peó · e5 blanques peó · d4 negres dama · g4 blanques dama · d3 negres peó · g3 negres peó · e2 blanques alfil · g2 blanques peó · f1 blanques torre · h1 blanques rei | e8 negres rei · a7 negres peó · c7 negres cavall · g7 negres peó · h7 negres peó · a6 blanques peó · e6 blanques peó · e5 blanques peó · d4 negres dama · g4 blanques dama · d3 negres peó · g3 negres peó · e2 blanques alfil · g2 blanques peó · f1 blanques torre · h1 blanques rei | e8 negres rei · a7 negres peó · c7 negres cavall · g7 negres peó · h7 negres peó · a6 blanques peó · e6 blanques peó · e5 blanques peó · d4 negres dama · g4 blanques dama · d3 negres peó · g3 negres peó · e2 blanques alfil · g2 blanques peó · f1 blanques torre · h1 blanques rei | e8 negres rei · a7 negres peó · c7 negres cavall · g7 negres peó · h7 negres peó · a6 blanques peó · e6 blanques peó · e5 blanques peó · d4 negres dama · g4 blanques dama · d3 negres peó · g3 negres peó · e2 blanques alfil · g2 blanques peó · f1 blanques torre · h1 blanques rei | e8 negres rei · a7 negres peó · c7 negres cavall · g7 negres peó · h7 negres peó · a6 blanques peó · e6 blanques peó · e5 blanques peó · d4 negres dama · g4 blanques dama · d3 negres peó · g3 negres peó · e2 blanques alfil · g2 blanques peó · f1 blanques torre · h1 blanques rei | e8 negres rei · a7 negres peó · c7 negres cavall · g7 negres peó · h7 negres peó · a6 blanques peó · e6 blanques peó · e5 blanques peó · d4 negres dama · g4 blanques dama · d3 negres peó · g3 negres peó · e2 blanques alfil · g2 blanques peó · f1 blanques torre · h1 blanques rei | e8 negres rei · a7 negres peó · c7 negres cavall · g7 negres peó · h7 negres peó · a6 blanques peó · e6 blanques peó · e5 blanques peó · d4 negres dama · g4 blanques dama · d3 negres peó · g3 negres peó · e2 blanques alfil · g2 blanques peó · f1 blanques torre · h1 blanques rei | 2 |
| 1 | e8 negres rei · a7 negres peó · c7 negres cavall · g7 negres peó · h7 negres peó · a6 blanques peó · e6 blanques peó · e5 blanques peó · d4 negres dama · g4 blanques dama · d3 negres peó · g3 negres peó · e2 blanques alfil · g2 blanques peó · f1 blanques torre · h1 blanques rei | e8 negres rei · a7 negres peó · c7 negres cavall · g7 negres peó · h7 negres peó · a6 blanques peó · e6 blanques peó · e5 blanques peó · d4 negres dama · g4 blanques dama · d3 negres peó · g3 negres peó · e2 blanques alfil · g2 blanques peó · f1 blanques torre · h1 blanques rei | e8 negres rei · a7 negres peó · c7 negres cavall · g7 negres peó · h7 negres peó · a6 blanques peó · e6 blanques peó · e5 blanques peó · d4 negres dama · g4 blanques dama · d3 negres peó · g3 negres peó · e2 blanques alfil · g2 blanques peó · f1 blanques torre · h1 blanques rei | e8 negres rei · a7 negres peó · c7 negres cavall · g7 negres peó · h7 negres peó · a6 blanques peó · e6 blanques peó · e5 blanques peó · d4 negres dama · g4 blanques dama · d3 negres peó · g3 negres peó · e2 blanques alfil · g2 blanques peó · f1 blanques torre · h1 blanques rei | e8 negres rei · a7 negres peó · c7 negres cavall · g7 negres peó · h7 negres peó · a6 blanques peó · e6 blanques peó · e5 blanques peó · d4 negres dama · g4 blanques dama · d3 negres peó · g3 negres peó · e2 blanques alfil · g2 blanques peó · f1 blanques torre · h1 blanques rei | e8 negres rei · a7 negres peó · c7 negres cavall · g7 negres peó · h7 negres peó · a6 blanques peó · e6 blanques peó · e5 blanques peó · d4 negres dama · g4 blanques dama · d3 negres peó · g3 negres peó · e2 blanques alfil · g2 blanques peó · f1 blanques torre · h1 blanques rei | e8 negres rei · a7 negres peó · c7 negres cavall · g7 negres peó · h7 negres peó · a6 blanques peó · e6 blanques peó · e5 blanques peó · d4 negres dama · g4 blanques dama · d3 negres peó · g3 negres peó · e2 blanques alfil · g2 blanques peó · f1 blanques torre · h1 blanques rei | e8 negres rei · a7 negres peó · c7 negres cavall · g7 negres peó · h7 negres peó · a6 blanques peó · e6 blanques peó · e5 blanques peó · d4 negres dama · g4 blanques dama · d3 negres peó · g3 negres peó · e2 blanques alfil · g2 blanques peó · f1 blanques torre · h1 blanques rei | 1 |
|   | a | b | c | d | e | f | g | h |   |

A la partida Korn-Pitschak, Brno 1936, la torre i la dama blanques protagonitzaren un desperado per salvar les taules. Després de 1...dxe2!, sembla que les negres han de guanyar, en vista de 2.Dxd4 exf1(D)+ o 2.Dxe2 Dh4+ 3.Rg1 Dh2#. En lloc d'això, en Korn jugà 2.Tf8+! Rxf8 3.Df5+ Re8 2...Rg8? 3.Df7+ Rh8 4.Df8# 4.Df7+ Rd8 5.Df8+! Ce8 6.De7+! Ara 6...Rxe7 és ofegat, mentre que 6...Rc8 7.Db7+! Rd8 8.De7+! repeteix la posició (Korn 1966:16) (Pachman 1973:17–18).
|   | a | b | c | d | e | f | g | h |   |
| 8 | d8 negres rei · e8 negres cavall · a7 negres peó · e7 blanques dama · g7 negres peó · h7 negres peó · a6 blanques peó · e6 blanques peó · e5 blanques peó · d4 negres dama · g3 negres peó · e2 negres peó · g2 blanques peó · h1 blanques rei | d8 negres rei · e8 negres cavall · a7 negres peó · e7 blanques dama · g7 negres peó · h7 negres peó · a6 blanques peó · e6 blanques peó · e5 blanques peó · d4 negres dama · g3 negres peó · e2 negres peó · g2 blanques peó · h1 blanques rei | d8 negres rei · e8 negres cavall · a7 negres peó · e7 blanques dama · g7 negres peó · h7 negres peó · a6 blanques peó · e6 blanques peó · e5 blanques peó · d4 negres dama · g3 negres peó · e2 negres peó · g2 blanques peó · h1 blanques rei | d8 negres rei · e8 negres cavall · a7 negres peó · e7 blanques dama · g7 negres peó · h7 negres peó · a6 blanques peó · e6 blanques peó · e5 blanques peó · d4 negres dama · g3 negres peó · e2 negres peó · g2 blanques peó · h1 blanques rei | d8 negres rei · e8 negres cavall · a7 negres peó · e7 blanques dama · g7 negres peó · h7 negres peó · a6 blanques peó · e6 blanques peó · e5 blanques peó · d4 negres dama · g3 negres peó · e2 negres peó · g2 blanques peó · h1 blanques rei | d8 negres rei · e8 negres cavall · a7 negres peó · e7 blanques dama · g7 negres peó · h7 negres peó · a6 blanques peó · e6 blanques peó · e5 blanques peó · d4 negres dama · g3 negres peó · e2 negres peó · g2 blanques peó · h1 blanques rei | d8 negres rei · e8 negres cavall · a7 negres peó · e7 blanques dama · g7 negres peó · h7 negres peó · a6 blanques peó · e6 blanques peó · e5 blanques peó · d4 negres dama · g3 negres peó · e2 negres peó · g2 blanques peó · h1 blanques rei | d8 negres rei · e8 negres cavall · a7 negres peó · e7 blanques dama · g7 negres peó · h7 negres peó · a6 blanques peó · e6 blanques peó · e5 blanques peó · d4 negres dama · g3 negres peó · e2 negres peó · g2 blanques peó · h1 blanques rei | 8 |
| 7 | d8 negres rei · e8 negres cavall · a7 negres peó · e7 blanques dama · g7 negres peó · h7 negres peó · a6 blanques peó · e6 blanques peó · e5 blanques peó · d4 negres dama · g3 negres peó · e2 negres peó · g2 blanques peó · h1 blanques rei | d8 negres rei · e8 negres cavall · a7 negres peó · e7 blanques dama · g7 negres peó · h7 negres peó · a6 blanques peó · e6 blanques peó · e5 blanques peó · d4 negres dama · g3 negres peó · e2 negres peó · g2 blanques peó · h1 blanques rei | d8 negres rei · e8 negres cavall · a7 negres peó · e7 blanques dama · g7 negres peó · h7 negres peó · a6 blanques peó · e6 blanques peó · e5 blanques peó · d4 negres dama · g3 negres peó · e2 negres peó · g2 blanques peó · h1 blanques rei | d8 negres rei · e8 negres cavall · a7 negres peó · e7 blanques dama · g7 negres peó · h7 negres peó · a6 blanques peó · e6 blanques peó · e5 blanques peó · d4 negres dama · g3 negres peó · e2 negres peó · g2 blanques peó · h1 blanques rei | d8 negres rei · e8 negres cavall · a7 negres peó · e7 blanques dama · g7 negres peó · h7 negres peó · a6 blanques peó · e6 blanques peó · e5 blanques peó · d4 negres dama · g3 negres peó · e2 negres peó · g2 blanques peó · h1 blanques rei | d8 negres rei · e8 negres cavall · a7 negres peó · e7 blanques dama · g7 negres peó · h7 negres peó · a6 blanques peó · e6 blanques peó · e5 blanques peó · d4 negres dama · g3 negres peó · e2 negres peó · g2 blanques peó · h1 blanques rei | d8 negres rei · e8 negres cavall · a7 negres peó · e7 blanques dama · g7 negres peó · h7 negres peó · a6 blanques peó · e6 blanques peó · e5 blanques peó · d4 negres dama · g3 negres peó · e2 negres peó · g2 blanques peó · h1 blanques rei | d8 negres rei · e8 negres cavall · a7 negres peó · e7 blanques dama · g7 negres peó · h7 negres peó · a6 blanques peó · e6 blanques peó · e5 blanques peó · d4 negres dama · g3 negres peó · e2 negres peó · g2 blanques peó · h1 blanques rei | 7 |
| 6 | d8 negres rei · e8 negres cavall · a7 negres peó · e7 blanques dama · g7 negres peó · h7 negres peó · a6 blanques peó · e6 blanques peó · e5 blanques peó · d4 negres dama · g3 negres peó · e2 negres peó · g2 blanques peó · h1 blanques rei | d8 negres rei · e8 negres cavall · a7 negres peó · e7 blanques dama · g7 negres peó · h7 negres peó · a6 blanques peó · e6 blanques peó · e5 blanques peó · d4 negres dama · g3 negres peó · e2 negres peó · g2 blanques peó · h1 blanques rei | d8 negres rei · e8 negres cavall · a7 negres peó · e7 blanques dama · g7 negres peó · h7 negres peó · a6 blanques peó · e6 blanques peó · e5 blanques peó · d4 negres dama · g3 negres peó · e2 negres peó · g2 blanques peó · h1 blanques rei | d8 negres rei · e8 negres cavall · a7 negres peó · e7 blanques dama · g7 negres peó · h7 negres peó · a6 blanques peó · e6 blanques peó · e5 blanques peó · d4 negres dama · g3 negres peó · e2 negres peó · g2 blanques peó · h1 blanques rei | d8 negres rei · e8 negres cavall · a7 negres peó · e7 blanques dama · g7 negres peó · h7 negres peó · a6 blanques peó · e6 blanques peó · e5 blanques peó · d4 negres dama · g3 negres peó · e2 negres peó · g2 blanques peó · h1 blanques rei | d8 negres rei · e8 negres cavall · a7 negres peó · e7 blanques dama · g7 negres peó · h7 negres peó · a6 blanques peó · e6 blanques peó · e5 blanques peó · d4 negres dama · g3 negres peó · e2 negres peó · g2 blanques peó · h1 blanques rei | d8 negres rei · e8 negres cavall · a7 negres peó · e7 blanques dama · g7 negres peó · h7 negres peó · a6 blanques peó · e6 blanques peó · e5 blanques peó · d4 negres dama · g3 negres peó · e2 negres peó · g2 blanques peó · h1 blanques rei | d8 negres rei · e8 negres cavall · a7 negres peó · e7 blanques dama · g7 negres peó · h7 negres peó · a6 blanques peó · e6 blanques peó · e5 blanques peó · d4 negres dama · g3 negres peó · e2 negres peó · g2 blanques peó · h1 blanques rei | 6 |
| 5 | d8 negres rei · e8 negres cavall · a7 negres peó · e7 blanques dama · g7 negres peó · h7 negres peó · a6 blanques peó · e6 blanques peó · e5 blanques peó · d4 negres dama · g3 negres peó · e2 negres peó · g2 blanques peó · h1 blanques rei | d8 negres rei · e8 negres cavall · a7 negres peó · e7 blanques dama · g7 negres peó · h7 negres peó · a6 blanques peó · e6 blanques peó · e5 blanques peó · d4 negres dama · g3 negres peó · e2 negres peó · g2 blanques peó · h1 blanques rei | d8 negres rei · e8 negres cavall · a7 negres peó · e7 blanques dama · g7 negres peó · h7 negres peó · a6 blanques peó · e6 blanques peó · e5 blanques peó · d4 negres dama · g3 negres peó · e2 negres peó · g2 blanques peó · h1 blanques rei | d8 negres rei · e8 negres cavall · a7 negres peó · e7 blanques dama · g7 negres peó · h7 negres peó · a6 blanques peó · e6 blanques peó · e5 blanques peó · d4 negres dama · g3 negres peó · e2 negres peó · g2 blanques peó · h1 blanques rei | d8 negres rei · e8 negres cavall · a7 negres peó · e7 blanques dama · g7 negres peó · h7 negres peó · a6 blanques peó · e6 blanques peó · e5 blanques peó · d4 negres dama · g3 negres peó · e2 negres peó · g2 blanques peó · h1 blanques rei | d8 negres rei · e8 negres cavall · a7 negres peó · e7 blanques dama · g7 negres peó · h7 negres peó · a6 blanques peó · e6 blanques peó · e5 blanques peó · d4 negres dama · g3 negres peó · e2 negres peó · g2 blanques peó · h1 blanques rei | d8 negres rei · e8 negres cavall · a7 negres peó · e7 blanques dama · g7 negres peó · h7 negres peó · a6 blanques peó · e6 blanques peó · e5 blanques peó · d4 negres dama · g3 negres peó · e2 negres peó · g2 blanques peó · h1 blanques rei | d8 negres rei · e8 negres cavall · a7 negres peó · e7 blanques dama · g7 negres peó · h7 negres peó · a6 blanques peó · e6 blanques peó · e5 blanques peó · d4 negres dama · g3 negres peó · e2 negres peó · g2 blanques peó · h1 blanques rei | 5 |
| 4 | d8 negres rei · e8 negres cavall · a7 negres peó · e7 blanques dama · g7 negres peó · h7 negres peó · a6 blanques peó · e6 blanques peó · e5 blanques peó · d4 negres dama · g3 negres peó · e2 negres peó · g2 blanques peó · h1 blanques rei | d8 negres rei · e8 negres cavall · a7 negres peó · e7 blanques dama · g7 negres peó · h7 negres peó · a6 blanques peó · e6 blanques peó · e5 blanques peó · d4 negres dama · g3 negres peó · e2 negres peó · g2 blanques peó · h1 blanques rei | d8 negres rei · e8 negres cavall · a7 negres peó · e7 blanques dama · g7 negres peó · h7 negres peó · a6 blanques peó · e6 blanques peó · e5 blanques peó · d4 negres dama · g3 negres peó · e2 negres peó · g2 blanques peó · h1 blanques rei | d8 negres rei · e8 negres cavall · a7 negres peó · e7 blanques dama · g7 negres peó · h7 negres peó · a6 blanques peó · e6 blanques peó · e5 blanques peó · d4 negres dama · g3 negres peó · e2 negres peó · g2 blanques peó · h1 blanques rei | d8 negres rei · e8 negres cavall · a7 negres peó · e7 blanques dama · g7 negres peó · h7 negres peó · a6 blanques peó · e6 blanques peó · e5 blanques peó · d4 negres dama · g3 negres peó · e2 negres peó · g2 blanques peó · h1 blanques rei | d8 negres rei · e8 negres cavall · a7 negres peó · e7 blanques dama · g7 negres peó · h7 negres peó · a6 blanques peó · e6 blanques peó · e5 blanques peó · d4 negres dama · g3 negres peó · e2 negres peó · g2 blanques peó · h1 blanques rei | d8 negres rei · e8 negres cavall · a7 negres peó · e7 blanques dama · g7 negres peó · h7 negres peó · a6 blanques peó · e6 blanques peó · e5 blanques peó · d4 negres dama · g3 negres peó · e2 negres peó · g2 blanques peó · h1 blanques rei | d8 negres rei · e8 negres cavall · a7 negres peó · e7 blanques dama · g7 negres peó · h7 negres peó · a6 blanques peó · e6 blanques peó · e5 blanques peó · d4 negres dama · g3 negres peó · e2 negres peó · g2 blanques peó · h1 blanques rei | 4 |
| 3 | d8 negres rei · e8 negres cavall · a7 negres peó · e7 blanques dama · g7 negres peó · h7 negres peó · a6 blanques peó · e6 blanques peó · e5 blanques peó · d4 negres dama · g3 negres peó · e2 negres peó · g2 blanques peó · h1 blanques rei | d8 negres rei · e8 negres cavall · a7 negres peó · e7 blanques dama · g7 negres peó · h7 negres peó · a6 blanques peó · e6 blanques peó · e5 blanques peó · d4 negres dama · g3 negres peó · e2 negres peó · g2 blanques peó · h1 blanques rei | d8 negres rei · e8 negres cavall · a7 negres peó · e7 blanques dama · g7 negres peó · h7 negres peó · a6 blanques peó · e6 blanques peó · e5 blanques peó · d4 negres dama · g3 negres peó · e2 negres peó · g2 blanques peó · h1 blanques rei | d8 negres rei · e8 negres cavall · a7 negres peó · e7 blanques dama · g7 negres peó · h7 negres peó · a6 blanques peó · e6 blanques peó · e5 blanques peó · d4 negres dama · g3 negres peó · e2 negres peó · g2 blanques peó · h1 blanques rei | d8 negres rei · e8 negres cavall · a7 negres peó · e7 blanques dama · g7 negres peó · h7 negres peó · a6 blanques peó · e6 blanques peó · e5 blanques peó · d4 negres dama · g3 negres peó · e2 negres peó · g2 blanques peó · h1 blanques rei | d8 negres rei · e8 negres cavall · a7 negres peó · e7 blanques dama · g7 negres peó · h7 negres peó · a6 blanques peó · e6 blanques peó · e5 blanques peó · d4 negres dama · g3 negres peó · e2 negres peó · g2 blanques peó · h1 blanques rei | d8 negres rei · e8 negres cavall · a7 negres peó · e7 blanques dama · g7 negres peó · h7 negres peó · a6 blanques peó · e6 blanques peó · e5 blanques peó · d4 negres dama · g3 negres peó · e2 negres peó · g2 blanques peó · h1 blanques rei | d8 negres rei · e8 negres cavall · a7 negres peó · e7 blanques dama · g7 negres peó · h7 negres peó · a6 blanques peó · e6 blanques peó · e5 blanques peó · d4 negres dama · g3 negres peó · e2 negres peó · g2 blanques peó · h1 blanques rei | 3 |
| 2 | d8 negres rei · e8 negres cavall · a7 negres peó · e7 blanques dama · g7 negres peó · h7 negres peó · a6 blanques peó · e6 blanques peó · e5 blanques peó · d4 negres dama · g3 negres peó · e2 negres peó · g2 blanques peó · h1 blanques rei | d8 negres rei · e8 negres cavall · a7 negres peó · e7 blanques dama · g7 negres peó · h7 negres peó · a6 blanques peó · e6 blanques peó · e5 blanques peó · d4 negres dama · g3 negres peó · e2 negres peó · g2 blanques peó · h1 blanques rei | d8 negres rei · e8 negres cavall · a7 negres peó · e7 blanques dama · g7 negres peó · h7 negres peó · a6 blanques peó · e6 blanques peó · e5 blanques peó · d4 negres dama · g3 negres peó · e2 negres peó · g2 blanques peó · h1 blanques rei | d8 negres rei · e8 negres cavall · a7 negres peó · e7 blanques dama · g7 negres peó · h7 negres peó · a6 blanques peó · e6 blanques peó · e5 blanques peó · d4 negres dama · g3 negres peó · e2 negres peó · g2 blanques peó · h1 blanques rei | d8 negres rei · e8 negres cavall · a7 negres peó · e7 blanques dama · g7 negres peó · h7 negres peó · a6 blanques peó · e6 blanques peó · e5 blanques peó · d4 negres dama · g3 negres peó · e2 negres peó · g2 blanques peó · h1 blanques rei | d8 negres rei · e8 negres cavall · a7 negres peó · e7 blanques dama · g7 negres peó · h7 negres peó · a6 blanques peó · e6 blanques peó · e5 blanques peó · d4 negres dama · g3 negres peó · e2 negres peó · g2 blanques peó · h1 blanques rei | d8 negres rei · e8 negres cavall · a7 negres peó · e7 blanques dama · g7 negres peó · h7 negres peó · a6 blanques peó · e6 blanques peó · e5 blanques peó · d4 negres dama · g3 negres peó · e2 negres peó · g2 blanques peó · h1 blanques rei | d8 negres rei · e8 negres cavall · a7 negres peó · e7 blanques dama · g7 negres peó · h7 negres peó · a6 blanques peó · e6 blanques peó · e5 blanques peó · d4 negres dama · g3 negres peó · e2 negres peó · g2 blanques peó · h1 blanques rei | 2 |
| 1 | d8 negres rei · e8 negres cavall · a7 negres peó · e7 blanques dama · g7 negres peó · h7 negres peó · a6 blanques peó · e6 blanques peó · e5 blanques peó · d4 negres dama · g3 negres peó · e2 negres peó · g2 blanques peó · h1 blanques rei | d8 negres rei · e8 negres cavall · a7 negres peó · e7 blanques dama · g7 negres peó · h7 negres peó · a6 blanques peó · e6 blanques peó · e5 blanques peó · d4 negres dama · g3 negres peó · e2 negres peó · g2 blanques peó · h1 blanques rei | d8 negres rei · e8 negres cavall · a7 negres peó · e7 blanques dama · g7 negres peó · h7 negres peó · a6 blanques peó · e6 blanques peó · e5 blanques peó · d4 negres dama · g3 negres peó · e2 negres peó · g2 blanques peó · h1 blanques rei | d8 negres rei · e8 negres cavall · a7 negres peó · e7 blanques dama · g7 negres peó · h7 negres peó · a6 blanques peó · e6 blanques peó · e5 blanques peó · d4 negres dama · g3 negres peó · e2 negres peó · g2 blanques peó · h1 blanques rei | d8 negres rei · e8 negres cavall · a7 negres peó · e7 blanques dama · g7 negres peó · h7 negres peó · a6 blanques peó · e6 blanques peó · e5 blanques peó · d4 negres dama · g3 negres peó · e2 negres peó · g2 blanques peó · h1 blanques rei | d8 negres rei · e8 negres cavall · a7 negres peó · e7 blanques dama · g7 negres peó · h7 negres peó · a6 blanques peó · e6 blanques peó · e5 blanques peó · d4 negres dama · g3 negres peó · e2 negres peó · g2 blanques peó · h1 blanques rei | d8 negres rei · e8 negres cavall · a7 negres peó · e7 blanques dama · g7 negres peó · h7 negres peó · a6 blanques peó · e6 blanques peó · e5 blanques peó · d4 negres dama · g3 negres peó · e2 negres peó · g2 blanques peó · h1 blanques rei | d8 negres rei · e8 negres cavall · a7 negres peó · e7 blanques dama · g7 negres peó · h7 negres peó · a6 blanques peó · e6 blanques peó · e5 blanques peó · d4 negres dama · g3 negres peó · e2 negres peó · g2 blanques peó · h1 blanques rei | 1 |
|   | a | b | c | d | e | f | g | h |   |

### Hegde - Palatnik, 1988
|   | a                                                                                       | b                                                                                       | c                                                                                       | d                                                                                       | e                                                                                       | f                                                                                       | g                                                                                       | h                                                                                       |   |
| 8 | a8 negres rei · a7 blanques peó · h7 blanques torre · a6 blanques rei · d4 negres alfil | a8 negres rei · a7 blanques peó · h7 blanques torre · a6 blanques rei · d4 negres alfil | a8 negres rei · a7 blanques peó · h7 blanques torre · a6 blanques rei · d4 negres alfil | a8 negres rei · a7 blanques peó · h7 blanques torre · a6 blanques rei · d4 negres alfil | a8 negres rei · a7 blanques peó · h7 blanques torre · a6 blanques rei · d4 negres alfil | a8 negres rei · a7 blanques peó · h7 blanques torre · a6 blanques rei · d4 negres alfil | a8 negres rei · a7 blanques peó · h7 blanques torre · a6 blanques rei · d4 negres alfil | a8 negres rei · a7 blanques peó · h7 blanques torre · a6 blanques rei · d4 negres alfil | 8 |
| 7 | a8 negres rei · a7 blanques peó · h7 blanques torre · a6 blanques rei · d4 negres alfil | a8 negres rei · a7 blanques peó · h7 blanques torre · a6 blanques rei · d4 negres alfil | a8 negres rei · a7 blanques peó · h7 blanques torre · a6 blanques rei · d4 negres alfil | a8 negres rei · a7 blanques peó · h7 blanques torre · a6 blanques rei · d4 negres alfil | a8 negres rei · a7 blanques peó · h7 blanques torre · a6 blanques rei · d4 negres alfil | a8 negres rei · a7 blanques peó · h7 blanques torre · a6 blanques rei · d4 negres alfil | a8 negres rei · a7 blanques peó · h7 blanques torre · a6 blanques rei · d4 negres alfil | a8 negres rei · a7 blanques peó · h7 blanques torre · a6 blanques rei · d4 negres alfil | 7 |
| 6 | a8 negres rei · a7 blanques peó · h7 blanques torre · a6 blanques rei · d4 negres alfil | a8 negres rei · a7 blanques peó · h7 blanques torre · a6 blanques rei · d4 negres alfil | a8 negres rei · a7 blanques peó · h7 blanques torre · a6 blanques rei · d4 negres alfil | a8 negres rei · a7 blanques peó · h7 blanques torre · a6 blanques rei · d4 negres alfil | a8 negres rei · a7 blanques peó · h7 blanques torre · a6 blanques rei · d4 negres alfil | a8 negres rei · a7 blanques peó · h7 blanques torre · a6 blanques rei · d4 negres alfil | a8 negres rei · a7 blanques peó · h7 blanques torre · a6 blanques rei · d4 negres alfil | a8 negres rei · a7 blanques peó · h7 blanques torre · a6 blanques rei · d4 negres alfil | 6 |
| 5 | a8 negres rei · a7 blanques peó · h7 blanques torre · a6 blanques rei · d4 negres alfil | a8 negres rei · a7 blanques peó · h7 blanques torre · a6 blanques rei · d4 negres alfil | a8 negres rei · a7 blanques peó · h7 blanques torre · a6 blanques rei · d4 negres alfil | a8 negres rei · a7 blanques peó · h7 blanques torre · a6 blanques rei · d4 negres alfil | a8 negres rei · a7 blanques peó · h7 blanques torre · a6 blanques rei · d4 negres alfil | a8 negres rei · a7 blanques peó · h7 blanques torre · a6 blanques rei · d4 negres alfil | a8 negres rei · a7 blanques peó · h7 blanques torre · a6 blanques rei · d4 negres alfil | a8 negres rei · a7 blanques peó · h7 blanques torre · a6 blanques rei · d4 negres alfil | 5 |
| 4 | a8 negres rei · a7 blanques peó · h7 blanques torre · a6 blanques rei · d4 negres alfil | a8 negres rei · a7 blanques peó · h7 blanques torre · a6 blanques rei · d4 negres alfil | a8 negres rei · a7 blanques peó · h7 blanques torre · a6 blanques rei · d4 negres alfil | a8 negres rei · a7 blanques peó · h7 blanques torre · a6 blanques rei · d4 negres alfil | a8 negres rei · a7 blanques peó · h7 blanques torre · a6 blanques rei · d4 negres alfil | a8 negres rei · a7 blanques peó · h7 blanques torre · a6 blanques rei · d4 negres alfil | a8 negres rei · a7 blanques peó · h7 blanques torre · a6 blanques rei · d4 negres alfil | a8 negres rei · a7 blanques peó · h7 blanques torre · a6 blanques rei · d4 negres alfil | 4 |
| 3 | a8 negres rei · a7 blanques peó · h7 blanques torre · a6 blanques rei · d4 negres alfil | a8 negres rei · a7 blanques peó · h7 blanques torre · a6 blanques rei · d4 negres alfil | a8 negres rei · a7 blanques peó · h7 blanques torre · a6 blanques rei · d4 negres alfil | a8 negres rei · a7 blanques peó · h7 blanques torre · a6 blanques rei · d4 negres alfil | a8 negres rei · a7 blanques peó · h7 blanques torre · a6 blanques rei · d4 negres alfil | a8 negres rei · a7 blanques peó · h7 blanques torre · a6 blanques rei · d4 negres alfil | a8 negres rei · a7 blanques peó · h7 blanques torre · a6 blanques rei · d4 negres alfil | a8 negres rei · a7 blanques peó · h7 blanques torre · a6 blanques rei · d4 negres alfil | 3 |
| 2 | a8 negres rei · a7 blanques peó · h7 blanques torre · a6 blanques rei · d4 negres alfil | a8 negres rei · a7 blanques peó · h7 blanques torre · a6 blanques rei · d4 negres alfil | a8 negres rei · a7 blanques peó · h7 blanques torre · a6 blanques rei · d4 negres alfil | a8 negres rei · a7 blanques peó · h7 blanques torre · a6 blanques rei · d4 negres alfil | a8 negres rei · a7 blanques peó · h7 blanques torre · a6 blanques rei · d4 negres alfil | a8 negres rei · a7 blanques peó · h7 blanques torre · a6 blanques rei · d4 negres alfil | a8 negres rei · a7 blanques peó · h7 blanques torre · a6 blanques rei · d4 negres alfil | a8 negres rei · a7 blanques peó · h7 blanques torre · a6 blanques rei · d4 negres alfil | 2 |
| 1 | a8 negres rei · a7 blanques peó · h7 blanques torre · a6 blanques rei · d4 negres alfil | a8 negres rei · a7 blanques peó · h7 blanques torre · a6 blanques rei · d4 negres alfil | a8 negres rei · a7 blanques peó · h7 blanques torre · a6 blanques rei · d4 negres alfil | a8 negres rei · a7 blanques peó · h7 blanques torre · a6 blanques rei · d4 negres alfil | a8 negres rei · a7 blanques peó · h7 blanques torre · a6 blanques rei · d4 negres alfil | a8 negres rei · a7 blanques peó · h7 blanques torre · a6 blanques rei · d4 negres alfil | a8 negres rei · a7 blanques peó · h7 blanques torre · a6 blanques rei · d4 negres alfil | a8 negres rei · a7 blanques peó · h7 blanques torre · a6 blanques rei · d4 negres alfil | 1 |
|   | a                                                                                       | b                                                                                       | c                                                                                       | d                                                                                       | e                                                                                       | f                                                                                       | g                                                                                       | h                                                                                       |   |

Aquest final és extret d'una partida entre Ravi Gopal Hegde i Semon Palatnik, Calicut 1988. La posició va aparèixer a la secció de finals del Chess Informant 45. Les negres abandonaren en aquesta posició, però hi ha un camí cap a les taules:
- 1... Ag7!
- 2. Th4 Ad4! (amenaçant 3...Axa7), etc. (Dvoretsky 2006:237). Capturar l'alfil seria ofegat, però en cas contrari l'alfil evita indefinidament l'escac de la torre a la vuitena fila.

### Vasilevitx - Kosteniuk, 2000
|   | a | b | c | d | e | f | g | h |   |
| 8 | c8 blanques dama · h5 negres rei · c4 negres peó · b3 negres dama · f3 negres cavall · c1 blanques rei | c8 blanques dama · h5 negres rei · c4 negres peó · b3 negres dama · f3 negres cavall · c1 blanques rei | c8 blanques dama · h5 negres rei · c4 negres peó · b3 negres dama · f3 negres cavall · c1 blanques rei | c8 blanques dama · h5 negres rei · c4 negres peó · b3 negres dama · f3 negres cavall · c1 blanques rei | c8 blanques dama · h5 negres rei · c4 negres peó · b3 negres dama · f3 negres cavall · c1 blanques rei | c8 blanques dama · h5 negres rei · c4 negres peó · b3 negres dama · f3 negres cavall · c1 blanques rei | c8 blanques dama · h5 negres rei · c4 negres peó · b3 negres dama · f3 negres cavall · c1 blanques rei | c8 blanques dama · h5 negres rei · c4 negres peó · b3 negres dama · f3 negres cavall · c1 blanques rei | 8 |
| 7 | c8 blanques dama · h5 negres rei · c4 negres peó · b3 negres dama · f3 negres cavall · c1 blanques rei | c8 blanques dama · h5 negres rei · c4 negres peó · b3 negres dama · f3 negres cavall · c1 blanques rei | c8 blanques dama · h5 negres rei · c4 negres peó · b3 negres dama · f3 negres cavall · c1 blanques rei | c8 blanques dama · h5 negres rei · c4 negres peó · b3 negres dama · f3 negres cavall · c1 blanques rei | c8 blanques dama · h5 negres rei · c4 negres peó · b3 negres dama · f3 negres cavall · c1 blanques rei | c8 blanques dama · h5 negres rei · c4 negres peó · b3 negres dama · f3 negres cavall · c1 blanques rei | c8 blanques dama · h5 negres rei · c4 negres peó · b3 negres dama · f3 negres cavall · c1 blanques rei | c8 blanques dama · h5 negres rei · c4 negres peó · b3 negres dama · f3 negres cavall · c1 blanques rei | 7 |
| 6 | c8 blanques dama · h5 negres rei · c4 negres peó · b3 negres dama · f3 negres cavall · c1 blanques rei | c8 blanques dama · h5 negres rei · c4 negres peó · b3 negres dama · f3 negres cavall · c1 blanques rei | c8 blanques dama · h5 negres rei · c4 negres peó · b3 negres dama · f3 negres cavall · c1 blanques rei | c8 blanques dama · h5 negres rei · c4 negres peó · b3 negres dama · f3 negres cavall · c1 blanques rei | c8 blanques dama · h5 negres rei · c4 negres peó · b3 negres dama · f3 negres cavall · c1 blanques rei | c8 blanques dama · h5 negres rei · c4 negres peó · b3 negres dama · f3 negres cavall · c1 blanques rei | c8 blanques dama · h5 negres rei · c4 negres peó · b3 negres dama · f3 negres cavall · c1 blanques rei | c8 blanques dama · h5 negres rei · c4 negres peó · b3 negres dama · f3 negres cavall · c1 blanques rei | 6 |
| 5 | c8 blanques dama · h5 negres rei · c4 negres peó · b3 negres dama · f3 negres cavall · c1 blanques rei | c8 blanques dama · h5 negres rei · c4 negres peó · b3 negres dama · f3 negres cavall · c1 blanques rei | c8 blanques dama · h5 negres rei · c4 negres peó · b3 negres dama · f3 negres cavall · c1 blanques rei | c8 blanques dama · h5 negres rei · c4 negres peó · b3 negres dama · f3 negres cavall · c1 blanques rei | c8 blanques dama · h5 negres rei · c4 negres peó · b3 negres dama · f3 negres cavall · c1 blanques rei | c8 blanques dama · h5 negres rei · c4 negres peó · b3 negres dama · f3 negres cavall · c1 blanques rei | c8 blanques dama · h5 negres rei · c4 negres peó · b3 negres dama · f3 negres cavall · c1 blanques rei | c8 blanques dama · h5 negres rei · c4 negres peó · b3 negres dama · f3 negres cavall · c1 blanques rei | 5 |
| 4 | c8 blanques dama · h5 negres rei · c4 negres peó · b3 negres dama · f3 negres cavall · c1 blanques rei | c8 blanques dama · h5 negres rei · c4 negres peó · b3 negres dama · f3 negres cavall · c1 blanques rei | c8 blanques dama · h5 negres rei · c4 negres peó · b3 negres dama · f3 negres cavall · c1 blanques rei | c8 blanques dama · h5 negres rei · c4 negres peó · b3 negres dama · f3 negres cavall · c1 blanques rei | c8 blanques dama · h5 negres rei · c4 negres peó · b3 negres dama · f3 negres cavall · c1 blanques rei | c8 blanques dama · h5 negres rei · c4 negres peó · b3 negres dama · f3 negres cavall · c1 blanques rei | c8 blanques dama · h5 negres rei · c4 negres peó · b3 negres dama · f3 negres cavall · c1 blanques rei | c8 blanques dama · h5 negres rei · c4 negres peó · b3 negres dama · f3 negres cavall · c1 blanques rei | 4 |
| 3 | c8 blanques dama · h5 negres rei · c4 negres peó · b3 negres dama · f3 negres cavall · c1 blanques rei | c8 blanques dama · h5 negres rei · c4 negres peó · b3 negres dama · f3 negres cavall · c1 blanques rei | c8 blanques dama · h5 negres rei · c4 negres peó · b3 negres dama · f3 negres cavall · c1 blanques rei | c8 blanques dama · h5 negres rei · c4 negres peó · b3 negres dama · f3 negres cavall · c1 blanques rei | c8 blanques dama · h5 negres rei · c4 negres peó · b3 negres dama · f3 negres cavall · c1 blanques rei | c8 blanques dama · h5 negres rei · c4 negres peó · b3 negres dama · f3 negres cavall · c1 blanques rei | c8 blanques dama · h5 negres rei · c4 negres peó · b3 negres dama · f3 negres cavall · c1 blanques rei | c8 blanques dama · h5 negres rei · c4 negres peó · b3 negres dama · f3 negres cavall · c1 blanques rei | 3 |
| 2 | c8 blanques dama · h5 negres rei · c4 negres peó · b3 negres dama · f3 negres cavall · c1 blanques rei | c8 blanques dama · h5 negres rei · c4 negres peó · b3 negres dama · f3 negres cavall · c1 blanques rei | c8 blanques dama · h5 negres rei · c4 negres peó · b3 negres dama · f3 negres cavall · c1 blanques rei | c8 blanques dama · h5 negres rei · c4 negres peó · b3 negres dama · f3 negres cavall · c1 blanques rei | c8 blanques dama · h5 negres rei · c4 negres peó · b3 negres dama · f3 negres cavall · c1 blanques rei | c8 blanques dama · h5 negres rei · c4 negres peó · b3 negres dama · f3 negres cavall · c1 blanques rei | c8 blanques dama · h5 negres rei · c4 negres peó · b3 negres dama · f3 negres cavall · c1 blanques rei | c8 blanques dama · h5 negres rei · c4 negres peó · b3 negres dama · f3 negres cavall · c1 blanques rei | 2 |
| 1 | c8 blanques dama · h5 negres rei · c4 negres peó · b3 negres dama · f3 negres cavall · c1 blanques rei | c8 blanques dama · h5 negres rei · c4 negres peó · b3 negres dama · f3 negres cavall · c1 blanques rei | c8 blanques dama · h5 negres rei · c4 negres peó · b3 negres dama · f3 negres cavall · c1 blanques rei | c8 blanques dama · h5 negres rei · c4 negres peó · b3 negres dama · f3 negres cavall · c1 blanques rei | c8 blanques dama · h5 negres rei · c4 negres peó · b3 negres dama · f3 negres cavall · c1 blanques rei | c8 blanques dama · h5 negres rei · c4 negres peó · b3 negres dama · f3 negres cavall · c1 blanques rei | c8 blanques dama · h5 negres rei · c4 negres peó · b3 negres dama · f3 negres cavall · c1 blanques rei | c8 blanques dama · h5 negres rei · c4 negres peó · b3 negres dama · f3 negres cavall · c1 blanques rei | 1 |
|   | a | b | c | d | e | f | g | h |   |

I ara la partida s'acaba amb 56. Dg4+!. Si les negres capturen la dama, és ofegat. Si en canvi juguen 56... Rh6, 57. Dg6+! força el negre a capturar la dama. 55... Dc3+ seguit de 56... Cf3 hauria permès les negres mantenir el seu avantatge decisiu.

### Estudi de Ponziani
|   | a                                                                    | b                                                                    | c                                                                    | d                                                                    | e                                                                    | f                                                                    | g                                                                    | h                                                                    |   |
| 8 | f8 negres rei · g7 negres torre · e6 blanques dama · h5 blanques rei | f8 negres rei · g7 negres torre · e6 blanques dama · h5 blanques rei | f8 negres rei · g7 negres torre · e6 blanques dama · h5 blanques rei | f8 negres rei · g7 negres torre · e6 blanques dama · h5 blanques rei | f8 negres rei · g7 negres torre · e6 blanques dama · h5 blanques rei | f8 negres rei · g7 negres torre · e6 blanques dama · h5 blanques rei | f8 negres rei · g7 negres torre · e6 blanques dama · h5 blanques rei | f8 negres rei · g7 negres torre · e6 blanques dama · h5 blanques rei | 8 |
| 7 | f8 negres rei · g7 negres torre · e6 blanques dama · h5 blanques rei | f8 negres rei · g7 negres torre · e6 blanques dama · h5 blanques rei | f8 negres rei · g7 negres torre · e6 blanques dama · h5 blanques rei | f8 negres rei · g7 negres torre · e6 blanques dama · h5 blanques rei | f8 negres rei · g7 negres torre · e6 blanques dama · h5 blanques rei | f8 negres rei · g7 negres torre · e6 blanques dama · h5 blanques rei | f8 negres rei · g7 negres torre · e6 blanques dama · h5 blanques rei | f8 negres rei · g7 negres torre · e6 blanques dama · h5 blanques rei | 7 |
| 6 | f8 negres rei · g7 negres torre · e6 blanques dama · h5 blanques rei | f8 negres rei · g7 negres torre · e6 blanques dama · h5 blanques rei | f8 negres rei · g7 negres torre · e6 blanques dama · h5 blanques rei | f8 negres rei · g7 negres torre · e6 blanques dama · h5 blanques rei | f8 negres rei · g7 negres torre · e6 blanques dama · h5 blanques rei | f8 negres rei · g7 negres torre · e6 blanques dama · h5 blanques rei | f8 negres rei · g7 negres torre · e6 blanques dama · h5 blanques rei | f8 negres rei · g7 negres torre · e6 blanques dama · h5 blanques rei | 6 |
| 5 | f8 negres rei · g7 negres torre · e6 blanques dama · h5 blanques rei | f8 negres rei · g7 negres torre · e6 blanques dama · h5 blanques rei | f8 negres rei · g7 negres torre · e6 blanques dama · h5 blanques rei | f8 negres rei · g7 negres torre · e6 blanques dama · h5 blanques rei | f8 negres rei · g7 negres torre · e6 blanques dama · h5 blanques rei | f8 negres rei · g7 negres torre · e6 blanques dama · h5 blanques rei | f8 negres rei · g7 negres torre · e6 blanques dama · h5 blanques rei | f8 negres rei · g7 negres torre · e6 blanques dama · h5 blanques rei | 5 |
| 4 | f8 negres rei · g7 negres torre · e6 blanques dama · h5 blanques rei | f8 negres rei · g7 negres torre · e6 blanques dama · h5 blanques rei | f8 negres rei · g7 negres torre · e6 blanques dama · h5 blanques rei | f8 negres rei · g7 negres torre · e6 blanques dama · h5 blanques rei | f8 negres rei · g7 negres torre · e6 blanques dama · h5 blanques rei | f8 negres rei · g7 negres torre · e6 blanques dama · h5 blanques rei | f8 negres rei · g7 negres torre · e6 blanques dama · h5 blanques rei | f8 negres rei · g7 negres torre · e6 blanques dama · h5 blanques rei | 4 |
| 3 | f8 negres rei · g7 negres torre · e6 blanques dama · h5 blanques rei | f8 negres rei · g7 negres torre · e6 blanques dama · h5 blanques rei | f8 negres rei · g7 negres torre · e6 blanques dama · h5 blanques rei | f8 negres rei · g7 negres torre · e6 blanques dama · h5 blanques rei | f8 negres rei · g7 negres torre · e6 blanques dama · h5 blanques rei | f8 negres rei · g7 negres torre · e6 blanques dama · h5 blanques rei | f8 negres rei · g7 negres torre · e6 blanques dama · h5 blanques rei | f8 negres rei · g7 negres torre · e6 blanques dama · h5 blanques rei | 3 |
| 2 | f8 negres rei · g7 negres torre · e6 blanques dama · h5 blanques rei | f8 negres rei · g7 negres torre · e6 blanques dama · h5 blanques rei | f8 negres rei · g7 negres torre · e6 blanques dama · h5 blanques rei | f8 negres rei · g7 negres torre · e6 blanques dama · h5 blanques rei | f8 negres rei · g7 negres torre · e6 blanques dama · h5 blanques rei | f8 negres rei · g7 negres torre · e6 blanques dama · h5 blanques rei | f8 negres rei · g7 negres torre · e6 blanques dama · h5 blanques rei | f8 negres rei · g7 negres torre · e6 blanques dama · h5 blanques rei | 2 |
| 1 | f8 negres rei · g7 negres torre · e6 blanques dama · h5 blanques rei | f8 negres rei · g7 negres torre · e6 blanques dama · h5 blanques rei | f8 negres rei · g7 negres torre · e6 blanques dama · h5 blanques rei | f8 negres rei · g7 negres torre · e6 blanques dama · h5 blanques rei | f8 negres rei · g7 negres torre · e6 blanques dama · h5 blanques rei | f8 negres rei · g7 negres torre · e6 blanques dama · h5 blanques rei | f8 negres rei · g7 negres torre · e6 blanques dama · h5 blanques rei | f8 negres rei · g7 negres torre · e6 blanques dama · h5 blanques rei | 1 |
|   | a                                                                    | b                                                                    | c                                                                    | d                                                                    | e                                                                    | f                                                                    | g                                                                    | h                                                                    |   |

Les negres entaulen després de (Rabinovich 2012:476):
1... Th7+ 2. Rg5 Tg7+ 3. Rh6 Th7+!
Si es captura la torre, és ofegat.
4. Rg5 Tg7+ 5. Rf6
Si 5.Rf5 llavors 5...Tf7+; i llavors si 6.Re5 ve 6...Te7.
5... Tg6+!
Capturar la torre, és ofegat.